# ФК «Спартак» Москва в сезоне 2022/2023
Сезон 2022/2023 годов стал для футбольного клуба «Спартак» (Москва) 101-м в его истории. Команда приняла участие в 31-м чемпионате страны и в 31-м розыгрыше Кубка России. По итогам прошлого чемпионата «Спартак» занял 10-е место.

## Стадион

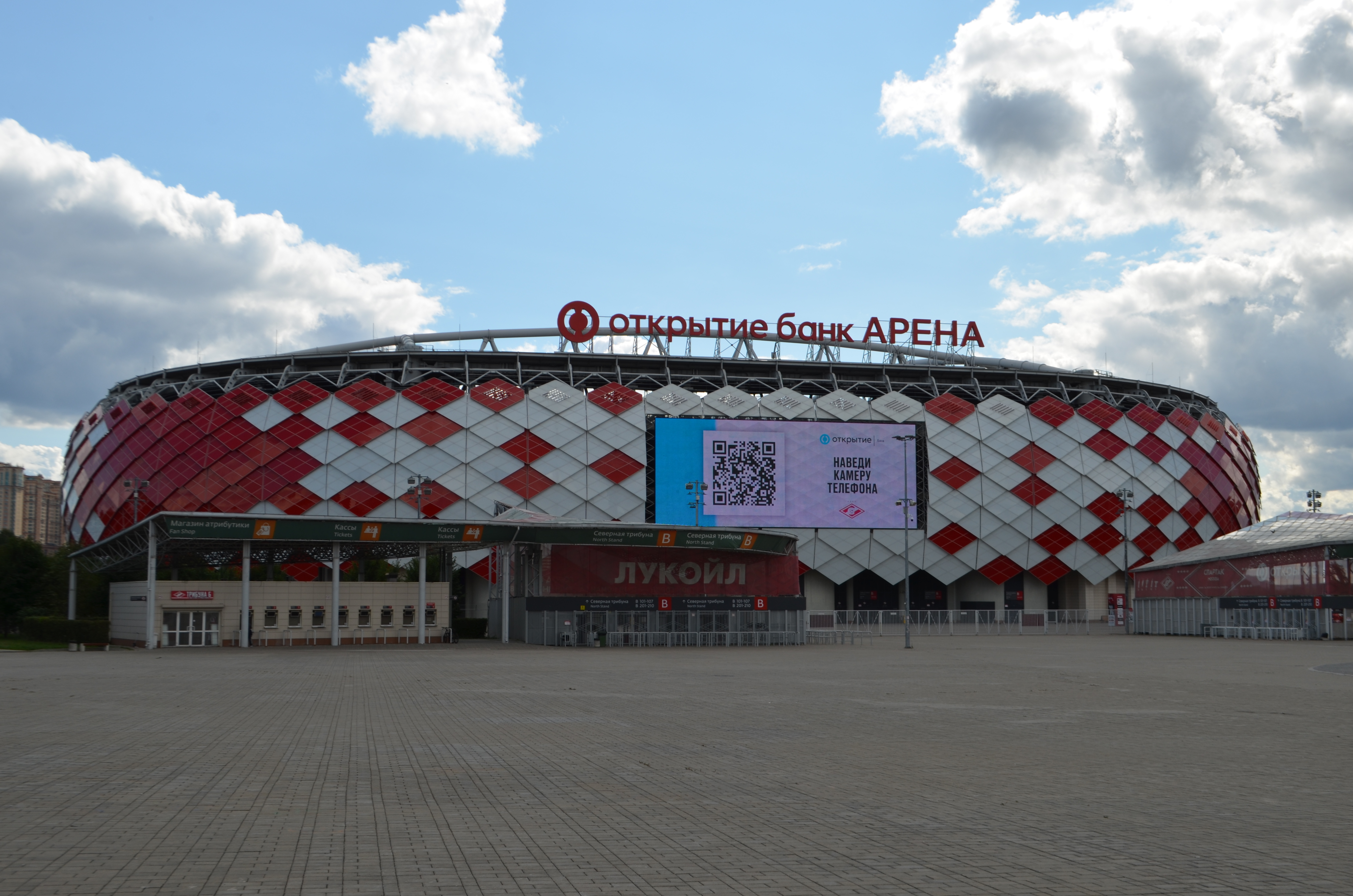
«Открытие Банк Арена» — домашний стадион «Спартака»

Домашним стадионом «Спартака» начиная с 2014 года является «Открытие Банк Арена», находящаяся в районе Покровское-Стрешнево, вместимостью 45 496 зрителей, на ней «Спартак» проводит все свои домашние матчи. Во время турниров проводимых под эгидой ФИФА и УЕФА носит название «Спартак». Стадион имеет 4-ю категорию УЕФА.
Молодёжный состав «Спартака» с 2010 года проводит все свои домашние матчи на стадионе академии ФК «Спартак» имени Ф. Ф. Черенкова, находящийся в Сокольниках, вместимостью 3077 зрителей. Стадион имеет искусственное покрытие.

## Хронология сезона
- 10 июня 2022 года был назначен новый главный тренер «Спартака», им стал 33-летний испанский специалист Гильермо Абаскаль[4], контракт был подписан на два года[5]. Вместе с Абаскалем в тренерский штаб «Спартака» вошли: ассистенты — Карлос Мария Валье Морено и Владимир Слишкович, тренеры по физической подготовке — Фернандо Перес Лопес и Александр Зайченко, а также тренер вратарей Василий Кузнецов[6].
- 16 июля 2022 года «Спартак» провёл свой первый матч в Премьер-лиге в гостях против «Ахмата» (1:1). Третий год подряд команда не смогла начать чемпионат России с победы[7].
- За первые три тура чемпионата России «Спартак» забил девять мячей, что стало лучшим результатом с сезона 1995, также клуб набрал семь очков — это лучший старт клуба с сезона 2012/13[8].
- 14 августа 2022 года в матче 5-го тура чемпионата России клуб разгромил «Сочи» (3:0) и единолично возглавил турнирную таблицу впервые с сезона 2020/21[9], также «Спартак» первым в истории чемпионата России достиг отметки в 500 побед[10].
- 22 августа 2022 года ПАО «Лукойл» объявил о приобретении 100 % акций АО «Футбольный Клуб „Спартак-Москва“», а также стадиона «Открытие Банк Арена»[2]. Также было сообщено о выходе из состава акционеров клуба Леонида Федуна, он сложил полномочия президента, члена и председателя совета директоров клуба и больше не будет принимать участие в управлении «Спартаком».
- 26 сентября 2022 года председателем совета директоров ФК «Спартак» стал первый вице-президент «Лукойла» Александр Матыцын[11]. В совет директоров также вошли топ-менеджеры «Лукойла» — Павел Жданов, Иван Масляев и Евгений Хавкин, гендиректор клуба Евгений Мележиков, президент академии «Спартак» Сергей Родионов, а также независимые директора Олег Малышев и Юсуф Алекперов[12]. Также был назначен новый спортивный директор клуба, им стал 52-летний англичанин Пол Эшуорт[13].
- 29 сентября 2022 года в матче 3-го тура группового этапа Кубка России был обыгран петербургский «Зенит» (3:0), это стала первая победа «Спартака» над «Зенитом» с 2017 года[14]. «Спартак» впервые с 2006 года обыграл «Зенит» с разницей в три мяча[15]. Петербуржцы прервали свою серию из 21 матча без поражений против московских команд, также «Зенит» впервые за пять лет крупно проиграл в матчах против российских команд[16].
- 30 октября 2022 года «Спартак» обыграл московское «Торпедо» (1:0), тем самым завершив первый круг чемпионата. «Спартак» провёл лучший первый круг по количеству набранных очков (32 очка) с последнего чемпионского сезона (2016/17), также красно-белые провели один из лучших первых кругов по забитым голам (37), лишь в 1993-м (40) и 1994-м (39) они отправили в ворота соперников больше 37 мячей[17].
- 12 ноября 2022 года команда в гостевом матче 17-го тура чемпионата России обыграла «Локомотив» (2:1) и впервые с сезона 2011/12 выиграла оба матча у московского клуба[18]. «Спартак» продлил свою серию без поражений до 11 матчей, за это время красно-белые одержали девять побед и дважды сыграли вничью[19]. Также «Спартак» впервые с 2018 года выиграл последний зимний тур и ушёл на зимнюю паузу на втором месте[20].
- 23 января 2023 года состоялось заседание комиссии по аттестации футбольных школ — «Академии „Спартак“ по футболу имени Ф. Ф. Черенкова» присвоен статус «Футбольная академия высшей категории» на период по 30 июня 2023 года[21].
- 10 февраля 2023 года, во время зимних сборнов, «Спартак» выиграл зимний турнир — «Winline Зимний Кубок РПЛ»[22]. На турнире были обыграны: «Ростов» (0:0, 2:1 — пенальти), затем крупно обыгран «Краснодар» (4:0) и нанесено поражение «Сочи» (2:0).
- 22 февраля 2023 года в матче 1/4 финала Кубка России против московского «Локомотива» (1:0) «Спартак» вышел составом с 11 российскими футболистами, что стало впервые с 1999 года[23].
- 18 марта 2023 года «Спартак» в матче 20-го тура чемпионата России против «Оренбурга» (0:2) проиграл впервые с 11 сентября 2022 года[24], а также не забил в матче РПЛ впервые с 20 августа 2022 года[25].
- 21 мая 2023 года «Спартак» обыграл в дерби московское ЦСКА (2:1), этот матч стал седьмым подряд, в которых красно-белые не проигрывают в матчах против московских команд. В последний раз у «Спартака» была более длительная подобная серия в 2005—2007 годах (14 матчей)[26].
- Команда завершила сезон 2022/23 на третьем месте, тем самым впервые за два года завоевав медали чемпионата России[27].

## Состав

### Основной состав
| №  |                  | Поз. | Имя                  | Год рождения |
| -- | ---------------- | ---- | -------------------- | ------------ |
| 31 | Флаг России      | Вр   | Антон Шитов          | 2000         |
| 57 | Флаг России      | Вр   | Александр Селихов    | 1994         |
| 95 | Флаг России      | Вр   | Михаил Волков        | 2003         |
| 98 | Флаг России      | Вр   | Александр Максименко | 1998         |
|    |                  |      |                      |              |
| 4  | Флаг Парагвая    | Защ  | Алексис Дуарте       | 2000         |
| 5  | Флаг России      | Защ  | Леон Классен         | 2000         |
| 14 | Флаг России      | Защ  | Георгий Джикия       | 1993         |
| 20 | Флаг Португалии  | Защ  | Томаш Тавариш        | 2001         |
| 23 | Флаг России      | Защ  | Никита Чернов        | 1996         |
| 39 | Флаг России      | Защ  | Павел Маслов         | 2000         |
|    |                  |      |                      |              |
| 8  | Флаг Нигерии     | ПЗ   | Виктор Мозес         | 1990         |
| 10 | Флаг Нидерландов | ПЗ   | Квинси Промес        | 1992         |
| 13 | Флаг Польши      | ПЗ   | Мацей Рыбус          | 1989         |
| 17 | Флаг России      | ПЗ   | Антон Зиньковский    | 1996         |

| №  |                  | Поз. | Имя               | Год рождения |
| -- | ---------------- | ---- | ----------------- | ------------ |
| 18 | Флаг России      | ПЗ   | Наиль Умяров      | 2000         |
| 22 | Флаг России      | ПЗ   | Михаил Игнатов    | 2000         |
| 25 | Флаг России      | ПЗ   | Данил Пруцев      | 2000         |
| 35 | Флаг Люксембурга | ПЗ   | Кристофер Мартинс | 1997         |
| 47 | Флаг России      | ПЗ   | Роман Зобнин      | 1994         |
| 68 | Флаг России      | ПЗ   | Руслан Литвинов   | 2001         |
| 82 | Флаг России      | ПЗ   | Даниил Хлусевич   | 2001         |
| 87 | Флаг России      | ПЗ   | Даниил Зорин      | 2004         |
| 97 | Флаг России      | ПЗ   | Даниил Денисов    | 2002         |
|    |                  |      |                   |              |
| 7  | Флаг России      | Нап  | Александр Соболев | 1997         |
| 9  | Флаг Сенегала    | Нап  | Кейта Бальде      | 1995         |
| 11 | Флаг Ямайки      | Нап  | Шамар Николсон    | 1997         |
| 70 | Флаг России      | Нап  | Павел Мелёшин     | 2004         |

### Молодёжный состав
| №  |             | Поз. | Имя                | Год рождения |
| -- | ----------- | ---- | ------------------ | ------------ |
| 45 | Флаг России | Вр   | Александр Игнатьев | 2005         |
| 58 | Флаг России | Вр   | Семён Фадеев       | 2004         |
| 86 | Флаг России | Вр   | Илья Тихомиров     | 2005         |
| 95 | Флаг России | Вр   | Михаил Волков      | 2003         |
|    |             |      |                    |              |
| 37 | Флаг России | Защ  | Максим Веденеев    | 2004         |
| 40 | Флаг России | Защ  | Ярослав Крашевский | 2004         |
| 41 | Флаг России | Защ  | Дмитрий Курошев    | 2004         |
| 46 | Флаг России | Защ  | Юрий Петин         | 2005         |
| 61 | Флаг России | Защ  | Никита Бозов       | 2005         |
| 63 | Флаг России | Защ  | Егор Чистяков      | 2004         |
| 79 | Флаг России | Защ  | Тимофей Данилов    | 2004         |
| 83 | Флаг России | Защ  | Дмитрий Иванников  | 2005         |
| 96 | Флаг России | Защ  | Родион Кабаков     | 2004         |
|    |             |      |                    |              |
| 49 | Флаг России | ПЗ   | Антон Гурылёв      | 2005         |
| 52 | Флаг России | ПЗ   | Михаил Пилипенко   | 2003         |

| №  |             | Поз. | Имя              | Год рождения |
| -- | ----------- | ---- | ---------------- | ------------ |
| 62 | Флаг России | ПЗ   | Максим Офицеров  | 2005         |
| 66 | Флаг России | ПЗ   | Файзиддин Нажмов | 2004         |
| 69 | Флаг России | ПЗ   | Андрей Ишутин    | 2004         |
| 71 | Флаг России | ПЗ   | Никита Постников | 2005         |
| 75 | Флаг России | ПЗ   | Антон Рощин      | 2005         |
| 78 | Флаг России | ПЗ   | Константин Мишин | 2004         |
| 81 | Флаг России | ПЗ   | Артемий Гунько   | 2004         |
| 85 | Флаг России | ПЗ   | Иван Пяткин      | 2004         |
| 87 | Флаг России | ПЗ   | Даниил Зорин     | 2004         |
|    |             |      |                  |              |
| 48 | Флаг России | Нап  | Тимур Ким        | 2005         |
| 51 | Флаг России | Нап  | Артур Максимчук  | 2002         |
| 70 | Флаг России | Нап  | Павел Мелёшин    | 2004         |
| 93 | Флаг России | Нап  | Артём Быковский  | 2004         |
| 94 | Флаг России | Нап  | Сергей Гайдук    | 2005         |

### Заявочный лист
| №  | Позиция | Имя                 | Заявлен    | Отзаявлен  |
| -- | ------- | ------------------- | ---------- | ---------- |
| 3  | Защ     | Максимилиано Кофрие | 06.07.2022 | 29.08.2022 |
| 4  | Защ     | Алексис Дуарте      | 02.02.2023 | 12.06.2023 |
| 5  | Защ     | Леон Классен        | 06.07.2022 | 12.06.2023 |
| 7  | Нап     | Александр Соболев   | 06.07.2022 | 12.06.2023 |
| 8  | ПЗ      | Виктор Мозес        | 07.07.2022 | 12.06.2023 |
| 9  | Нап     | Кейта Бальде        | 01.09.2022 | 12.06.2023 |
| 10 | Нап     | Квинси Промес       | 06.07.2022 | 12.06.2023 |
| 11 | Нап     | Шамар Николсон      | 06.07.2022 | 12.06.2023 |
| 13 | ПЗ      | Мацей Рыбус         | 06.07.2022 | 12.06.2023 |
| 14 | Защ     | Георгий Джикия      | 06.07.2022 | 12.06.2023 |
| 17 | ПЗ      | Антон Зиньковский   | 06.07.2022 | 12.06.2023 |
| 18 | ПЗ      | Наиль Умяров        | 06.07.2022 | 12.06.2023 |
| 20 | Защ     | Томаш Тавариш       | 02.02.2023 | 12.06.2023 |
| 22 | ПЗ      | Михаил Игнатов      | 06.07.2022 | 12.06.2023 |
| 23 | Защ     | Никита Чернов       | 06.07.2022 | 12.06.2023 |
| 25 | ПЗ      | Данил Пруцев        | 06.07.2022 | 12.06.2023 |
| 31 | Вр      | Антон Шитов         | 29.07.2022 | 05.06.2023 |
| 32 | Защ     | Миха Мевля          | 08.09.2022 | 18.01.2023 |
| 35 | ПЗ      | Кристофер Мартинс   | 14.07.2022 | 12.06.2023 |
| 36 | Нап     | Артём Сидоренков    | 13.07.2022 | 19.02.2023 |
| 37 | Защ     | Максим Веденеев     | 13.07.2022 | 12.06.2023 |
| 39 | Защ     | Павел Маслов        | 06.07.2022 | 12.06.2023 |
| 40 | Защ     | Ярослав Крашевский  | 13.07.2022 | 12.06.2023 |
| 41 | Защ     | Дмитрий Курошев     | 13.07.2022 | 12.06.2023 |
| 42 | Защ     | Артём Гуца          | 13.07.2022 | 24.01.2023 |
| 45 | Вр      | Александр Игнатьев  | 05.08.2022 | 12.06.2023 |
| 46 | Защ     | Юрий Петин          | 07.09.2022 | 12.06.2023 |
| 47 | ПЗ      | Роман Зобнин        | 06.07.2022 | 12.06.2023 |
| 48 | Нап     | Тимур Ким           | 07.09.2022 | 12.06.2023 |
| 49 | Защ     | Антон Гурылёв       | 03.02.2023 | 12.06.2023 |
| 51 | Нап     | Артур Максимчук     | 21.02.2023 | 12.06.2023 |

| №  | Позиция | Имя                  | Заявлен    | Отзаявлен  |
| -- | ------- | -------------------- | ---------- | ---------- |
| 52 | ПЗ      | Михаил Пилипенко     | 13.07.2022 | 31.05.2023 |
| 54 | Вр      | Николай Смирнов      | 13.07.2022 | 19.01.2023 |
| 57 | Вр      | Александр Селихов    | 06.07.2022 | 12.06.2023 |
| 58 | Вр      | Семён Фадеев         | 20.08.2022 | 12.06.2023 |
| 61 | Защ     | Никита Бозов         | 13.07.2022 | 12.06.2023 |
| 62 | ПЗ      | Максим Офицеров      | 13.07.2022 | 12.06.2023 |
| 63 | Защ     | Егор Чистяков        | 13.07.2022 | 31.05.2023 |
| 66 | ПЗ      | Файзиддин Нажмов     | 13.07.2022 | 31.05.2023 |
| 68 | ПЗ      | Руслан Литвинов      | 13.07.2022 | 12.06.2023 |
| 69 | ПЗ      | Андрей Ишутин        | 31.08.2022 | 12.06.2023 |
| 70 | Нап     | Павел Мелёшин        | 13.07.2022 | 12.06.2023 |
| 71 | ПЗ      | Никита Постников     | 13.07.2022 | 12.06.2023 |
| 73 | Нап     | Владислав Шитов      | 07.07.2022 | 15.07.2022 |
| 75 | ПЗ      | Антон Рощин          | 16.02.2023 | 12.06.2023 |
| 76 | ПЗ      | Виталий Шитов        | 12.08.2022 | 15.02.2023 |
| 78 | ПЗ      | Константин Мишин     | 13.07.2022 | 12.06.2023 |
| 79 | Защ     | Тимофей Данилов      | 13.07.2022 | 12.06.2023 |
| 81 | ПЗ      | Артемий Гунько       | 13.07.2022 | 12.06.2023 |
| 82 | ПЗ      | Даниил Хлусевич      | 06.07.2022 | 12.06.2023 |
| 83 | Защ     | Дмитрий Иванников    | 13.07.2022 | 12.06.2023 |
| 85 | ПЗ      | Иван Пяткин          | 13.07.2022 | 12.06.2023 |
| 86 | Вр      | Илья Тихомиров       | 13.07.2022 | 12.06.2023 |
| 87 | ПЗ      | Даниил Зорин         | 13.07.2022 | 12.06.2023 |
| 92 | Защ     | Николай Рассказов    | 06.07.2022 | 15.02.2023 |
| 93 | Нап     | Артём Быковский      | 13.07.2022 | 12.06.2023 |
| 94 | Нап     | Сергей Гайдук        | 13.07.2022 | 12.06.2023 |
| 95 | Вр      | Михаил Волков        | 07.07.2022 | 05.06.2023 |
| 96 | ПЗ      | Родион Кабаков       | 13.07.2022 | 31.05.2023 |
| 97 | ПЗ      | Даниил Денисов       | 06.07.2022 | 12.06.2023 |
| 98 | Вр      | Александр Максименко | 06.07.2022 | 12.06.2023 |

## Руководство клуба
- Вагит Алекперов — владелец (до 22 августа 2022 года)[2]
- Леонид Федун — владелец, президент (до 22 августа 2022 года)[2]
- Александр Матыцин — председатель совета директоров (с 9 сентября 2022 года)[1]
- Евгений Мележиков — генеральный директор
- Лука Каттани — спортивный директор (до 13 июля 2022 года)[33]
- Пол Эшуорт — спортивный директор (с 26 сентября 2022 года)[13][12]
- Артём Ребров — технический координатор
- Дмитрий Волков — финансовый директор
- Рустам Махмутов — коммерческий директор
- Дмитрий Зеленов — руководитель пресс-службы
- Кирилл Козлов — руководитель медицинского департамента

## Тренерский штаб
Основной состав
- Гильермо Абаскаль — главный тренер
- Карлос Морено — ассистент главного тренера
- Владимир Слишкович — ассистент главного тренера
- Василий Кузнецов — тренер вратарей
- Александр Мельников — тренер вратарей
- Фернандо Перес Лопес — тренер по физической подготовке
- Александр Зайченко — тренер по физической подготовке

Молодёжный состав
- Вадим Романов — главный тренер
- Дмитрий Ратников — ассистент главного тренера
- Дмитрий Епифанов — тренер вратарей (до 21 марта 2023 года)[34]
- Артём Макаров — тренер вратарей (с 21 марта 2023 года)[34]
- Вадим Боровский — тренер по физической подготовке

## Административный штаб
Основной состав
- Дмитрий Платонов — руководитель администрации команд
- Василий Козловцев — начальник команды
- Сергей Земляной — главный администратор
- Сергей Гуменный — администратор
- Юрий Гелетюк — администратор
- Владимир Иринчеев — переводчик

Молодёжный состав
- Александр Емельянов — начальник команды
- Георгий Чавдарь — администратор

## Медицинский штаб
Основной состав
- Глеб Чернов — врач
- Владимир Вековищев — врач
- Дмитрий Миронов — физиотерапевт
- Павел Гузеев — физиотерапевт
- Алексей Александров — физиотерапевт
- Андрей Прончев — массажист
- Николай Баркалов — массажист (до 2 августа 2022 года)[35]
- Евгений Лаврушко — массажист
- Максим Курган — массажист

Молодёжный состав
- Павел Деханов — врач
- Даниил Кеворков — реабилитолог
- Михаил Шереметов — массажист
- Ибрагим Халипаев — массажист

## Трансферы

### Пришли в клуб
| # | №  | Позиция | Игрок             | Откуда                  | Сумма           | Дата            | Ссылка        |
| - | -- | ------- | ----------------- | ----------------------- | --------------- | --------------- | ------------- |
| 1 | 13 | Защ     | Мацей Рыбус       | Локомотив (Москва)      | свободный агент | 11 июня 2022    | [ 36 ] [ 37 ] |
| 2 | 35 | ПЗ      | Кристофер Мартинс | Янг Бойз                | € 6,400,000     | 1 июня 2022     | [ 39 ]        |
| 3 | 20 | ПЗ      | Остон Урунов      | Уфа                     | из аренды       | 1 июня 2022     | [ 40 ] [ 41 ] |
| 4 | 17 | ПЗ      | Антон Зиньковский | Крылья Советов (Самара) | € 3,200,000     | 23 июня 2022    | [ 44 ] [ 45 ] |
| 5 | 9  | Нап     | Кейта Бальде      | Кальяри                 | свободный агент | 26 августа 2022 | [ 46 ] [ 47 ] |
| 6 | 32 | Защ     | Миха Мевля        | Аланьяспор              | свободный агент | 8 сентября 2022 | [ 48 ] [ 49 ] |
| 7 | 51 | Нап     | Артур Максимчук   | Новосибирск             | из аренды       | 31 декабря 2022 | [ 50 ]        |
| 8 | 4  | Защ     | Алексис Дуарте    | Серро Портеньо          | € 4,000,000     | 24 января 2023  | [ 52 ]        |
| 9 | 20 | Защ     | Томаш Тавариш     | Бенфика (Лиссабон)      | € 2,000,000     | 24 января 2023  | [ 52 ]        |

Общие расходы: ▼ € 15,600,000

### Ушли из клуба
| #  | №  | Позиция | Игрок               | Куда                    | Сумма                 | Дата            | Ссылка               |
| -- | -- | ------- | ------------------- | ----------------------- | --------------------- | --------------- | -------------------- |
| 1  | 9  | Нап     | Эсекьель Понсе      | Эльче                   | € 4,000,000           | 1 июня 2022     | [ 55 ]               |
| 2  | 10 | ПЗ      | Зелимхан Бакаев     | Зенит (СПб)             | свободный агент       | 1 июня 2022     | [ 56 ] [ 57 ]        |
| 3  | 29 | Защ     | Илья Кутепов        | Торпедо (Москва)        | свободный агент       | 1 июня 2022     | [ 58 ] [ 59 ]        |
| 4  | 56 | Защ     | Илья Гапонов        | Крылья Советов (Самара) | € 281,000             | 1 июня 2022     | [ 61 ]               |
| 5  | 77 | ПЗ      | Резиуан Мирзов      | Химки                   | свободный агент       | 1 июня 2022     | [ 62 ] [ 63 ]        |
| 6  | 94 | Защ     | Илья Детёнышев      | Чайка (Песчанокопское)  | свободный агент       | 18 июня 2022    | [ 64 ] [ 65 ]        |
| 7  | 70 | ПЗ      | Аслан Муталиев      | Велес                   | € 18,000              | 21 июня 2022    | [ 67 ]               |
| 8  | 53 | ПЗ      | Ильяс Муминов       | СКА-Хабаровск           | свободный агент       | 22 июня 2022    | [ 68 ] [ 69 ]        |
| 9  | 27 | Вр      | Тимур Акмурзин      | Тобол (Костанай)        | свободный агент       | 23 июня 2022    | [ 70 ] [ 71 ] [ 72 ] |
| 10 | 15 | Нап     | Максим Глушенков    | Крылья Советов (Самара) | € 1,800,000           | 25 июня 2022    | [ 74 ] [ 75 ]        |
| 11 | 11 | Нап     | Джордан Ларссон     | Шальке 04               | расторжение контракта | 27 июня 2022    | [ 76 ] [ 77 ] [ 78 ] |
| 12 | 2  | Защ     | Самюэль Жиго        | Олимпик Марсель         | из аренды             | 1 июля 2022     | [ 79 ]               |
| 13 | 13 | Нап     | Николоз Кутателадзе | Родез                   | свободный агент       | 1 июля 2022     | [ 80 ] [ 71 ]        |
| 14 | 35 | Защ     | Леонид Миронов      | Новосибирск             | свободный агент       | 1 июля 2022     | [ 81 ] [ 71 ]        |
| 15 | 36 | Защ     | Артём Воропаев      | Родина                  | свободный агент       | 1 июля 2022     | [ 82 ] [ 71 ]        |
| 16 | 46 | ПЗ      | Артур Туманян       | Тверь                   | свободный агент       | 1 июля 2022     | [ 83 ] [ 71 ]        |
| 17 | 59 | ПЗ      | Данил Шилов         | без клуба               | свободный агент       | 1 июля 2022     | [ 84 ]               |
| 18 | 63 | Защ     | Даниил Петрунин     | Шинник                  | свободный агент       | 1 июля 2022     | [ 85 ] [ 71 ] [ 86 ] |
| 19 | 85 | Вр      | Александр Алексеев  | Носта                   | свободный агент       | 1 июля 2022     | [ 87 ] [ 71 ]        |
| 20 | 86 | Защ     | Илья Агапов         | Пари Нижний Новгород    | свободный агент       | 1 июля 2022     | [ 88 ] [ 71 ]        |
| 21 | 96 | Защ     | Николай Генчу       | Тверь                   | свободный агент       | 1 июля 2022     | [ 89 ] [ 71 ]        |
| 22 | 34 | Защ     | Никита Ходорченко   | Звезда (СПб)            | свободный агент       | 1 июля 2022     | [ 90 ] [ 91 ]        |
| 23 | 78 | ПЗ      | Максим Данилин      | Родина                  | свободный агент       | 1 июля 2022     | [ 92 ] [ 93 ]        |
| 24 | 91 | Вр      | Даниил Марков       | Тверь                   | свободный агент       | 1 июля 2022     | [ 94 ] [ 91 ]        |
| 25 | 79 | Защ     | Кирилл Шлепнин      | Химки                   | свободный агент       | 1 июля 2022     | [ 95 ] [ 96 ]        |
| 26 | 81 | Защ     | Владислав Саумов    | Алания-2                | свободный агент       | 1 июля 2022     | [ 97 ]               |
| 27 | 8  | ПЗ      | Гус Тил             | ПСВ                     | € 3,000,000           | 4 июля 2022     | [ 99 ] [ 100 ]       |
| 28 | 93 | Защ     | Никита Моргунов     | Носта                   | свободный агент       | 8 июля 2022     | [ 101 ] [ 91 ]       |
| 29 | 74 | ПЗ      | Дмитрий Маркитесов  | Родина                  | € 150,000             | 15 июля 2022    | [ 103 ] [ 104 ]      |
| 30 | 49 | ПЗ      | Павел Трифонов      | Ротор                   | свободный агент       | 20 июля 2022    | [ 105 ] [ 106 ]      |
| 31 | 4  | ПЗ      | Йоррит Хендрикс     | Фортуна (Дюссельдорф)   | расторжение контракта | 11 августа 2022 | [ 107 ] [ 108 ]      |
| 32 | 99 | Нап     | Педро Роша          | Форталеза               | расторжение контракта | 11 августа 2022 | [ 109 ] [ 110 ]      |
| 33 | 43 | Защ     | Дамир Шайхтдинов    | Зенит (СПб)             | € 34,000              | 23 августа 2022 | [ 112 ] [ 113 ]      |
| 34 | 20 | ПЗ      | Остон Урунов        | Урал                    | расторжение контракта | 2 сентября 2022 | [ 114 ] [ 115 ]      |
| 35 | 6  | Защ     | Айртон Лукас        | Фламенго                | € 7,000,000           | 1 января 2023   | [ 117 ]              |
| 36 | 32 | Защ     | Миха Мевля          | без клуба               | расторжение контракта | 18 января 2023  | [ 118 ] [ 119 ]      |
| 37 | 54 | Вр      | Николай Смирнов     | Сокол (Москва)          | расторжение контракта | 20 января 2023  | [ 120 ] [ 121 ]      |
| 38 | 42 | Защ     | Артём Гуца          | Текстильщик (Иваново)   | неизвестно            | 24 января 2023  | [ 122 ] [ 123 ]      |
| 39 | 92 | Защ     | Николай Рассказов   | Крылья Советов (Самара) | € 33,000              | 27 января 2023  | [ 125 ] [ 126 ]      |
| 40 | 75 | ПЗ      | Фаниль Сунгатулин   | Урал                    | € 200,000             | 31 января 2023  | [ 128 ] [ 129 ]      |
| 41 | 36 | Нап     | Артём Сидоренков    | Калуга                  | свободный агент       | 19 февраля 2023 | [ 130 ] [ 131 ]      |
| 42 | 73 | Нап     | Владислав Шитов     | Крылья Советов (Самара) | € 500,000             | 22 февраля 2023 | [ 133 ] [ 134 ]      |

### Ушли в аренду
| #  | №  | Позиция | Игрок               | Куда                    | Сумма     | Начало          | Конец           | Ссылка                  |
| -- | -- | ------- | ------------------- | ----------------------- | --------- | --------------- | --------------- | ----------------------- |
| 1  | 88 | Вр      | Илья Свинов         | Факел (Воронеж)         | бесплатно | 6 июня 2022     | 30 июня 2023    | [ 135 ] [ 136 ]         |
| 2  | 83 | ПЗ      | Максим Лайкин       | Нефтехимик (Нижнекамск) | бесплатно | 17 июня 2022    | 30 июня 2023    | [ 137 ] [ 138 ]         |
| 3  | 75 | ПЗ      | Фаниль Сунгатулин   | Урал                    | бесплатно | 21 июня 2022    | 31 января 2023  | [ 139 ] [ 140 ]         |
| 4  | 80 | ПЗ      | Никита Бакалюк      | Арсенал (Тула)          | бесплатно | 21 июня 2022    | 30 июня 2023    | [ 141 ] [ 142 ]         |
| 5  | 61 | Защ     | Илья Голосов        | Кубань                  | бесплатно | 28 июня 2022    | 30 июня 2023    | [ 143 ] [ 144 ]         |
| 6  | 84 | ПЗ      | Степан Оганесян     | Оренбург                | бесплатно | 29 июня 2022    | 30 июня 2023    | [ 145 ] [ 146 ]         |
| 7  | 90 | ПЗ      | Константин Шильцов  | Пари Нижний Новгород    | бесплатно | 1 июля 2022     | 30 июня 2023    | [ 147 ] [ 148 ]         |
| 8  | 65 | Защ     | Николай Толстопятов | КАМАЗ                   | бесплатно | 7 июля 2022     | 30 июня 2023    | [ 149 ] [ 150 ]         |
| 9  | 73 | Нап     | Владислав Шитов     | Крылья Советов (Самара) | бесплатно | 15 июля 2022    | 22 февраля 2023 | [ 151 ] [ 104 ] [ 152 ] |
| 10 | 87 | Нап     | Артур Максимчук     | Акрон                   | бесплатно | 15 июля 2022    | 26 августа 2022 | [ 153 ] [ 154 ]         |
| 11 | 44 | Защ     | Данил Труханов      | Звезда (СПб)            | бесплатно | 15 июля 2022    | 30 июня 2023    | [ 155 ] [ 156 ]         |
| 12 | 51 | Защ     | Никита Трапицын     | Родина-2                | бесплатно | 16 июля 2022    | 30 июня 2023    | [ 157 ]                 |
| 13 | 3  | Защ     | Максимилиано Кофрие | Клермон                 | бесплатно | 29 августа 2022 | 30 июня 2023    | [ 158 ] [ 159 ]         |
| 14 | 87 | Нап     | Артур Максимчук     | Новосибирск             | бесплатно | 3 сентября 2022 | 31 декабря 2022 | [ 160 ] [ 161 ]         |
| 15 | 82 | ПЗ      | Илья Левченков      | Космос (Долгопрудный)   | бесплатно | 5 сентября 2022 | 30 июня 2023    | [ 162 ] [ 163 ]         |
| 16 | 76 | ПЗ      | Виталий Шитов       | Звезда (СПб)            | бесплатно | 17 февраля 2023 | 11 июня 2023    | [ 164 ] [ 165 ]         |

### Приостановили контракт
21 июня 2022 года ФИФА разрешила иностранным игрокам и тренерам приостанавливать действие контрактов с российскими клубами до 30 июня 2023 года.
| # | №  | Позиция | Игрок      | Куда      | Начало      | Конец        | Ссылка          |
| - | -- | ------- | ---------- | --------- | ----------- | ------------ | --------------- |
| 1 | 33 | ПЗ      | Алекс Крал | Шальке 04 | 1 июля 2022 | 30 июня 2023 | [ 167 ] [ 168 ] |

Общие доходы: ▲ € 17,016,000

## Предсезонные и товарищеские матчи

### Основной состав
| 25 июня 2022 | Спартак (Москва) | 2:2 (2:2)       | Алания (Владикавказ)         | Черкизово                                             |
| 17:00 MSK    | Промес 10′, 37′  | отчёт (Спартак) | 8′ Хубулов · 40′ Гиоргобиани | Стадион: Тарасовская учебно-спортивная база «Спартак» |

| 29 июня 2022 | Спартак (Москва)                                                       | 3:2 (3:0)                            | Балтика (Калининград)                    | Черкизово                                                                             |
| 17:00 MSK | Игнатов 4′ · Промес 7′, 35′ · Хлусевич 16' · Литвинов 67' · Маслов 76' | матч-центр (Спартак) отчёт (Спартак) | 59′ Казаев · 63' Радмановац · 79′ Остоич | Стадион: Тарасовская учебно-спортивная база «Спартак» Судья: Евгений Кукуляк (Калуга) |
| Спартак (Москва): Селихов (Максименко, 46), Хлусевич (Маркитесов, 66), Чернов (Кофрие, 46), Джикия (Жигулёв, 57), Рыбус (Классен, 46), Умяров (Литвинов, 57), Денисов (Пруцев, 57), Зобнин (Маслов, 57), Игнатов (Рассказов, 46), Промес (Вл. Шитов, 66), Соболев (Зиньковский, 46). Запасные: Толстопятов, Вит. Шитов. Главный тренер: Гильермо Абаскаль. Балтика (Калининград): Латышонок (Корякин, 46), Валиахметов, Радмановац, Остоич , Осипов, Казаев (Клёнкин, 65), Лазарев (Пряхин, 65), Аванесян (Кашчелан, 46), Кузьмин, Борисенко, Гузина. Запасные: Тишкин, Дудиев, Маляров, Храмцов, Колосков, Фролов, Барков. Главный тренер: Сергей Николаевич Игнашевич. |                                                                        |                                      |                                          |                                                                                       |

| 2 июля 2022 | Спартак (Москва)                                         | 3:0 (1:0)                            | Енисей (Красноярск) | Черкизово                                                                               |
| 17:00 MSK | Промес 31′ · Чернов 39' · Соболев 51' 55′ · Хлусевич 73′ | матч-центр (Спартак) отчёт (Спартак) | 87' Ланин           | Стадион: Тарасовская учебно-спортивная база «Спартак» Судья: Константин Юданов (Москва) |
| Спартак (Москва): Селихов (Максименко, 46), Рассказов (Хлусевич, 46), Чернов (Маслов, 77), Джикия , Рыбус (Классен, 60), Умяров (Маркитесов, 77), Денисов (Пруцев, 60), Зобнин (Жигулёв, 60), Игнатов (Зиньковский, 46), Промес, Соболев (Литвинов, 73). Запасные: Толстопятов, Кофрие, Вит. Шитов, Вл. Шитов. Главный тренер: Гильермо Абаскаль. Енисей (Красноярск): Антипин (Самок, 46), Бардыбахин (Шестаков, 77), Кичин (Микушин, 77), Феррейра (Чибисов, 77), Масловский (Савицкий, 46), Ланин, Иванов (Гыстаров, 73), Канаплин, Бабаев (Ломакин, 46), Глушков (Самойлов, 46), Окладников (Песиков, 46). Главный тренер: Артём Сергеевич Горлов. |                                                          |                                      |                     |                                                                                         |

| 22 января 2023 | Спартак (Москва)                     | 3:1 (2:1)                                        | АГМК (Алмалык) | Дубай                                                    |
| 16:15 MSK | Зорин 22′ · Бальде 43′ · Соболев 58′ | матч-центр (Спартак) отчёт (Спартак) обзор матча | 24′ Боаке      | Стадион: Поле комплекса «Jebel Ali» Судья: Марко Ивкович |
| Спартак (Москва): Волков (Максименко, 46), Хлусевич (Д. Денисов, 46), Маслов (Веденеев, 46), Джикия (Чернов, 46), Классен (Рыбус, 46), Пяткин (Литвинов, 46), Зобнин (Иванников, 46), Зорин (Пруцев, 46), Игнатов (Зиньковский, 46), Бальде (Соболев, 46), Николсон (Мелёшин, 46; Вит. Шитов, 71). Главный тренер: Гильермо Абаскаль. АГМК (Алмалык): Эргашев, Рахманов (Филипосян, 54), Исмоилов , Комилов (В. Денисов, 65), Бегимов, Хасанов (Гадоев, 46), Абдуллаев, Хагназари (Джалилов, 65), Гиёсов, Боаке (Мирахмадов, 65), Касымов. Запасные: Рахимов, Ерматов, Собиров, Аблаев, Рустамов. Главный тренер: Мирджалол Кушакович Касымов. |                                      |                                                  |                |                                                          |

| 27 января 2023 | Спартак (Москва)                     | 1:0 (0:0)                                        | Ботев (Пловдив) | Дубай                                                       |
| 11:00 MSK | Джикия 7' · Чернов 22' · Мелёшин 67′ | матч-центр (Спартак) отчёт (Спартак) обзор матча | 7' Ману         | Стадион: Поле комплекса «Jebel Ali» Судья: Младен Яковлевич |
| Спартак (Москва): А. Шитов (Максименко, 46), Хлусевич (Денисов, 46), Чернов (Дуарте, 46), Джикия (Маслов, 46), Классен (Рыбус, 46), Пруцев (Иванников, 73), Литвинов (Пяткин, 64), Зобнин (Зорин, 64), Игнатов (Николсон, 46), Зиньковский (Соболев, 46), Бальде (Мелёшин, 46). Запасные: Волков, Веденеев, Вит. Шитов. Главный тренер: Гильермо Абаскаль. Ботев (Пловдив): Ханкич, Херман (Минков, 72), Конате, Генев , Супрайен (ван Хертем, 46), Мертенс (Ннади, 72), Траоре (Эммануэль, 62), Рабей (Секулич, 80), Пунчец, Ману (Это'о, 80), Брахими. Запасные: Аргилашки, Смеркалев, Колев, Бароан, Чернев, Аззи, Прокопьев. Главный тренер: Бруну Балтазар. |                                      |                                                  |                 |                                                             |

| 2 февраля 2023 Winline Зимний кубок РПЛ | Ростов (Ростов-на-Дону) | 0:0 (0:0) (1:2 пен.)                             | Спартак (Москва) | Абу-Даби                                                        |
| 19:30 MSK |                         | протокол матча (РПЛ) отчёт (Спартак) обзор матча |                  | Стадион: «Аль-Нахайян» Судья: Кирилл Левников (Санкт-Петербург) |
| | Пенальти                |                                                  |                  |                                                                 |
| Голенков · Полоз · Сухомлинов · Мельников · Мелёхин |                         | Соболев · Чернов · Бальде · Зорин                |                  |                                                                 |
| Ростов (Ростов-на-Дону): Песьяков, Чернов (Сильянов, 46), Прохин (Мелёхин, 46), Осипенко (Бочаров, 72), Лангович (Терентьев, 61), Глебов (Шанталий, 73), Миронов (Селява, 46), Уткин (Сухомлинов, 61), Байрамян (Голенков, 61), Щетинин (Мельников, 46), Комличенко (Полоз, 61). Запасные: Цулая, Максецов, Тугарев, Комаров. Главный тренер: Валерий Георгиевич Карпин. Спартак (Москва): Максименко (Селихов, 46), Хлусевич (Тавариш, 61), Маслов (Чернов, 46), Джикия (Дуарте, 46), Классен (Рыбус, 46), Литвинов (Пяткин, 46), Денисов (Пруцев, 46), Зобнин (Зорин, 46), Игнатов (Соболев, 46), Николсон (Мелёшин, 46), Зиньковский (Бальде, 46). Запасные: Веденеев, Иванников, Вит. Шитов. Главный тренер: Гильермо Абаскаль. |                         |                                                  |                  |                                                                 |

| 6 февраля 2023 Winline Зимний кубок РПЛ | Краснодар  | 0:4 (0:1)                                        | Спартак (Москва)                                                                                             | Абу-Даби                                          |
| 20:00 MSK | Кобнан 51' | протокол матча (РПЛ) отчёт (Спартак) обзор матча | 22′ Мелёшин · 54' Классен · 58′ Зиньковский · 69' Чернов · 76' Зорин · 81′ Николсон · 83′ (пен.), 87' Бальде | Стадион: «Аль-Нахайян» Судья: Павел Кукуян (Сочи) |
| Краснодар: Агкацев, Алонсо, Волков, Сорокин, В. Литвинов (Кайо, 60), Баньяц, Ленини (Боржес, 46), Кокшаров (Кордоба, 46), Сперцян, Ионов (Батчи, 60), Кобнан (Олусегун, 60). Запасные: Штепа, Ндука, Кривцов, Карпов. Главный тренер: Владимир Ивич. Спартак (Москва): Максименко (Селихов, 46), Денисов (Классен, 46), Дуарте (Чернов, 46), Джикия (Маслов, 46), Хлусевич (Тавариш, 46), Р. Литвинов (Рыбус, 59), Пруцев (Мартинс, 74), Зобнин (Зорин, 59), Игнатов (Зиньковский, 46), Мелёшин (Бальде, 46), Соболев (Николсон, 46). Запасные: Пяткин, Веденеев, Вит. Шитов. Главный тренер: Гильермо Абаскаль. |            |                                                  | |                                                   |

| 10 февраля 2023 Winline Зимний кубок РПЛ | Спартак (Москва)                     | 2:0 (2:0)                                        | Сочи        | Абу-Даби                                                        |
| 19:00 MSK | Игнатов 27′ · Бальде 39′ · Зорин 82' | протокол матча (РПЛ) отчёт (Спартак) обзор матча | 22' Дркушич | Стадион: «Банияс» Судья: Владислав Безбородов (Санкт-Петербург) |
| Спартак (Москва): Максименко, Тавариш (Хлусевич, 46), Дуарте (Чернов, 46), Джикия (Маслов, 78), Денисов (Классен, 71), Литвинов (Пяткин, 78, Вит. Шитов, 90+1), Пруцев, Зобнин, Игнатов (Зорин, 71), Мелёшин (Николсон, 60), Бальде (Соболев, 60). Запасные: Селихов, Рыбус, Веденеев, Мартинс, Зиньковский. Главный тренер: Гильермо Абаскаль. Сочи: Адамов, Дркушич, Терехов (Макарчук, 46), Мещанинов (Юрганов, 69), Маргасов, Миладинович (Сиссако, 46), Юсупов (Мартовой, 60), Цаллагов (Шипунов, 69), Нобоа (Батырев, 60), Мелкадзе (Джорджевич, 46), Сарвели (Жоаозиньо, 10, Фёдоров, 69). Запасные: Заболотный, Кусков, Кравцов. Главный тренер: Курбан Бекиевич Бердыев. |                                      |                                                  |             |                                                                 |

### Молодёжный состав
| 1 июля 2022 | Спартак U-19 (Москва)                                                                             | 8:1 (6:0)       | Локомотив U-19 (Москва) | Москва                                  |
| 12:00 MSK | Быковский 5′ (пен.), 37′ · Зорин 33′, 35′, 36′ · Мелёшин 39′ (пен.) · Гайдук 66′ · Сидоренков 78′ | отчёт (Спартак) | 89′ Тлехугов            | Стадион: Тренировочное поле «РЖД Арены» |
| Спартак U-19 (Москва): Фадеев (Тихомиров, 46), Чистяков (Ходорченко, 46), Веденеев (Данилов, 46), Бозов (Труханов, 46), Гуца (Курошев, 46), Иванников (Кабаков, 46), Постников (Мишин, 46), Пяткин (Гунько, 46), Зорин (Пилипенко, 46), Мелёшин (Гайдук, 46), Быковский (Сидоренков, 46). Главный тренер: Вадим Юрьевич Романов. |                                                                                                   |                 |                         |                                         |

| 5 июля 2022 | Спартак U-19 (Москва)       | 2:2 (2:0)                             | Спортакадемклуб (Москва)  | Москва               |
| 11:00 MSK | Сидоренков 27′ · Гайдук 31′ | Два тайма по 40 минут отчёт (Спартак) | 43′ Паранян · 75′ Лобанов | Стадион: «Измайлово» |
| Спартак U-19 (Москва): Смирнов, Курошев, Труханов, Данилов, Кабаков, Ходорченко, Мишин, Гунько, Пилипенко , Гайдук, Сидоренков. Главный тренер: Вадим Юрьевич Романов. |                             |                                       |                           |                      |

| 5 июля 2022 | Спартак U-19 (Москва) | 1:3 (1:1)                                                 | Пересвет (Подольск)            | Москва                           |
| 17:40 MSK | Быковский 17′         | Первый тайм — 45 минут, второй — 35 минут отчёт (Спартак) | 43′ Егизарян · 61′, 70′ Вехтев | Стадион: «Спартак» им. Черенкова |
| Спартак U-19 (Москва): Фадеев, Бозов, Гуца, Веденеев, Чистяков, Иванников, Пяткин, Постников, Зорин , Мелёшин, Быковский. Главный тренер: Вадим Юрьевич Романов. |                       |                                                           |                                |                                  |

| 8 июля 2022 | Спартак U-19 (Москва)                                    | 5:0 (2:0)       | Химки U-19 | Черкизово                                             |
| 11:00 MSK | Пилипенко 13′, 30′ · Гунько 79′ · Гайдук 83′ (пен.), 85′ | отчёт (Спартак) |            | Стадион: Тарасовская учебно-спортивная база «Спартак» |
| Спартак U-19 (Москва): Смирнов, Курошев, Данилов, Труханов, Ходорченко, Кабаков, Мишин, Гунько, Пилипенко , Сидоренков (Нажмов, 6), Гайдук. Главный тренер: Вадим Юрьевич Романов. |                                                          |                 |            |                                                       |

| 8 июля 2022 | Спартак U-19 (Москва)          | 2:5 (1:2)       | Текстильщик (Иваново)                                                              | Бронницы                                       |
| 17:30 MSK | Мелёшин 40′ · Зорин 83′ (пен.) | отчёт (Спартак) | 28′ неизвестно · 43′ неизвестно · 62′ неизвестно · 64′ неизвестно · 66′ неизвестно | Стадион: Учебно-тренировочный центр «Бронницы» |
| Спартак U-19 (Москва): Фадеев, Веденеев, Бозов, Гуца, Чистяков, Иванников, Пяткин, Постников, Зорин, Быковский, Мелёшин . Главный тренер: Вадим Юрьевич Романов. |                                |                 |                                                                                    |                                                |

| 22 ноября 2022 | Спартак U-19 (Москва)         | 2:1 (0:1)       | Ислочь-мол. (Минск) | Минск                              |
| 11:00 MSK | Пилипенко 72′ · Быковский 86′ | отчёт (Спартак) | 21′ Краснов         | Стадион: Поле комплекса ФК «Минск» |
| Спартак U-19 (Москва): Игнатьев (Тихомиров, 46), Чистяков (Петин, 46), Данилов (Бозов, 46), Курошев (Плющенко, 46), Иванников (Крашевский, 46), Мишин (Постников, 46), Гунько (Нажмов, 46), Сергин (Гурылёв, 46), Рощин (Пилипенко, 46), Гайдук (Павлов, 46), Сидоренков (Быковский, 46). Главный тренер: Вадим Юрьевич Романов. |                               |                 |                     |                                    |

| 24 ноября 2022 | Спартак U-19 (Москва)                                                 | 5:1 (2:0)       | Арсенал-мол. (Дзержинск) | Минск                |
| 14:00 MSK | Быковский 6′ · Гурылёв 17′ · Павлов 49′ · Нажмов 56′ · Сидоренков 65′ | отчёт (Спартак) | 71′ Лебедев              | Стадион: «Локомотив» |
| Спартак U-19 (Москва): Игнатьев (Тихомиров, 46), Петин (Чистяков, 46), Данилов (Плющенко, 46), Бозов (Курошев, 46), Иванников (Крашевский, 46), Мишин, Сергин (Павлов, 46), Гунько (Пилипенко, 46), Рощин (Нажмов, 46), Гурылёв (Гайдук, 46), Быковский (Сидоренков, 46). Главный тренер: Вадим Юрьевич Романов. |                                                                       |                 |                          |                      |

| 26 ноября 2022 | Спартак U-19 (Москва)      | 2:0 (0:0)       | Динамо-мол. (Минск) | Минск                 |
| 10:00 MSK | Павлов 80′ · Быковский 82′ | отчёт (Спартак) |                     | Стадион: «Динамо-Юни» |
| Спартак U-19 (Москва): Тихомиров (Игнатьев, 46), Чистяков (Петин, 46), Курошев (Бозов, 46), Плющенко (Данилов , 46), Крашевский (Иванников, 46), Постников (Мишин, 46), Гунько (Пилипенко, 46), Нажмов (Сергин, 46), Рощин (Павлов, 46), Гурылёв (Быковский, 46), Сидоренков (Гайдук, 46). Главный тренер: Вадим Юрьевич Романов. |                            |                 |                     |                       |

| 31 января 2023 | Спартак U-19 (Москва)   | 2:0 (1:0)       | Локомотив U-19 (Москва) | Сиде                |
| 17:00 MSK | Гурылёв 3′ · Гайдук 82′ | отчёт (Спартак) |                         | Судья: Мехмет Эрдам |
| Спартак U-19 (Москва): Фадеев (Тихомиров, 46), Петин (Чистяков, 46), Данилов (Плющенко, 46), Бозов (Давыдов, 46), Крашевский (Сергин, 46), Курошев (Постников, 46), Гунько (Павлов, 46), Ишутин (Мишин, 46), Нажмов (Гайдук, 46), Гурылёв (Рощин, 46), Быковский (Сидоренков, 46). Главный тренер: Вадим Юрьевич Романов. |                         |                 |                         |                     |

| 5 февраля 2023 | Спартак U-19 (Москва) | 1:1 (1:0)       | Урал U-19 (Екатеринбург) | Сиде |
| 17:00 MSK | Быковский 43′         | отчёт (Спартак) | 89′ Бердников            |      |
| Спартак U-19 (Москва): Фадеев (Игнатьев, 46), Петин (Павлов, 46), Бозов (Плющенко, 46), Данилов (Давыдов, 46), Крашевский (Сергин, 46), Курошев (Постников , 46), Ишутин (Мишин, 46), Гунько (Нажмов, 46), Гайдук (Рощин, 46), Гурылёв (Пилипенко, 46), Быковский (Сидоренков, 46). Главный тренер: Вадим Юрьевич Романов. |                       |                 |                          |      |

| 10 февраля 2023 | Спартак U-19 (Москва) | 1:3 (0:1)       | Крылья Советов (Самара)               | Белек |
| 11:00 MSK | Гайдук 71′            | отчёт (Спартак) | 8′ Цыпченко · 52′ Хлусов · 70′ Тоцкий |       |
| Спартак U-19 (Москва): Фадеев, Петин (Чистяков, 81), Бозов, Данилов, Крашевский, Курошев, Ишутин , Гунько (Постников, 81), Гайдук, Рощин (Гурылёв, 63), Быковский. Главный тренер: Вадим Юрьевич Романов. |                       |                 |                                       |       |

| 10 февраля 2023 | Спартак U-19 (Москва)                      | 4:1 (1:1)       | Урарту-2 (Ереван)   | Сиде |
| 17:00 MSK | Нажмов 41′, 89′ · Давыдов 66′ · Павлов 67′ | отчёт (Спартак) | 13′ (пен.) Арутюнян |      |
| Спартак U-19 (Москва): Тихомиров, Чистяков, Плющенко, Давыдов, Сергин, Постников , Павлов, Пилипенко, Нажмов, Ким, Сидоренков. Главный тренер: Вадим Юрьевич Романов. |                                            |                 |                     |      |

| 18 февраля 2023 | Спартак U-19 (Москва) | 1:5 (0:0)       | Тобол (Костанай)                                                             | Белек |
| 11:30 MSK | Гунько 76′            | отчёт (Спартак) | 67′ Киреенко · 69′ (пен.), 83′ (пен.) Жумашев · 78′ Байжанов · 86′ Ермекбаев |       |
| Спартак U-19 (Москва): Шитов, Веденеев, Бозов, Данилов, Иванников, Курошев, Ишутин , Гунько, Гайдук, Гурылёв, Быковский. Главный тренер: Вадим Юрьевич Романов. |                       |                 |                                                                              |       |

| 18 февраля 2023 | Спартак U-19 (Москва) | 1:3 (0:2)       | Спартак (Кострома)                       | Сиде |
| 17:00 MSK | Пилипенко 64′         | отчёт (Спартак) | 9′ Киреев · 35′ Казаринов · 81′ Кудряшов |      |
| Спартак U-19 (Москва): Волков, Плющенко, Давыдов, Петин, Сергин, Постников , Мишин, Пилипенко, Рощин, Нажмов, Павлов. Главный тренер: Вадим Юрьевич Романов. |                       |                 |                                          |      |

| 23 февраля 2023 | Спартак U-19 (Москва)       | 2:2 (0:1)       | Шахтёр (Караганда) | Анталья |
| 11:00 MSK | Быковский 82′ · Гурылёв 87′ | отчёт (Спартак) | 20′, 66′ Свиридов  |         |
| Спартак U-19 (Москва): Фадеев, Петин (Мишин, 61), Данилов, Бозов, Иванников (Крашевский, 67), Курошев (Петин, 67), Ишутин , Гунько (Пилипенко, 67), Гайдук (Пилипенко, 46; Гайдук, 53), Гурылёв (Крашевский, 46; Гурылёв, 53), Быковский. Главный тренер: Вадим Юрьевич Романов. |                             |                 |                    |         |

| 23 февраля 2023 | Спартак U-19 (Москва)       | 2:1 (1:1)       | Андижан       | Анталья |
| 16:30 MSK | Сергин 41′ · Крашевский 63′ | отчёт (Спартак) | 10′ Джумабоев |         |
| Спартак U-19 (Москва): Тихомиров (Игнатьев, 58), Мишин (Павлов, 46), Давыдов, Плющенко, Крашевский (Пилипенко, 77), Постников , Пилипенко (Мишин, 60), Сергин, Нажмов, Рощин, Ким. Главный тренер: Вадим Юрьевич Романов. |                             |                 |               |         |

| 28 февраля 2023 | Спартак U-19 (Москва)                       | 3:2 (2:1)       | Новосибирск               | Сиде |
| 17:00 MSK | Гурылёв 6′ · Иванников 60′ · Крашевский 64′ | отчёт (Спартак) | 31′ Рожков · 60′ Соловьёв |      |
| Спартак U-19 (Москва): Фадеев (Тихомиров, 76), Петин (Постников, 59), Данилов, Бозов, Иванников (Нажмов, 84), Курошев, Ишутин , Гунько (Мишин, 59), Гайдук (Пилипенко, 59), Гурылёв (Крашевский, 46), Быковский (Рощин, 76). Главный тренер: Вадим Юрьевич Романов. |                                             |                 |                           |      |

## Статистика сезона

### Игры и голы
В статистику включены только официальные матчи.
| №.                                                             | Нац.             | Позиция | Игрок                | Всего   | Всего   | Премьер-лига | Премьер-лига | Кубок России | Кубок России | Суперкубок России | Суперкубок России |         |         |
| №.                                                             | Нац.             | Позиция | Игрок                | Игры    | Голы    | Игры         | Голы         | Игры         | Голы         | Игры              | Голы              |         |         |
| Вратари                                                        | Вратари          | Вратари | Вратари              | Вратари | Вратари | Вратари      | Вратари      | Вратари      | Вратари      | Вратари           | Вратари           | Вратари | Вратари |
| -------------------------------------------------------------- | ---------------- | ------- | -------------------- | ------- | ------- | ------------ | ------------ | ------------ | ------------ | ----------------- | ----------------- | ------- | ------- |
| 57                                                             | Флаг России      | Вр      | Александр Селихов    | 28      | -38     | 27           | -34          | 0            | -0           | 1                 | -4                |         |         |
| 98                                                             | Флаг России      | Вр      | Александр Максименко | 14      | -14     | 3            | -4           | 11           | -10          | 0                 | -0                |         |         |
| Защитники                                                      |                  |         |                      |         |         |              |              |              |              |                   |                   |         |         |
| 4                                                              | Флаг Парагвая    | Защ     | Алексис Дуарте       | 8       | 0       | 7            | 0            | 1            | 0            | 0                 | 0                 |         |         |
| 5                                                              | Флаг России      | Защ     | Леон Классен         | 18      | 0       | 11           | 0            | 7            | 0            | 0                 | 0                 |         |         |
| 13                                                             | Флаг Польши      | Защ     | Мацей Рыбус          | 12      | 1       | 8            | 1            | 3            | 0            | 1                 | 0                 |         |         |
| 14                                                             | Флаг России      | Защ     | Георгий Джикия       | 30      | 0       | 22           | 0            | 7            | 0            | 1                 | 0                 |         |         |
| 20                                                             | Флаг Португалии  | Защ     | Томаш Тавариш        | 18      | 1       | 13           | 0            | 5            | 1            | 0                 | 0                 |         |         |
| 23                                                             | Флаг России      | Защ     | Никита Чернов        | 33      | 1       | 24           | 0            | 8            | 1            | 1                 | 0                 |         |         |
| 39                                                             | Флаг России      | Защ     | Павел Маслов         | 27      | 1       | 19           | 1            | 8            | 0            | 0                 | 0                 |         |         |
| Полузащитники                                                  |                  |         |                      |         |         |              |              |              |              |                   |                   |         |         |
| 8                                                              | Флаг Нигерии     | ПЗ      | Виктор Мозес         | 11      | 2       | 10           | 2            | 1            | 0            | 0                 | 0                 |         |         |
| 10                                                             | Флаг Нидерландов | ПЗ      | Квинси Промес        | 37      | 25      | 27           | 20           | 9            | 5            | 1                 | 0                 |         |         |
| 17                                                             | Флаг России      | ПЗ      | Антон Зиньковский    | 37      | 3       | 28           | 3            | 8            | 0            | 1                 | 0                 |         |         |
| 18                                                             | Флаг России      | ПЗ      | Наиль Умяров         | 16      | 0       | 12           | 0            | 3            | 0            | 1                 | 0                 |         |         |
| 22                                                             | Флаг России      | ПЗ      | Михаил Игнатов       | 31      | 3       | 21           | 2            | 9            | 1            | 1                 | 0                 |         |         |
| 25                                                             | Флаг России      | ПЗ      | Данил Пруцев         | 38      | 2       | 27           | 1            | 10           | 1            | 1                 | 0                 |         |         |
| 35                                                             | Флаг Люксембурга | ПЗ      | Кристофер Мартинс    | 23      | 3       | 18           | 2            | 5            | 1            | 0                 | 0                 |         |         |
| 47                                                             | Флаг России      | ПЗ      | Роман Зобнин         | 41      | 5       | 29           | 4            | 11           | 1            | 1                 | 0                 |         |         |
| 68                                                             | Флаг России      | ПЗ      | Руслан Литвинов      | 34      | 3       | 25           | 3            | 8            | 0            | 1                 | 0                 |         |         |
| 82                                                             | Флаг России      | ПЗ      | Даниил Хлусевич      | 35      | 0       | 26           | 0            | 8            | 0            | 1                 | 0                 |         |         |
| 87                                                             | Флаг России      | ПЗ      | Даниил Зорин         | 6       | 0       | 2            | 0            | 4            | 0            | 0                 | 0                 |         |         |
| 97                                                             | Флаг России      | ПЗ      | Даниил Денисов       | 41      | 1       | 29           | 1            | 11           | 0            | 1                 | 0                 |         |         |
| Нападающие                                                     |                  |         |                      |         |         |              |              |              |              |                   |                   |         |         |
| 7                                                              | Флаг России      | Нап     | Александр Соболев    | 32      | 15      | 26           | 13           | 5            | 2            | 1                 | 0                 |         |         |
| 9                                                              | Флаг Сенегала    | Нап     | Кейта Бальде         | 16      | 4       | 12           | 3            | 4            | 1            | 0                 | 0                 |         |         |
| 11                                                             | Флаг Ямайки      | Нап     | Шамар Николсон       | 27      | 4       | 22           | 3            | 4            | 1            | 1                 | 0                 |         |         |
| 70                                                             | Флаг России      | Нап     | Павел Мелёшин        | 17      | 3       | 8            | 1            | 9            | 2            | 0                 | 0                 |         |         |
| Игроки покинувшие команду или ушедшие в аренду по ходу сезона: |                  |         |                      |         |         |              |              |              |              |                   |                   |         |         |
| 3                                                              | Флаг Бельгии     | Защ     | Максимилиано Кофрие  | 1       | 0       | 1            | 0            | 0            | 0            | 0                 | 0                 |         |         |
| 32                                                             | Флаг Словении    | Защ     | Миха Мевля           | 7       | 0       | 4            | 0            | 3            | 0            | 0                 | 0                 |         |         |
| 73                                                             | Флаг России      | Нап     | Владислав Шитов      | 0       | 0       | 0            | 0            | 0            | 0            | 0                 | 0                 |         |         |
| 74                                                             | Флаг России      | ПЗ      | Дмитрий Маркитесов   | 0       | 0       | 0            | 0            | 0            | 0            | 0                 | 0                 |         |         |
| 76                                                             | Флаг России      | ПЗ      | Виталий Шитов        | 2       | 0       | 1            | 0            | 1            | 0            | 0                 | 0                 |         |         |
| 92                                                             | Флаг России      | Защ     | Николай Рассказов    | 11      | 1       | 4            | 0            | 6            | 1            | 1                 | 0                 |         |         |

### Дисциплинарные показатели
В статистику включены только официальные матчи.
| Номер                                                          | Страна                    | Позиция | Игрок                | Премьер-лига | Премьер-лига                  | Премьер-лига | Кубок России | Кубок России                  | Кубок России | Суперкубок России | Суперкубок России             | Суперкубок России | Итого        | Итого                         | Итого    |         |         |         |
| Номер                                                          | Страна                    | Позиция | Игрок                | Предупреждён | Yellow card · Yellow-red card | Red card     | Предупреждён | Yellow card · Yellow-red card | Red card     | Предупреждён      | Yellow card · Yellow-red card | Red card          | Предупреждён | Yellow card · Yellow-red card | Red card |         |         |         |
| Вратари                                                        | Вратари                   | Вратари | Вратари              | Вратари      | Вратари                       | Вратари      | Вратари      | Вратари                       | Вратари      | Вратари           | Вратари                       | Вратари           | Вратари      | Вратари                       | Вратари  | Вратари | Вратари | Вратари |
| -------------------------------------------------------------- | ------------------------- | ------- | -------------------- | ------------ | ----------------------------- | ------------ | ------------ | ----------------------------- | ------------ | ----------------- | ----------------------------- | ----------------- | ------------ | ----------------------------- | -------- | ------- | ------- | ------- |
| 57                                                             | Флаг России               | Вр      | Александр Селихов    | 3            | 0                             | 0            | 0            | 0                             | 1            | 0                 | 0                             | 0                 | 3            | 0                             | 1        |         |         |         |
| 98                                                             | Флаг России               | Вр      | Александр Максименко | 1            | 0                             | 0            | 0            | 0                             | 0            | 0                 | 0                             | 0                 | 1            | 0                             | 0        |         |         |         |
| Защитники                                                      |                           |         |                      |              |                               |              |              |                               |              |                   |                               |                   |              |                               |          |         |         |         |
| 4                                                              | Флаг Парагвая             | Защ     | Алексис Дуарте       | 1            | 0                             | 1            | 1            | 0                             | 0            | 0                 | 0                             | 0                 | 2            | 0                             | 1        |         |         |         |
| 5                                                              | Флаг России               | Защ     | Леон Классен         | 0            | 0                             | 0            | 1            | 0                             | 0            | 0                 | 0                             | 0                 | 1            | 0                             | 0        |         |         |         |
| 13                                                             | Флаг Польши               | Защ     | Мацей Рыбус          | 2            | 1                             | 0            | 2            | 0                             | 0            | 0                 | 0                             | 0                 | 4            | 1                             | 0        |         |         |         |
| 14                                                             | Флаг России               | Защ     | Георгий Джикия       | 5            | 1                             | 0            | 2            | 0                             | 0            | 0                 | 0                             | 0                 | 7            | 1                             | 0        |         |         |         |
| 20                                                             | Флаг Португалии           | Защ     | Томаш Тавариш        | 0            | 0                             | 0            | 0            | 0                             | 0            | 0                 | 0                             | 0                 | 0            | 0                             | 0        |         |         |         |
| 23                                                             | Флаг России               | Защ     | Никита Чернов        | 4            | 0                             | 0            | 0            | 0                             | 0            | 1                 | 0                             | 0                 | 5            | 0                             | 0        |         |         |         |
| 39                                                             | Флаг России               | Защ     | Павел Маслов         | 2            | 0                             | 0            | 0            | 0                             | 0            | 0                 | 0                             | 0                 | 2            | 0                             | 0        |         |         |         |
| Полузащитники                                                  |                           |         |                      |              |                               |              |              |                               |              |                   |                               |                   |              |                               |          |         |         |         |
| 8                                                              | Флаг Нигерии              | ПЗ      | Виктор Мозес         | 1            | 0                             | 0            | 0            | 0                             | 0            | 0                 | 0                             | 0                 | 1            | 0                             | 0        |         |         |         |
| 10                                                             | Флаг Нидерландов          | ПЗ      | Квинси Промес        | 6            | 0                             | 0            | 1            | 0                             | 0            | 0                 | 0                             | 0                 | 7            | 0                             | 0        |         |         |         |
| 17                                                             | Флаг России               | ПЗ      | Антон Зиньковский    | 3            | 0                             | 0            | 1            | 0                             | 0            | 0                 | 0                             | 0                 | 4            | 0                             | 0        |         |         |         |
| 18                                                             | Флаг России               | ПЗ      | Наиль Умяров         | 0            | 0                             | 0            | 1            | 0                             | 0            | 0                 | 0                             | 0                 | 1            | 0                             | 0        |         |         |         |
| 22                                                             | Флаг России               | ПЗ      | Михаил Игнатов       | 2            | 0                             | 0            | 1            | 0                             | 0            | 0                 | 0                             | 0                 | 3            | 0                             | 0        |         |         |         |
| 25                                                             | Флаг России               | ПЗ      | Данил Пруцев         | 4            | 0                             | 0            | 3            | 0                             | 0            | 0                 | 0                             | 0                 | 7            | 0                             | 0        |         |         |         |
| 35                                                             | Флаг Люксембурга          | ПЗ      | Кристофер Мартинс    | 1            | 1                             | 0            | 0            | 0                             | 0            | 0                 | 0                             | 0                 | 1            | 1                             | 0        |         |         |         |
| 47                                                             | Флаг России               | ПЗ      | Роман Зобнин         | 3            | 0                             | 0            | 2            | 0                             | 0            | 0                 | 0                             | 0                 | 5            | 0                             | 0        |         |         |         |
| 68                                                             | Флаг России               | ПЗ      | Руслан Литвинов      | 5            | 1                             | 0            | 2            | 0                             | 0            | 0                 | 0                             | 0                 | 7            | 1                             | 0        |         |         |         |
| 82                                                             | Флаг России               | ПЗ      | Даниил Хлусевич      | 7            | 0                             | 0            | 4            | 0                             | 0            | 0                 | 0                             | 0                 | 11           | 0                             | 0        |         |         |         |
| 87                                                             | Флаг России               | ПЗ      | Даниил Зорин         | 0            | 0                             | 0            | 0            | 0                             | 0            | 0                 | 0                             | 0                 | 0            | 0                             | 0        |         |         |         |
| 97                                                             | Флаг России               | ПЗ      | Даниил Денисов       | 4            | 1                             | 0            | 0            | 0                             | 0            | 0                 | 0                             | 0                 | 4            | 1                             | 0        |         |         |         |
| Нападающие                                                     |                           |         |                      |              |                               |              |              |                               |              |                   |                               |                   |              |                               |          |         |         |         |
| 7                                                              | Флаг России               | Нап     | Александр Соболев    | 9            | 0                             | 1            | 1            | 0                             | 1            | 0                 | 0                             | 0                 | 10           | 0                             | 2        |         |         |         |
| 9                                                              | Флаг Сенегала             | Нап     | Кейта Бальде         | 2            | 0                             | 0            | 1            | 0                             | 0            | 0                 | 0                             | 0                 | 3            | 0                             | 0        |         |         |         |
| 11                                                             | Флаг Ямайки               | Нап     | Шамар Николсон       | 2            | 0                             | 0            | 1            | 0                             | 1            | 1                 | 0                             | 0                 | 4            | 0                             | 1        |         |         |         |
| 70                                                             | Флаг России               | Нап     | Павел Мелёшин        | 1            | 0                             | 0            | 0            | 0                             | 0            | 0                 | 0                             | 0                 | 1            | 0                             | 0        |         |         |         |
| Сотрудники                                                     |                           |         |                      |              |                               |              |              |                               |              |                   |                               |                   |              |                               |          |         |         |         |
| —                                                              | Флаг Испании              | ГТ      | Гильермо Абаскаль    | 1            | 0                             | 0            | 0            | 0                             | 0            | 0                 | 0                             | 0                 | 1            | 0                             | 0        |         |         |         |
| —                                                              | Флаг Испании              | АГТ     | Карлос Морено        | 1            | 0                             | 0            | 0            | 0                             | 0            | 0                 | 0                             | 0                 | 1            | 0                             | 0        |         |         |         |
| —                                                              | Флаг Боснии и Герцеговины | АГТ     | Владимир Слишкович   | 1            | 0                             | 0            | 0            | 0                             | 1            | 0                 | 0                             | 0                 | 1            | 0                             | 1        |         |         |         |
| —                                                              | Флаг России               | ТВ      | Василий Кузнецов     | 0            | 0                             | 0            | 1            | 0                             | 0            | 0                 | 0                             | 0                 | 1            | 0                             | 0        |         |         |         |
| —                                                              | Флаг России               | ТК      | Артём Ребров         | 2            | 0                             | 0            | 0            | 0                             | 0            | 0                 | 0                             | 0                 | 2            | 0                             | 0        |         |         |         |
| Игроки покинувшие команду или ушедшие в аренду по ходу сезона: |                           |         |                      |              |                               |              |              |                               |              |                   |                               |                   |              |                               |          |         |         |         |
| 3                                                              | Флаг Бельгии              | Защ     | Максимилиано Кофрие  | 0            | 0                             | 0            | 0            | 0                             | 0            | 0                 | 0                             | 0                 | 0            | 0                             | 0        |         |         |         |
| 32                                                             | Флаг Словении             | Защ     | Миха Мевля           | 0            | 0                             | 0            | 1            | 0                             | 0            | 0                 | 0                             | 0                 | 1            | 0                             | 0        |         |         |         |
| 73                                                             | Флаг России               | Нап     | Владислав Шитов      | 0            | 0                             | 0            | 0            | 0                             | 0            | 0                 | 0                             | 0                 | 0            | 0                             | 0        |         |         |         |
| 74                                                             | Флаг России               | ПЗ      | Дмитрий Маркитесов   | 0            | 0                             | 0            | 0            | 0                             | 0            | 0                 | 0                             | 0                 | 0            | 0                             | 0        |         |         |         |
| 76                                                             | Флаг России               | ПЗ      | Виталий Шитов        | 0            | 0                             | 0            | 0            | 0                             | 0            | 0                 | 0                             | 0                 | 0            | 0                             | 0        |         |         |         |
| 92                                                             | Флаг России               | Защ     | Николай Рассказов    | 0            | 0                             | 0            | 0            | 0                             | 0            | 0                 | 0                             | 0                 | 0            | 0                             | 0        |         |         |         |
| Всего                                                          | Всего                     | Всего   | Всего                | 73           | 5                             | 2            | 26           | 0                             | 4            | 2                 | 0                             | 0                 | 101          | 5                             | 6        |         |         |         |

### Бомбардиры
Включает в себя все официальные игры. Список отсортирован по итоговому результату.
| Позиция      | Национальность | Номер | Игрок             | Премьер-лига | Кубок России | Суперкубок России | Итого |
| ------------ | -------------- | ----- | ----------------- | ------------ | ------------ | ----------------- | ----- |
| Полузащитник | Нидерланды     | 10    | Квинси Промес     | 20           | 5            | 0                 | 25    |
| Нападающий   | Россия         | 7     | Александр Соболев | 13           | 2            | 0                 | 15    |
| Полузащитник | Россия         | 47    | Роман Зобнин      | 4            | 1            | 0                 | 5     |
| Нападающий   | Ямайка         | 11    | Шамар Николсон    | 3            | 1            | 0                 | 4     |
| Нападающий   | Сенегал        | 9     | Кейта Бальде      | 3            | 1            | 0                 | 4     |
| Нападающий   | Россия         | 70    | Павел Мелёшин     | 1            | 2            | 0                 | 3     |
| Полузащитник | Россия         | 22    | Михаил Игнатов    | 2            | 1            | 0                 | 3     |
| Полузащитник | Россия         | 68    | Руслан Литвинов   | 3            | 0            | 0                 | 3     |
| Полузащитник | Люксембург     | 35    | Кристофер Мартинс | 2            | 1            | 0                 | 3     |
| Полузащитник | Россия         | 17    | Антон Зиньковский | 3            | 0            | 0                 | 3     |
| Полузащитник | Нигерия        | 8     | Виктор Мозес      | 2            | 0            | 0                 | 2     |
| Полузащитник | Россия         | 25    | Данил Пруцев      | 1            | 1            | 0                 | 2     |
| Полузащитник | Россия         | 97    | Даниил Денисов    | 1            | 0            | 0                 | 1     |
| Защитник     | Польша         | 13    | Мацей Рыбус       | 1            | 0            | 0                 | 1     |
| Защитник     | Россия         | 92    | Николай Рассказов | 0            | 1            | 0                 | 1     |
| Защитник     | Россия         | 39    | Павел Маслов      | 1            | 0            | 0                 | 1     |
| Защитник     | Россия         | 23    | Никита Чернов     | 0            | 1            | 0                 | 1     |
| Защитник     | Португалия     | 20    | Томаш Тавариш     | 0            | 1            | 0                 | 1     |
| Всего        | Всего          | Всего | Всего             | 60           | 18           | 0                 | 78    |

### Голевые передачи
Включает в себя все официальные игры. Список отсортирован по итоговому результату.
| Позиция      | Национальность | Номер | Игрок             | Премьер-лига | Кубок России | Суперкубок России | Итого |
| ------------ | -------------- | ----- | ----------------- | ------------ | ------------ | ----------------- | ----- |
| Нападающий   | Россия         | 7     | Александр Соболев | 9            | 1            | 0                 | 10    |
| Полузащитник | Нидерланды     | 10    | Квинси Промес     | 7            | 1            | 0                 | 8     |
| Полузащитник | Россия         | 25    | Данил Пруцев      | 5            | 0            | 0                 | 5     |
| Полузащитник | Россия         | 17    | Антон Зиньковский | 3            | 2            | 0                 | 5     |
| Полузащитник | Россия         | 97    | Даниил Денисов    | 2            | 2            | 0                 | 4     |
| Полузащитник | Россия         | 68    | Руслан Литвинов   | 1            | 3            | 0                 | 4     |
| Полузащитник | Россия         | 82    | Даниил Хлусевич   | 3            | 1            | 0                 | 4     |
| Полузащитник | Россия         | 22    | Михаил Игнатов    | 2            | 2            | 0                 | 4     |
| Полузащитник | Люксембург     | 35    | Кристофер Мартинс | 3            | 0            | 0                 | 3     |
| Защитник     | Россия         | 14    | Георгий Джикия    | 1            | 1            | 0                 | 2     |
| Защитник     | Россия         | 39    | Павел Маслов      | 2            | 0            | 0                 | 2     |
| Нападающий   | Ямайка         | 11    | Шамар Николсон    | 1            | 1            | 0                 | 2     |
| Полузащитник | Россия         | 47    | Роман Зобнин      | 1            | 0            | 0                 | 1     |
| Защитник     | Польша         | 13    | Мацей Рыбус       | 1            | 0            | 0                 | 1     |
| Полузащитник | Россия         | 87    | Даниил Зорин      | 1            | 0            | 0                 | 1     |
| Нападающий   | Россия         | 70    | Павел Мелёшин     | 1            | 0            | 0                 | 1     |
| Защитник     | Португалия     | 20    | Томаш Тавариш     | 0            | 1            | 0                 | 1     |
| Всего        | Всего          | Всего | Всего             | 43           | 15           | 0                 | 58    |

### Автоголы
В статистику включены только официальные матчи.
| Позиция    | Национальность | Номер | Игрок             | Дата          | Соревнование | Соперник        |
| ---------- | -------------- | ----- | ----------------- | ------------- | ------------ | --------------- |
| Нападающий | Россия         | 7     | Александр Соболев | 8 апреля 2023 | 22-й тур РПЛ | Динамо (Москва) |

### «Сухие» матчи
Включает в себя все официальные игры. Список отсортирован по итоговому результату.
| Позиция | Национальность | Номер | Игрок                | Премьер-лига | Кубок России | Суперкубок России | Итого |
| ------- | -------------- | ----- | -------------------- | ------------ | ------------ | ----------------- | ----- |
| Вратарь | Россия         | 57    | Александр Селихов    | 7            | 0            | 0                 | 7     |
| Вратарь | Россия         | 98    | Александр Максименко | 0            | 5            | 0                 | 5     |
| Всего   | Всего          | Всего | Всего                | 7            | 5            | 0                 | 12    |

### Пенальти
В статистику включены только официальные матчи.
| Позиция      | Национальность | Номер | Игрок             | Дата            | Соревнование             | Соперник                | Статус                      |
| ------------ | -------------- | ----- | ----------------- | --------------- | ------------------------ | ----------------------- | --------------------------- |
| Полузащитник | Нидерланды     | 10    | Квинси Промес     | 31 июля 2022    | 3-й тур РПЛ              | Оренбург                | Не реализован (вратарь)     |
| Нападающий   | Россия         | 7     | Александр Соболев | 30 августа 2022 | 1-й тур КР               | Крылья Советов (Самара) | Не реализован (вратарь)     |
| Полузащитник | Нидерланды     | 10    | Квинси Промес     | 2 октября 2022  | 11-й тур РПЛ             | Пари Нижний Новгород    | Реализован                  |
| Полузащитник | Нидерланды     | 10    | Квинси Промес     | 12 ноября 2022  | 17-й тур РПЛ             | Локомотив (Москва)      | Реализован                  |
| Полузащитник | Нидерланды     | 10    | Квинси Промес     | 27 февраля 2023 | 1/4 финала КР            | Локомотив (Москва)      | Не реализован (вратарь)     |
| Полузащитник | Нидерланды     | 10    | Квинси Промес     | 27 февраля 2023 | 1/4 финала КР            | Локомотив (Москва)      | Реализован                  |
| Нападающий   | Россия         | 7     | Александр Соболев | 8 апреля 2023   | 22-й тур РПЛ             | Динамо (Москва)         | Реализован                  |
| Нападающий   | Сенегал        | 9     | Кейта Бальде      | 15 апреля 2023  | 23-й тур РПЛ             | Торпедо (Москва)        | Не реализован (перекладина) |
| Полузащитник | Россия         | 68    | Руслан Литвинов   | 15 апреля 2023  | 23-й тур РПЛ             | Торпедо (Москва)        | Не реализован (вратарь)     |
| Полузащитник | Россия         | 47    | Роман Зобнин      | 15 апреля 2023  | 23-й тур РПЛ             | Торпедо (Москва)        | Реализован                  |
| Нападающий   | Сенегал        | 9     | Кейта Бальде      | 19 апреля 2023  | 1/2 финала КР (2-й этап) | Акрон                   | Не реализован (вратарь)     |
| Нападающий   | Россия         | 7     | Александр Соболев | 24 апреля 2023  | 24-й тур РПЛ             | Краснодар               | Реализован                  |
| Полузащитник | Нидерланды     | 10    | Квинси Промес     | 7 мая 2023      | 26-й тур РПЛ             | Зенит (СПб)             | Реализован                  |
| Полузащитник | Нидерланды     | 10    | Квинси Промес     | 21 мая 2023     | 28-й тур РПЛ             | ЦСКА                    | Не реализован (вратарь)     |
| Полузащитник | Нидерланды     | 10    | Квинси Промес     | 3 июня 2023     | 30-й тур РПЛ             | Крылья Советов (Самара) | Не реализован (вратарь)     |

### Капитаны в сезоне
В статистику включены только официальные матчи.
| №  | Поз. | Стр.             | Игроки         | Старты | Прим.                |
| -- | ---- | ---------------- | -------------- | ------ | -------------------- |
| 14 | Защ  | Флаг России      | Георгий Джикия | 28     | Капитан команды      |
| 47 | ПЗ   | Флаг России      | Роман Зобнин   | 11     | Вице-капитан команды |
| 10 | ПЗ   | Флаг Нидерландов | Квинси Промес  | 2      |                      |
| 18 | ПЗ   | Флаг России      | Наиль Умяров   | 1      |                      |

### Тактические схемы
В статистику включены только официальные матчи.
| М  | Расстановка | Матчи        | Матчи        | Матчи             | Матчи |
| М  | Расстановка | Премьер-лига | Кубок России | Суперкубок России |       |
| 19 | 4-4-2       | 16           | 3            |                   |       |
| 17 | 4-3-3       | 12           | 4            | 1                 |       |
| 4  | 3-5-2       | 1            | 3            |                   |       |
| 1  | 4-2-3-1     | 1            |              |                   |       |
| 1  | 3-4-3       |              | 1            |                   |       |

### Общая статистика
В данной таблице не учитываются результаты товарищеских матчей.
| Сыграно матчей                        | 42 (30 — Премьер-лига, 11 — Кубок России, 1 — Суперкубок России) |
| Победы                                | 21 (15 — Премьер-лига, 6 — Кубок России)                         |
| Ничьи                                 | 11 (9 — Премьер-лига, 2 — Кубок России)                          |
| Поражения                             | 10 (6 — Премьер-лига, 3 — Кубок России, 1 — Суперкубок России)   |
| Забито мячей                          | 78 (1,86 за игру)                                                |
| Пропущено мячей                       | 52 (1,24 за игру)                                                |
| Разница мячей                         | +26                                                              |
| Матчей на ноль                        | 12                                                               |
| Жёлтых карточек                       | 101 (2,4 за игру)                                                |
| Удаления                              | 11 (0,26 за игру)                                                |
| Худшая дисциплина                     | Александр Соболев: — 10; — 0; — 2                                |
| Лучший счёт                           | 5:0 (Д) против «Химок» — Премьер-лига, 14 тур, 23 октября 2022   |
| Худший счёт                           | 0:4 (В) против «Зенита» — Суперкубок России, 9 июля 2022         |
| Наибольшее число матчей без поражений | 11 (Премьер-лига — 10—17 туры, Кубок России — 2—4 туры)          |
| Наибольшее число поражений            | 2 (Премьер-лига — 8—9 туры)                                      |
| Лучший бомбардир                      | Квинси Промес (25 мячей)                                         |
| Лучший ассистент                      | Александр Соболев (10 передач)                                   |
| Гол + Пас                             | Квинси Промес (25+8)                                             |
| Наибольшее число матчей               | Даниил Денисов Роман Зобнин (41 матч)                            |

## Соревнования
| Соревнование                | Первый матч     | Последний матч | Раунд-начало   | Итог выступления      | Статистика выступлений | Статистика выступлений | Статистика выступлений | Статистика выступлений | Статистика выступлений | Статистика выступлений | Статистика выступлений | Статистика выступлений | Ссылка          |
| Соревнование                | Первый матч     | Последний матч | Раунд-начало   | Итог выступления      | И                      | В                      | Н                      | П                      | ГЗ                     | ГП                     | РМ                     | В%                     | Ссылка          |
| --------------------------- | --------------- | -------------- | -------------- | --------------------- | ---------------------- | ---------------------- | ---------------------- | ---------------------- | ---------------------- | ---------------------- | ---------------------- | ---------------------- | --------------- |
| Чемпионат России            | 16 июля 2022    | 3 июня 2023    | 1-й тур        | 3 место               | 30                     | 15                     | 9                      | 6                      | 60                     | 38                     | +22                    | 050,00                 | [ 169 ] [ 170 ] |
| Кубок России                | 30 августа 2022 | 19 апреля 2023 | Групповой этап | 1/2 финала (2-й этап) | 11                     | 6                      | 2                      | 3                      | 18                     | 10                     | +8                     | 054,55                 | [ 171 ] [ 172 ] |
| Суперкубок России           | 9 июля 2022     | 9 июля 2022    | Финал          | Финалист              | 1                      | 0                      | 0                      | 1                      | 0                      | 4                      | −4                     | 000,00                 | —               |
| Всего                       | Всего           | Всего          | Всего          | Всего                 | 42                     | 21                     | 11                     | 10                     | 78                     | 52                     | +26                    | 050,00                 |                 |
| Обновлено: 3 июня 2023 года |                 |                |                |                       |                        |                        |                        |                        |                        |                        |                        |                        |                 |

## Суперкубок России
Так как команда выиграла Кубок России 2021/22, то получила право сыграть с чемпионом России 2021/22 в матче за Суперкубок России.
| 9 июля 2022 Финал | Зенит (Санкт-Петербург)                                               | 4:0 (2:0)                                        | Спартак (Москва)          | Санкт-Петербург |
| 19:00 MSK | Сергеев 29′ · Малком 34′ · Вендел 47′ · Барриос 89' · Кассьерра 90+3′ | протокол матча (РПЛ) отчёт (Спартак) обзор матча | 57' Чернов · 89' Николсон | Стадион: «Газпром Арена» Зрителей: 55 608 Судья: Владимир Москалёв (Воронеж) Помощники судьи: Валерий Данченко (Уфа), Максим Ковалёв (Реутов) Видеопомощник судьи (VAR): Сергей Карасёв (Москва) Ассистент видеопомощника судьи (AVAR): Максим Гаврилин (Владимир) Резервный судья: Кирилл Левников (Санкт-Петербург) Игрок матча: Малком («Зенит») |
| См. также: * Медиафайлы по теме матча на Викискладе · Зенит (Санкт-Петербург): Одоевский, Чистяков, Дуглас Сантос (Ерохин, 85), Алип, Сутормин (Бакаев, 69), Кузяев, Барриос, Вендел (Круговой, 76), Клаудиньо, Сергеев (Кассьерра, 69), Малком (Мостовой, 76). Запасные: Кержаков, Бязров, Адамов, Ловрен, Родриган, Кравцов. Главный тренер: Сергей Богданович Семак. · Спартак (Москва): Селихов, Хлусевич (Литвинов, 60), Чернов (Рассказов, 75), Джикия , Рыбус, Умяров, Денисов, Зобнин (Пруцев, 75), Игнатов (Зиньковский, 46), Промес, Соболев (Николсон, 60). Запасные: Максименко, Волков, Маслов, Классен, Кофрие, Вл. Шитов. Главный тренер: Гильермо Абаскаль. |                                                                       |                                                  |                           | |

## Премьер-лига

### Турнирная таблица
| Поз | Команда   | И  | В  | Н | П  | МЗ | МП | РМ  | О  |
| --- | --------- | -- | -- | - | -- | -- | -- | --- | -- |
| 1   | Зенит (Ч) | 30 | 21 | 7 | 2  | 74 | 20 | +54 | 70 |
| 2   | ЦСКА      | 30 | 17 | 7 | 6  | 56 | 27 | +29 | 58 |
| 3   | Спартак   | 30 | 15 | 9 | 6  | 60 | 38 | +22 | 54 |
| 4   | Ростов    | 30 | 15 | 8 | 7  | 48 | 44 | +4  | 53 |
| 5   | Ахмат     | 30 | 15 | 5 | 10 | 51 | 39 | +12 | 50 |

Пункт 17.3. В случае равенства очков у двух и более команд места команд в таблице Чемпионата определяются:
− по результатам игр между собой (число очков, количество побед, разность забитых и пропущенных мячей, число забитых мячей);
− по наибольшему числу побед во всех матчах;
− по лучшей разности забитых и пропущенных мячей во всех матчах;
− по наибольшему числу забитых мячей во всех матчах;
Пункт 17.4. При абсолютном равенстве всех указанных показателей места команд в итоговой турнирной таблице определяются в дополнительном матче (турнире) между этими командами.

### Статистика выступлений
| Итого | Итого | Итого | Итого | Итого | Итого | Итого | Итого | Дома | Дома | Дома | Дома | Дома | Дома | На выезде | На выезде | На выезде | На выезде | На выезде | На выезде |
| И     | О     | В     | Н     | П     | МЗ    | МП    | РМ    | В    | Н    | П    | МЗ   | МП   | РМ   | В         | Н         | П         | МЗ        | МП        | РМ        |
| ----- | ----- | ----- | ----- | ----- | ----- | ----- | ----- | ---- | ---- | ---- | ---- | ---- | ---- | --------- | --------- | --------- | --------- | --------- | --------- |
| 30    | 54    | 15    | 9     | 6     | 60    | 38    | +22   | 9    | 5    | 1    | 35   | 17   | +18  | 6         | 4         | 5         | 25        | 21        | +4        |

### Результаты по турам
| Тур   | 01 | 02 | 03 | 04 | 05 | 06 | 07 | 08 | 09 | 10 | 11 | 12 | 13 | 14 | 15 | 16 | 17 | 18 | 19 | 20 | 21 | 22 | 23 | 24 | 25 | 26 | 27 | 28 | 29 | 30 |
| ----- | -- | -- | -- | -- | -- | -- | -- | -- | -- | -- | -- | -- | -- | -- | -- | -- | -- | -- | -- | -- | -- | -- | -- | -- | -- | -- | -- | -- | -- | -- |
| Поле  | В  | В  | Д  | В  | Д  | В  | В  | Д  | В  | Д  | В  | Д  | В  | Д  | Д  | В  | В  | Д  | Д  | В  | Д  | Д  | В  | Д  | Д  | В  | В  | Д  | Д  | В  |
| Итог  | Н  | В  | В  | В  | В  | П  | В  | П  | П  | В  | В  | В  | Н  | В  | В  | Н  | В  | Н  | В  | П  | Н  | Н  | В  | В  | Н  | П  | Н  | В  | Н  | П  |
| Место | 11 | 3  | 2  | 2  | 1  | 2  | 2  | 5  | 5  | 5  | 4  | 3  | 2  | 2  | 2  | 2  | 2  | 2  | 2  | 3  | 3  | 3  | 3  | 3  | 3  | 4  | 4  | 3  | 3  | 3  |

Источник: РПЛ — Российская Премьер-лига. Официальный сайт

Поле: Д = дома; В = на выезде. Итог: Н = ничья; П = команда проиграла; В = команда выиграла; О = матч отложен.

### Матчи
| 16 июля 2022 1 тур | Ахмат (Грозный)                                                                  | 1:1 (1:0)                                        | Спартак (Москва)                                         | Грозный |
| 20:00 MSK | Тодорович 41' · Конате 44' · Тимофеев 45+4′ · Швец 72' · Фольмер 79' · Шелия 89' | протокол матча (РПЛ) отчёт (Спартак) обзор матча | 41' 41' Рыбус · 59' Зиньковский · 72' Промес · 83′ Мозес | Стадион: «Ахмат Арена» Зрителей: 8051 Судья: Владислав Безбородов (Санкт-Петербург) Помощники судьи: Алексей Лунёв (Новосибирск), Максим Гаврилин (Владимир) Видеопомощник судьи (VAR): Евгений Турбин (Дмитров) Ассистент видеопомощника судьи (AVAR): Илья Елеференко (Москва) Резервный судья: Олег Соколов (Воронеж) Игрок матча: Виктор Мозес («Спартак») |
| Ахмат (Грозный): Шелия, Журавлёв, Семёнов , Тодорович, Богосавац, Тимофеев, Швец, Харин (Фольмер, 68), Трошечкин (Олейников, 89), Садулаев (Ильин, 56), Конате (Агаларов, 56). Запасные: Ташаев, Опарин, Уциев, Быстров, Нижич, Кадыров, Альсултанов. Главный тренер: Андрей Викторович Талалаев. Спартак (Москва): Селихов, Хлусевич, Чернов, Джикия , Рыбус, Денисов, Умяров (Мартинс, 58), Зобнин (Литвинов, 78), Зиньковский (Мозес, 78), Промес, Николсон (Соболев, 46). Запасные: Максименко, Волков, Рассказов, Маслов, Классен, Кофрие, Игнатов, Пруцев. Главный тренер: Гильермо Абаскаль. |                                                                                  |                                                  |                                                          | |

| 23 июля 2022 2 тур | Краснодар                                       | 1:4 (0:1)                                        | Спартак (Москва)                                                                                  | Краснодар |
| 20:00 MSK | Бородин 24' · Черников 37' · Сперцян 60′ (пен.) | протокол матча (РПЛ) отчёт (Спартак) обзор матча | 20' Соболев · 26' Мартинс · 35′, 52′ Зобнин · 46′ Промес · 49' Литвинов · 83′ Мозес · 87' Селихов | Стадион: «Краснодар» Зрителей: 28 738 Судья: Кирилл Левников (Санкт-Петербург) Помощники судьи: Андрей Веретёшкин (Санкт-Петербург), Рустам Мухтаров (Петрозаводск) Видеопомощник судьи (VAR): Евгений Кукуляк (Калуга) Ассистент видеопомощника судьи (AVAR): Николай Богач (Люберцы) Резервный судья: Дмитрий Стрельцов (Ростов-на-Дону) Игрок матча: Роман Зобнин («Спартак») |
| См. также: * Медиафайлы по теме матча на Викискладе · Краснодар: Сафонов , Волков (Сулейманов, 81), Литвинов, Бородин, Петров (Рамирес, 46), Баньяц (Ахметов, 81), Черников, Сперцян, Ионов (Манелов, 61), Олусегун, Кордоба (Якимов, 40). Запасные: Агкацев, Исаенко, Пивоваров, Сухорученко, Кокоев, Самко. Главный тренер: Александр Александрович Сторожук. · Спартак (Москва): Селихов, Денисов, Чернов, Джикия (Кофрие, 69), Хлусевич (Классен, 88), Мартинс (Умяров, 56), Литвинов (Пруцев, 56), Мозес (Зиньковский, 88), Зобнин, Промес, Соболев. Запасные: Максименко, Волков, Рассказов, Маслов, Игнатов, Николсон. Главный тренер: Гильермо Абаскаль. |                                                 |                                                  |                                                                                                   | |

| 31 июля 2022 3 тур | Спартак (Москва)                                                  | 4:1 (3:0)                                        | Оренбург                                                           | Москва |
| 17:30 MSK | Мартинс 2′ · Соболев 12′ · Промес 38′, 90+4′ 90+4' · Хлусевич 80' | протокол матча (РПЛ) отчёт (Спартак) обзор матча | 20' Сиваков · 55′ Башич · 61' Оганесян · 87' Эктов · 90+3' Хотулёв | Стадион: «Открытие Банк Арена» Зрителей: 11 303 Судья: Артём Чистяков (Азов) Помощники судьи: Андрей Образко (Ставрополь), Наиль Сейфетдинов (Казань) Видеопомощник судьи (VAR): Владимир Москалёв (Воронеж) Ассистент видеопомощника судьи (AVAR): Максим Гаврилин (Владимир) Резервный судья: Роман Галимов (Улан-Удэ) Игрок матча: Квинси Промес («Спартак») |
| См. также: * Медиафайлы по теме матча на Викискладе · Спартак (Москва): Селихов, Хлусевич, Литвинов, Чернов, Рыбус (Денисов, 60), Мартинс (Зиньковский, 75), Умяров (Маслов, 88), Мозес (Пруцев, 60), Зобнин , Промес, Соболев (Николсон, 60). Запасные: Максименко, Волков, Рассказов, Классен, Кофрие, Игнатов. Главный тренер: Гильермо Абаскаль. · Оренбург: Гошев, Малых , Сиваков, Хотулёв, Эктов, Полуяхтов (Вера, 60), Капленко (Титков, 67), Башич, Марин (Гурциев, 60), Воробьёв (Мансилья, 72), Сычевой (Оганесян, 46). Запасные: Кеняйкин, Павловец, Гойкович, Печенин, Ковалёв, Аюпов, Акоста. Главный тренер: Марцел Личка. |                                                                   |                                                  |                                                                    | |

| 6 августа 2022 4 тур | Урал (Екатеринбург) | 0:2 (0:2)                                        | Спартак (Москва)                            | Екатеринбург |
| 15:00 MSK | Гаджимурадов 75'    | протокол матча (РПЛ) отчёт (Спартак) обзор матча | 27′ 28' Промес · 43′ Игнатов · 51' Хлусевич | Стадион: «Екатеринбург Арена» Зрителей: 8931 Судья: Павел Кукуян (Сочи) Помощники судьи: Алексей Стипиди (Краснодар), Владислав Назаров (Невинномысск) Видеопомощник судьи (VAR): Евгений Кукуляк (Калуга) Ассистент видеопомощника судьи (AVAR): Александр Богданов (Верея) Резервный судья: Сергей Цыганок (Владивосток) Игрок матча: Александр Соболев («Спартак») |
| Урал (Екатеринбург): Помазун, Егорычев, Эммерсон (Мамин, 73), Кузьмичёв, Гогличидзе, Быковский (Гаджимурадов, 46), Мишкич, Подберёзкин (Бевеев, 62), Сунгатулин (Бикфалви, 46), Коновалов (Емельянов, 80), Каштанов. Запасные: Ландаков, Герасимов, Евсеев, Железнов, Юшин. Главный тренер: Игорь Михайлович Шалимов. Спартак (Москва): Селихов, Денисов, Литвинов, Чернов, Хлусевич, Мартинс (Пруцев, 66), Умяров (Джикия, 88), Мозес (Игнатов, 33, Зиньковский, 88), Зобнин , Промес, Соболев (Николсон, 66). Запасные: Максименко, Волков, Рассказов, Маслов, Кофрие, Классен. Главный тренер: Гильермо Абаскаль. |                     |                                                  |                                             | |

| 14 августа 2022 5 тур | Спартак (Москва)                                | 3:0 (0:0)                                        | Сочи        | Москва |
| 20:00 MSK | Промес 57′, 84′ · Соболев 59' · Зиньковский 71′ | протокол матча (РПЛ) отчёт (Спартак) обзор матча | 88' Кравцов | Стадион: «Открытие Банк Арена» Зрителей: 11 559 Судья: Виталий Мешков (Дмитров) Помощники судьи: Максим Ковалёв (Реутов), Александр Богданов (Верея) Видеопомощник судьи (VAR): Евгений Турбин (Дмитров) Ассистент видеопомощника судьи (AVAR): Алексей Лунёв (Новосибирск) Резервный судья: Анастасия Пустовойтова (Москва) Игрок матча: Квинси Промес («Спартак») |
| Спартак (Москва): Селихов, Денисов (Рассказов, 86), Литвинов, Джикия (Чернов, 86), Хлусевич, Мартинс (Пруцев, 73), Умяров, Игнатов (Зиньковский, 64), Зобнин, Промес, Соболев (Николсон, 86). Запасные: Максименко, А. Шитов, Маслов, Классен, Кофрие, Вит. Шитов. Главный тренер: Гильермо Абаскаль. Сочи: Адамов, Цаллагов (Бурмистров, 36), Дркушич, Мещанинов, Терехов, Макарчук, Нобоа, Ангбан (Кравцов, 72), Сарвели (Батырев, 63), Юсупов (Жоаозиньо, 63), Мелкадзе. Запасные: Заболотный, Джанаев, Юрганов, Миладинович, Ушатов, Мартовой, Шипунов, Барсов. Главный тренер: Александр Васильевич Точилин. |                                                 |                                                  |             | |

| 20 августа 2022 6 тур | Динамо (Москва)                                                      | 1:0 (1:0)                                        | Спартак (Москва) | Москва |
| 17:30 MSK | Тюкавин 27′ · Сазонов 60' · Моро 88' 90' · Шунин 90+6' · Фомин 90+7' | протокол матча (РПЛ) отчёт (Спартак) обзор матча | 67' Хлусевич     | Стадион: «ВТБ Арена» Зрителей: 25 249 Судья: Павел Кукуян (Сочи) Помощники судьи: Константин Шаламберидзе (Москва), Денис Березнов (Москва) Видеопомощник судьи (VAR): Павел Шадыханов (Москва) Ассистент видеопомощника судьи (AVAR): Илья Елеференко (Москва) Резервный судья: Игорь Панин (Дмитров) Игрок матча: Роберто Фернандес («Динамо») |
| См. также: * Медиафайлы по теме матча на Викискладе · Динамо (Москва): Шунин, Паршивлюк, Сазонов, Фернандес, Скопинцев, Гагнидзе, Моро, Фомин , Захарян (Кутицкий, 90+3), Макаров (Карапузов, 90), Тюкавин (Грулёв, 70). Запасные: Лещук, Будачев, Осокин, Лесовой, Сулаквелидзе, Гладышев. Главный тренер: Славиша Йоканович. · Спартак (Москва): Селихов, Денисов (Рассказов, 85), Литвинов, Джикия , Хлусевич, Мартинс (Николсон, 77), Умяров (Чернов, 77), Игнатов (Зиньковский, 57), Зобнин (Пруцев, 85), Промес, Соболев. Запасные: Максименко, А. Шитов, Рыбус, Маслов, Классен, Кофрие, Вит. Шитов. Главный тренер: Гильермо Абаскаль. |                                                                      |                                                  |                  | |

| 27 августа 2022 7 тур | Факел (Воронеж)                                       | 1:4 (1:0)                                        | Спартак (Москва)                                                           | Воронеж |
| 17:30 MSK | Акбашев 3' · Дашаев 23′ · Максимов 33' · Дмитриев 37' | протокол матча (РПЛ) отчёт (Спартак) обзор матча | 49' 51′ Зобнин · 57′ Денисов · 86' Максименко · 90+4′ Промес · 90+6′ Рыбус | Стадион: «Центральный стадион профсоюзов» Зрителей: 20 000 Судья: Артём Любимов (Санкт-Петербург) Помощники судьи: Дмитрий Жвачкин (Ленинградская область), Роман Милюченко (Санкт-Петербург) Видеопомощник судьи (VAR): Сергей Иванов (Ростов-на-Дону) Ассистент видеопомощника судьи (AVAR): Алексей Стипиди (Краснодар) Резервный судья: Сергей Куликов (Саранск) Игрок матча: Руслан Литвинов («Спартак») |
| Факел (Воронеж): Свинов, Черов (Магаль, 66), Дашаев, Божин, Суслов (Мастерной, 73), Шляков, Мендель (Квеквескири, 28), Акбашев (Гонгадзе, 73), Дмитриев (Шаваев, 73), Аппаев, Максимов. Запасные: Городовой, Смирнов, Брызгалов, Черняков, Морозов, Альшин. Главный тренер: Олег Петрович Василенко. Спартак (Москва): Максименко, Денисов, Литвинов, Джикия , Хлусевич (Пруцев, 80), Мартинс (Рассказов, 90), Умяров (Чернов, 46), Игнатов (Зиньковский, 46, Рыбус, 67), Зобнин, Промес, Соболев. Запасные: Волков, Классен, Маслов, Вит. Шитов, Николсон. Главный тренер: Гильермо Абаскаль. |                                                       |                                                  |                                                                            | |

| 4 сентября 2022 8 тур | Спартак (Москва)                                 | 1:2 (1:0)                                        | Зенит (Санкт-Петербург)                               | Москва |
| 20:00 MSK | Соболев 21′ · Промес 42' · Рыбус 89' · Джикия ПМ | протокол матча (РПЛ) отчёт (Спартак) обзор матча | 42' Вендел · 48′ Ловрен · 60′ Мостовой · 62' Родриган | Стадион: «Открытие Банк Арена» Зрителей: 14 950 Судья: Павел Кукуян (Сочи) Помощники судьи: Алексей Стипиди (Краснодар), Владислав Назаров (Невинномысск) Видеопомощник судьи (VAR): Владимир Москалёв (Воронеж) Ассистент видеопомощника судьи (AVAR): Александр Богданов (Верея) Резервный судья: Антон Фролов (Москва) Игрок матча: Андрей Мостовой («Зенит») |
| См. также: * Медиафайлы по теме матча на Викискладе · Спартак (Москва): Максименко, Денисов (Рыбус, 64), Чернов, Джикия , Хлусевич, Мартинс (Пруцев, 64), Литвинов (Умяров, 52), Игнатов (Бальде, 52), Зобнин, Промес, Соболев (Николсон, 70). Запасные: Селихов, Волков, Рассказов, Маслов, Классен, Вит. Шитов, Зорин. Главный тренер: Гильермо Абаскаль. · Зенит (Санкт-Петербург): Кержаков, Караваев, Ловрен , Родриган, Сантос, Кузяев, Барриос, Вендел (Алип, 90+5), Малком (Бакаев, 80), Мостовой (Клаудиньо, 66), Кассьерра (Сергеев, 66). Запасные: Одоевский, Иван, Чистяков, Круговой, Адамов, Ерохин, Сутормин, Мантуан. Главный тренер: Сергей Богданович Семак. |                                                  |                                                  |                                                       | |

| 11 сентября 2022 9 тур | Ростов (Ростов-на-Дону)                                  | 4:2 (2:1)                                        | Спартак (Москва)                                        | Ростов-на-Дону |
| 19:45 MSK | Полоз 28′, 70′ (пен.) · Уткин 34′ 90+3' · Комличенко 53′ | протокол матча (РПЛ) отчёт (Спартак) обзор матча | 24′ Промес · 68' Рыбус · 76′ 90+3' Соболев · 89' Маслов | Стадион: «Ростов Арена» Зрителей: 10 797 Судья: Сергей Карасёв (Москва) Помощники судьи: Арам Петросян (Бронницы), Владимир Миневич (Смоленск) Видеопомощник судьи (VAR): Кирилл Левников (Санкт-Петербург) Ассистент видеопомощника судьи (AVAR): Валерий Данченко (Уфа) Резервный судья: Рафаэль Шафеев (Волгоград) Игрок матча: Дмитрий Полоз («Ростов») |
| См. также: * Медиафайлы по теме матча на Викискладе · Ростов (Ростов-на-Дону): Песьяков, Сильянов, Мелёхин, Осипенко, Е. Чернов (Лангович, 88), Селява (Щетинин, 68), Глебов , Уткин, Полоз (Мельников, 80), Тугарев (Байрамян, 68), Комличенко (Голенков, 80). Запасные: Медведев, Цулая, Поярков, Прохин, Мухин, Миронов, Нтумба. Главный тренер: Валерий Георгиевич Карпин. · Спартак (Москва): Селихов, Хлусевич, Н. Чернов (Маслов, 72), Джикия , Рыбус (Классен, 72), Денисов (Пруцев, 52), Умяров, Игнатов (Мелёшин, 72), Зобнин, Промес, Соболев. Запасные: Максименко, А. Шитов, Волков, Рассказов, Иванников, Вит. Шитов. Главный тренер: Гильермо Абаскаль. |                                                          |                                                  |                                                         | |

| 18 сентября 2022 10 тур | Спартак (Москва) | 1:0 (1:0)                                        | Локомотив (Москва) | Москва |
| 19:00 MSK | Соболев 35′ 47'  | протокол матча (РПЛ) отчёт (Спартак) обзор матча |                    | Стадион: «Открытие Банк Арена» Зрителей: 13 969 Судья: Кирилл Левников (Санкт-Петербург) Помощники судьи: Егор Болховитин (Ленинградская область), Андрей Болотенков (Москва) Видеопомощник судьи (VAR): Сергей Иванов (Ростов-на-Дону) Ассистент видеопомощника судьи (AVAR): Дмитрий Мосякин (Москва) Резервный судья: Роман Галимов (Улан-Удэ) Игрок матча: Квинси Промес («Спартак») |
| См. также: * Медиафайлы по теме матча на Викискладе · Спартак (Москва): Селихов, Денисов, Литвинов, Джикия , Хлусевич, Пруцев (Чернов, 90+3), Умяров (Мевля, 80), Николсон (Зиньковский, 60), Зобнин, Промес, Соболев (Мелёшин, 90+3). Запасные: Максименко, Рыбус, Рассказов, Маслов, Классен, Игнатов, Вит. Шитов, Зорин. Главный тренер: Гильермо Абаскаль. · Локомотив (Москва): Худяков, Ненахов (Живоглядов, 83), Кузьмичёв, Мампасси, Тикнизян, Баринов , Карпукас, Керк (Миранчук, 46), Камано (Митай, 46), Педриньо (Игнатьев, 73), Изидор (Марадишвили, 73). Запасные: Савин, Матюнин, Магкеев, Куликов, Багамаев, Раконьяц, Раков. Главный тренер: Йозеф Циннбауэр. |                  |                                                  |                    | |

| 2 октября 2022 11 тур | Пари Нижний Новгород                               | 1:2 (1:0)                                        | Спартак (Москва)                                                              | Нижний Новгород |
| 19:00 MSK | Масоэро 23' · Майга 37′ · Юлдошев 78' · Янсане 87' | протокол матча (РПЛ) отчёт (Спартак) обзор матча | 34' Денисов · 66′ Николсон · 75′ (пен.) Промес · 90+1' Джикия · 90+5' Мелёшин | Стадион: «Нижний Новгород» Зрителей: 14 363 Судья: Евгений Кукуляк (Калуга) Помощники судьи: Алексей Лунёв (Новосибирск), Максим Ковалёв (Реутов) Видеопомощник судьи (VAR): Артём Чистяков (Азов) Ассистент видеопомощника судьи (AVAR): Дмитрий Чельцов (Москва) Резервный судья: Игорь Низовцев (Нижний Новгород) Игрок матча: Квинси Промес («Спартак») |
| Пари Нижний Новгород: Гойло, Стоцкий, Масоэро, Гоцук , Агапов, Набиуллин (Кротов, 90), Михайлов, Майга, Милсон, Рыбчинский (Байрамян, 61), Сулейманов (Голенков, 67). Запасные: Нигматуллин, Анисимов, Пенчиков, Корнюшин, Александров, Шарипов, Жигулёв, Севикян, Шильцов. Главный тренер: Михаил Михайлович Галактионов. Спартак (Москва): Селихов, Денисов (Классен, 67), Мевля, Джикия , Хлусевич, Пруцев, Умяров (Литвинов, 46), Зобнин, Зиньковский (Маслов, 80), Промес, Николсон (Мелёшин, 90+2). Запасные: Максименко, А. Шитов, Чернов, Рассказов, Рыбус, Игнатов. Главный тренер: Гильермо Абаскаль. |                                                    |                                                  |                                                                               | |

| 9 октября 2022 12 тур | Спартак (Москва)                                      | 5:2 (1:1)                                        | Крылья Советов (Самара)              | Москва |
| 14:00 MSK | Промес 45+5′, 90+5′ · Соболев 50′, 61′ · Литвинов 73′ | протокол матча (РПЛ) отчёт (Спартак) обзор матча | 6′ Ежов · 43' Зотов · 56′ Рахманович | Стадион: «Открытие Банк Арена» Зрителей: 12 222 Судья: Василий Казарцев (Санкт-Петербург) Помощники судьи: Рашид Абусуев (Санкт-Петербург), Кирилл Большаков (Санкт-Петербург) Видеопомощник судьи (VAR): Иван Сиденков (Санкт-Петербург) Ассистент видеопомощника судьи (AVAR): Роман Усачёв (Ростов-на-Дону) Резервный судья: Роман Сафьян (Москва) Игрок матча: Александр Соболев («Спартак») |
| Спартак (Москва): Селихов, Денисов, Литвинов, Джикия (Мевля, 80), Хлусевич, Пруцев (Маслов, 80), Умяров (Рассказов, 87), Промес, Зобнин, Николсон (Зиньковский, 59), Соболев. Запасные: Максименко, Волков, Рыбус, Чернов, Классен, Зорин, Мелёшин. Главный тренер: Гильермо Абаскаль. Крылья Советов (Самара): Ломаев, Бейл, Евгеньев, Солдатенков , Зотов, Ежов (Цыпченко, 72), Коваленко (Соколов, 82), Витюгов (Бабкин, 72), Пиняев (Чиркович, 64), Рахманович (Влад. Шитов, 82), Глушенков. Запасные: Фролов, Овсянников, Гапонов, Барач, Липовой, Хубулов. Главный тренер: Игорь Витальевич Осинькин. |                                                       |                                                  |                                      | |

| 16 октября 2022 13 тур | ЦСКА (Москва)                                                    | 2:2 (1:0)                                        | Спартак (Москва)                                                            | Москва |
| 20:00 MSK | Мойзес 14' · Чалов 17′, 70′ 76' · Виллиан Роша 40' · Ермаков 81' | протокол матча (РПЛ) отчёт (Спартак) обзор матча | 8' Промес · 14' 58′ Соболев · 18' Хлусевич · 40' Литвинов · 53′ Зиньковский | Стадион: «ВЭБ Арена» Зрителей: 17 102 Судья: Сергей Карасёв (Москва) Помощники судьи: Игорь Демешко (Химки), Дмитрий Чельцов (Москва) Видеопомощник судьи (VAR): Сергей Иванов (Ростов-на-Дону) Ассистент видеопомощника судьи (AVAR): Максим Гаврилин (Владимир) Резервный судья: Алексей Амелин (Тула) Игрок матча: Фёдор Чалов (ЦСКА) |
| См. также: * Медиафайлы по теме матча на Викискладе · ЦСКА (Москва): Акинфеев , Гаич, Набабкин, Виллиан Роша, Зайнутдинов, Мойзес, Мендес, Зделар, Медина (Обляков, 65), Карраскаль (Ермаков, 65), Чалов (Заболотный, 87). Запасные: Тороп, Боков, Щенников, Лукин, Мухин, Каптилович, Гайч, Яковлев, Ушаков. Главный тренер: Владимир Валентинович Федотов. · Спартак (Москва): Селихов, Денисов (Чернов, 88), Литвинов (Зиньковский, 46), Мевля (Маслов, 46), Джикия , Хлусевич, Пруцев, Игнатов (Рыбус, 76), Зобнин, Промес, Соболев. Запасные: Максименко, Волков, Рассказов, Классен, Вит. Шитов, Зорин, Николсон, Мелёшин. Главный тренер: Гильермо Абаскаль. |                                                                  |                                                  |                                                                             | |

| 23 октября 2022 14 тур | Спартак (Москва)                                                       | 5:0 (2:0)                                        | Химки                                       | Москва |
| 16:30 MSK | Игнатов 2′ · Джикия 15' · Николсон 18′, 63′ · Мелёшин 83′ · Маслов 89′ | протокол матча (РПЛ) отчёт (Спартак) обзор матча | 11' Ломовицкий · 30' Руденко · 78' Глушаков | Стадион: «Открытие Банк Арена» Зрителей: 10 631 Судья: Артём Любимов (Санкт-Петербург) Помощники судьи: Дмитрий Жвачкин (Ленинградская область), Михаил Иванов (Кострома) Видеопомощник судьи (VAR): Ян Бобровский (Санкт-Петербург) Ассистент видеопомощника судьи (AVAR): Валентин Мурашов (Москва) Резервный судья: Антон Фролов (Москва) Игрок матча: Александр Селихов («Спартак») |
| См. также: * Медиафайлы по теме матча на Викискладе · Спартак (Москва): Селихов, Денисов, Маслов, Джикия (Чернов, 76), Классен (Рыбус, 85), Игнатов (Зорин, 65), Пруцев, Зиньковский (Мелёшин, 76), Зобнин, Николсон (Вит. Шитов, 85), Соболев. Запасные: Максименко, Волков, Рассказов, Мевля. Главный тренер: Владимир Слишкович. · Химки: Гудиев, Зуев (Кухарчук, 85), Никитин, Чежия, Ломовицкий, Магомедов (Казанцев, 72), Глушаков , Гулиев, Главчич (Боженов, 72), Мирзов (Садыгов, 72), Руденко (Долгов, 72). Запасные: Лантратов, Митрюшкин, Данилкин, Чёрный, Ахмаев, Малыхин. Главный тренер: Спартак Артурович Гогниев. |                                                                        |                                                  |                                             | |

| 30 октября 2022 15 тур | Спартак (Москва) | 1:0 (0:0)                                        | Торпедо (Москва) | Москва |
| 16:30 MSK | Промес 35' 50′   | протокол матча (РПЛ) отчёт (Спартак) обзор матча | 62' Нетфуллин    | Стадион: «Открытие Банк Арена» Зрителей: 13 457 Судья: Сергей Иванов (Ростов-на-Дону) Помощники судьи: Роман Усачёв (Ростов-на-Дону), Дмитрий Сафьян (Москва) Видеопомощник судьи (VAR): Евгений Турбин (Дмитров) Ассистент видеопомощника судьи (AVAR): Екатерина Курочкина (Малаховка) Резервный судья: Константин Аверьянов (Санкт-Петербург) Игрок матча: Даниил Денисов («Спартак») |
| См. также: * Медиафайлы по теме матча на Викискладе · Спартак (Москва): Селихов, Денисов (Классен, 80), Маслов, Джикия , Хлусевич, Игнатов (Зорин, 70), Пруцев (Чернов, 90+3), Зобнин, Николсон (Зиньковский, 70), Промес, Соболев (Мелёшин, 90+3). Запасные: Максименко, А. Шитов, Рыбус, Рассказов, Мевля, Вит. Шитов. Главный тренер: Гильермо Абаскаль. · Торпедо (Москва): Довбня, Смольников (Самсонов, 60), Нетфуллин, Ле Таллек, Кожемякин, Роганович (Прошкин, 72), Чурич, Савич (Енин, 60), Караев, Каймаков (Эркинов, 34), Турищев (Лебеденко, 60). Запасные: Бабурин, Шапич, Рязанцев, Султонов, Рейхмен, Лаптев, Коста. Главный тренер: Андрей Викторович Талалаев. |                  |                                                  |                  | |

| 5 ноября 2022 16 тур | Сочи      | 1:1 (1:1)                                        | Спартак (Москва)                       | Сириус |
| 14:00 MSK | Заика 44′ | протокол матча (РПЛ) отчёт (Спартак) обзор матча | 7′ Промес · 10' Соболев · 37' Хлусевич | Стадион: «Фишт» Зрителей: 6172 Судья: Артём Чистяков (Азов) Помощники судьи: Андрей Образко (Ставрополь), Варанцо Петросян (Ростов-на-Дону) Видеопомощник судьи (VAR): Кирилл Левников (Санкт-Петербург) Ассистент видеопомощника судьи (AVAR): Денис Березнов (Москва) Резервный судья: Сергей Цыганок (Владивосток) Игрок матча: Жоаозиньо («Сочи») |
| Сочи: Заболотный, Маргасов, Заика (Сиссако, 63), Миладинович, Терехов, Макарчук, Шипунов (Сарвели, 41), Цаллагов , Жоаозиньо (Кравцов, 82), Юсупов, Мелкадзе. Запасные: Джанаев, Адамов, Мещанинов, Бурмистров, Ушатов, Мартовой, Батырев. Главный тренер: Александр Васильевич Точилин. Спартак (Москва): Селихов, Денисов (Классен, 88), Маслов, Джикия , Хлусевич, Игнатов (Зиньковский, 73), Пруцев, Зобнин, Николсон (Мелёшин, 73), Промес, Соболев (Литвинов, 58). Запасные: Максименко, А. Шитов, Рыбус, Чернов, Рассказов, Мевля, Зорин. Главный тренер: Гильермо Абаскаль. |           |                                                  |                                        | |

| 12 ноября 2022 17 тур | Локомотив (Москва)                      | 1:2 (0:2)                                        | Спартак (Москва)                                                                                   | Москва |
| 19:30 MSK | Миранчук 33' · Магкеев 50' · Изидор 87′ | протокол матча (РПЛ) отчёт (Спартак) обзор матча | 21′ (пен.) 50' Промес · 25' Николсон · 28′ 86' Пруцев · 68' Джикия · 90+1' Денисов · 90+2' Селихов | Стадион: «РЖД Арена» Зрителей: 14 273 Судья: Владимир Москалёв (Воронеж) Помощники судьи: Константин Шаламберидзе (Москва), Денис Березнов (Москва) Видеопомощник судьи (VAR): Павел Шадыханов (Москва) Ассистент видеопомощника судьи (AVAR): Антон Кобзев (Москва) Резервный судья: Евгений Кукуляк (Калуга) Игрок матча: Данил Пруцев («Спартак») |
| Локомотив (Москва): Худяков, Живоглядов, Магкеев (Куликов, 64), Баринов , Кузьмичёв, Тикнизян, Марадишвили (Едвай, 72), Миранчук, Карпукас, Камано (Изидор, 46), Раконьяц (Керк, 46). Запасные: Савин, Матюнин, Митай, Мампасси, Погостнов, Щетинин, Раков. Главный тренер: Андрей Витальевич Фёдоров (и. о.). Спартак (Москва): Селихов, Денисов, Чернов, Джикия (Маслов, 90+2), Хлусевич, Пруцев, Литвинов, Зобнин, Зиньковский (Классен, 84), Промес, Николсон (Соболев, 56). Запасные: Максименко, Волков, Рыбус, Рассказов, Зорин, Мелёшин. Главный тренер: Гильермо Абаскаль. |                                         |                                                  | | |

| 4 марта 2023 18 тур | Спартак (Москва)                                             | 2:2 (1:1)                                        | Урал (Екатеринбург)                                 | Москва |
| 14:00 MSK | Дуарте 28' · Литвинов 45+4′, 75′ · Маслов 57' · Пруцев 90+4' | протокол матча (РПЛ) отчёт (Спартак) обзор матча | 19' 29′ (пен.) Влут · 64′ Бикфалви · 67' Гогличидзе | Стадион: «Открытие Банк Арена» Зрителей: 4281 Судья: Виталий Мешков (Дмитров) Помощники судьи: Алексей Лунёв (Новосибирск), Дмитрий Семёнов (Петрозаводск) Видеопомощник судьи (VAR): Кирилл Левников (Санкт-Петербург) Ассистент видеопомощника судьи (AVAR): Максим Ковалёв (Реутов) Резервный судья: Анатолий Жабченко (Краснодар) Игрок матча: Руслан Литвинов («Спартак») |
| Спартак (Москва): Селихов, Денисов, Чернов (Маслов, 15), Дуарте (Мартинс, 74), Хлусевич (Тавариш, 60), Пруцев, Литвинов, Зобнин , Игнатов (Зиньковский, 74), Промес, Николсон (Соболев, 59). Запасные: Максименко, Волков, Рыбус, Классен, Зорин, Бальде, Мелёшин. Главный тренер: Гильермо Абаскаль. Урал (Екатеринбург): Помазун, Бевеев, Филипенко, Эммерсон, Гогличидзе (Бегич, 79), Сунгатулин (Мишкич, 63), Влут, Ранджелович (Юшин, 63), Бикфалви (Татаринов, 90+5), Егорычев, Каштанов. Запасные: Баклов, Кулаков, Мамин, Мосин, Железнов. Главный тренер: Виктор Михайлович Гончаренко. |                                                              |                                                  |                                                     | |

| 11 марта 2023 19 тур | Спартак (Москва)                                            | 3:2 (2:2)                                        | Факел (Воронеж)                                                                                           | Москва |
| 16:30 MSK | Промес 18′, 41′ · Пруцев 45+2' · Зобнин 45+5' · Мартинс 87′ | протокол матча (РПЛ) отчёт (Спартак) обзор матча | 19' Морозов · 43′ 53' Аппаев · 45+3′ (пен.) Рабеи · 49' Квеквескири · 52' Черов · 76' Суслов · 77' Магаль | Стадион: «Открытие Банк Арена» Зрителей: 5002 Судья: Владислав Безбородов (Санкт-Петербург) Помощники судьи: Максим Гаврилин (Владимир), Адлан Хатуев (Грозный) Видеопомощник судьи (VAR): Евгений Кукуляк (Калуга) Ассистент видеопомощника судьи (AVAR): Арам Петросян (Бронницы) Резервный судья: Игорь Панин (Дмитров) Игрок матча: Квинси Промес («Спартак») |
| Спартак (Москва): Селихов, Денисов (Николсон, 83), Маслов (Тавариш, 83), Джикия , Хлусевич (Классен, 58), Пруцев (Мартинс, 58), Литвинов, Зобнин, Зиньковский (Игнатов, 90+3), Промес, Соболев. Запасные: Максименко, Волков, Рыбус, Дуарте, Зорин, Бальде, Мелёшин. Главный тренер: Гильермо Абаскаль. Факел (Воронеж): Городовой, Черов, Морозов, Суслов, Калинин, Магаль , Брахими (Гонгадзе, 67), Якимов (Мендель, 84), Квеквескири, Рабеи (Акбашев, 60), Аппаев (Марков, 84). Запасные: Свинов, Смирнов, Брызгалов, Мастерной, Черняков, Альшин, Ивахнов, Максимов. Главный тренер: Дмитрий Анатольевич Пятибратов. |                                                             |                                                  | | |

| 18 марта 2023 20 тур | Оренбург                                                   | 2:0 (2:0)                                         | Спартак (Москва)                               | Оренбург |
| 12:00 MSK | Воробьёв 4' 23′ · Ковалёв 17′ · Сиваков 39' · Сысуев 90+5' | протокол матча (РПЛ) отчёт (Спартак) обзор матчей | 36' Зиньковский · 45+5' Соболев · 53' Литвинов | Стадион: «Газовик» Зрителей: 4744 Судья: Павел Кукуян (Сочи) Помощники судьи: Валерий Данченко (Уфа), Владислав Назаров (Невинномысск) Видеопомощник судьи (VAR): Алексей Сухой (Люберцы) Ассистент видеопомощника судьи (AVAR): Николай Ерёмин (Москва) Резервный судья: Михаил Черемных (Пермь) Игрок матча: Брайан Мансилья («Оренбург») |
| Оренбург: Сысуев, Эктов, Перес, Сиваков (Хотулёв, 90+2), Стаматов, Башич (Полуяхтов, 80), Капленко, Вера, Ковалёв (Марин, 65), Мансилья (Обухов, 90+2), Воробьёв (Оганесян, 80). Запасные: Гошев, Кеняйкин, Титков, Капустянский, Акоста. Главный тренер: Марцел Личка. Спартак (Москва): Селихов, Денисов (Хлусевич, 46), Маслов (Николсон, 59), Джикия (Бальде, 76), Тавариш, Пруцев (Мартинс, 46), Литвинов, Зобнин, Зиньковский (Дуарте, 59), Промес, Соболев. Запасные: Максименко, Волков, Рыбус, Чернов, Классен, Мозес, Игнатов. Главный тренер: Гильермо Абаскаль. |                                                            |                                                   |                                                | |

| 1 апреля 2023 21 тур | Спартак (Москва)                         | 0:0 (0:0)                                        | Ахмат (Грозный)         | Москва |
| 16:30 MSK | Николсон 25' · Бальде 56' · Хлусевич 75' | протокол матча (РПЛ) отчёт (Спартак) обзор матча | 44' Ильин · 90+4' Шелия | Стадион: «Открытие Банк Арена» Зрителей: 5849 Судья: Алексей Сухой (Люберцы) Помощники судьи: Александр Богданов (Верея), Арам Петросян (Бронницы) Видеопомощник судьи (VAR): Евгений Турбин (Дмитров) Ассистент видеопомощника судьи (AVAR): Игорь Демешко (Химки) Резервный судья: Роман Сафьян (Москва) Игрок матча: Гиорги Шелия («Ахмат») |
| Спартак (Москва): Селихов, Хлусевич, Литвинов, Чернов, Тавариш, Денисов (Мартинс, 61), Пруцев (Зиньковский, 79), Игнатов (Мозес, 61), Зобнин , Николсон (Промес, 46; Бальде, 54), Соболев. Запасные: Максименко, Волков, Рыбус, Дуарте, Маслов, Классен, Мелёшин. Главный тренер: Гильермо Абаскаль. Ахмат (Грозный): Шелия, Уциев , Семёнов, Шатара, Харин, Швец, Диванович (Камилов, 34), Ильин (Трошечкин, 46), Олейников (Нижич, 83), Бериша (Тодорович, 64), Агаларов (Конате, 46). Запасные: Опарин, Ташаев, Быстров, Богосавац, Мацуев, Черняк, Гбамбле. Главный тренер: Сергей Абуезидович Ташуев. |                                          |                                                  |                         | |

| 8 апреля 2023 22 тур | Спартак (Москва)                                       | 3:3 (2:2)                                        | Динамо (Москва)                                                                                         | Москва |
| 19:30 MSK | Соболев 7′, 88′ (пен.) 77' · Хлусевич 18' · Бальде 40′ | протокол матча (РПЛ) отчёт (Спартак) обзор матча | 14' Фомин · 35′ Захарян · 45+2′ (авт.) Соболев · 53' Сазонов · 64' Майсторович · 66′ Макаров · 87' Даса | Стадион: «Открытие Банк Арена» Зрителей: 8985 Судья: Сергей Иванов (Ростов-на-Дону) Помощники судьи: Дмитрий Мосякин (Москва), Варанцо Петросян (Ростов-на-Дону) Видеопомощник судьи (VAR): Владислав Безбородов (Санкт-Петербург) Ассистент видеопомощника судьи (AVAR): Николай Богач (Люберцы) Резервный судья: Игорь Панин (Дмитров) Игрок матча: Александр Соболев («Спартак») |
| Спартак (Москва): Селихов, Хлусевич (Денисов, 22), Литвинов, Чернов, Тавариш (Маслов, 80), Мартинс, Пруцев (Классен, 80), Игнатов (Зиньковский, 60), Зобнин , Бальде (Мелёшин, 60), Соболев. Запасные: Максименко, Волков, Рыбус, Дуарте, Веденеев, Зорин. Главный тренер: Гильермо Абаскаль. Динамо (Москва): Шунин, Даса, Сазонов, Маричаль (Майсторович, 46), Скопинцев (Паршивлюк, 90+4), Гагнидзе, Фомин , Захарян, Макаров (Грулёв, 90), Нгамалё (Гладышев, 90), Тюкавин (Смолов, 67). Запасные: Лещук, Будачёв, Лесовой, Норманн. Главный тренер: Славиша Йоканович. |                                                        |                                                  | | |

| 15 апреля 2023 23 тур | Торпедо (Москва)                | 1:2 (0:2)                                        | Спартак (Москва)                                                                              | Москва |
| 19:00 MSK | Самсонов 45' · Стефанович 90+2′ | протокол матча (РПЛ) отчёт (Спартак) обзор матча | 15' 18′ Бальде · 40' 48' 68' Литвинов · 45+1′ (пен.) Зобнин · 45+3' Денисов · 49' 89' Мартинс | Стадион: «Лужники» Зрителей: 4154 Судья: Павел Шадыханов (Москва) Помощники судьи: Илья Елеференко (Москва), Денис Березнов (Москва) Видеопомощник судьи (VAR): Кирилл Левников (Санкт-Петербург) Ассистент видеопомощника судьи (AVAR): Егор Болховитин (Ленинградская область) Резервный судья: Евгений Буланов (Саранск) Игрок матча: Кейта Бальде («Спартак») |
| Торпедо (Москва): Селихов, Денисов (Классен, 64), Дуарте, Чернов, Тавариш, Мартинс, Пруцев, Литвинов, Зобнин , Игнатов (Зиньковский, 64; Рыбус, 90+2), Бальде (Маслов, 79). Запасные: Максименко, Волков, Джикия, Веденеев, Зорин, Николсон, Мелёшин. Главный тренер: Гильермо Абаскаль. Спартак (Москва): Бабурин, Юзепчук, Кожемякин, Савич, Самсонов, Нетфуллин (Чурич, 64), Рязанцев , Караев (Кухарчук, 78), Рейна, Андре (Эркинов, 85), Лебеденко (Стефанович, 85). Запасные: Ботнарь, Шляков, Кутепов, Журавлёв, Роганович, Прошкин, Орехов, Турищев. Главный тренер: Жозеп Клотет. |                                 |                                                  |                                                                                               | |

| 24 апреля 2023 24 тур | Спартак (Москва)                                                                  | 4:3 (0:1)                                        | Краснодар                                                                             | Москва |
| 19:00 MSK | Джикия 31' · Соболев 63′ (пен.), 67′ · Зиньковский 81′ · Промес 84′ · Селихов 88' | протокол матча (РПЛ) отчёт (Спартак) обзор матча | 11′ Кордоба · 43' Пина · 45+2' В. Литвинов · 54' 58′ Баши · 62' Рамирес · 72′ Сперцян | Стадион: «Открытие Банк Арена» Зрителей: 6083 Судья: Владислав Безбородов (Санкт-Петербург) Помощники судьи: Алексей Лунёв (Новосибирск), Кирилл Большаков (Санкт-Петербург) Видеопомощник судьи (VAR): Иван Сиденков (Санкт-Петербург) Ассистент видеопомощника судьи (AVAR): Дмитрий Чельцов (Москва) Резервный судья: Евгений Турбин (Дмитров) Игрок матча: Александр Соболев («Спартак») |
| Спартак (Москва): Селихов, Тавариш, Дуарте, Чернов (Зобнин, 36), Джикия , Классен, Пруцев (Денисов, 46), Маслов (Николсон, 80), Игнатов (Зиньковский, 64), Бальде (Промес, 46), Соболев. Запасные: Максименко, М. Волков, Рыбус, Веденеев, Зорин, Мелёшин. Главный тренер: Гильермо Абаскаль. Краснодар: Сафонов , Петров (С. Волков, 46), В. Литвинов, Алонсо, Рамирес, Сперцян, Баняц, Пина (Кривцов, 46; Ахметов, 88), Кади (Ионов, 52), Баши (Олусегун, 88), Кордоба. Запасные: Кокарев, Сухорученко, Кобнан. Главный тренер: Владимир Ивич. |                                                                                   |                                                  |                                                                                       | |

| 29 апреля 2023 25 тур | Спартак (Москва)                 | 1:1 (0:0)                                        | Ростов (Ростов-на-Дону)                                                               | Москва |
| 19:30 MSK | Литвинов 27' · Соболев 33' 90+4′ | протокол матча (РПЛ) отчёт (Спартак) обзор матча | 45+3' Лангович · 77' Мелёхин · 80′ Селява · 89' Глебов · 90' Песьяков · 90+3' Миронов | Стадион: «Открытие Банк Арена» Зрителей: 10 568 Судья: Кирилл Левников (Санкт-Петербург) Помощники судьи: Андрей Веретёшкин (Санкт-Петербург), Егор Болховитин (Ленинградская область) Видеопомощник судьи (VAR): Виталий Мешков (Дмитров) Ассистент видеопомощника судьи (AVAR): Дмитрий Мосякин (Москва) Резервный судья: Сергей Чебан (Москва) Игрок матча: Данил Глебов («Ростов») |
| Спартак (Москва): Селихов, Дуарте, Литвинов, Джикия (Маслов, 46), Тавариш, Денисов (Зиньковский, 76), Мартинс, Игнатов (Пруцев, 70), Зобнин (Бальде, 84), Промес (Николсон, 84), Соболев. Запасные: Максименко, Рыбус, Чернов, Классен, Хлусевич, Мозес, Зорин. Главный тренер: Гильермо Абаскаль. Ростов (Ростов-на-Дону): Песьяков, Лангович, Мелёхин, Осипенко, Сильянов, Щетинин (Уткин, 18), Глебов , Миронов, Комаров (Селява, 76), Тугарев (Мельников, 62; Прохин, 87), Комличенко (Голенков, 87). Запасные: Медведев, Цулая, Терентьев, Бочаров, Ковальков. Главный тренер: Валерий Георгиевич Карпин. |                                  |                                                  |                                                                                       | |

| 7 мая 2023 26 тур | Зенит (Санкт-Петербург)                                                                 | 3:2 (2:1)                                        | Спартак (Москва)                                                           | Санкт-Петербург |
| 18:00 MSK | Клаудиньо 13′ · Мостовой 40′ · Вендел 75' · Чистяков 84' · Сергеев 90+1′ · Вендел 90+4' | протокол матча (РПЛ) отчёт (Спартак) обзор матча | 33′ Бальде · 35' Зиньковский · 50' Чернов · 75' Дуарте · 85′ (пен.) Промес | Стадион: «Газпром Арена» Зрителей: 44 704 Судья: Павел Кукуян (Сочи) Помощники судьи: Максим Ковалёв (Реутов), Варанцо Петросян (Ростов-на-Дону) Видеопомощник судьи (VAR): Сергей Иванов (Ростов-на-Дону) Ассистент видеопомощника судьи (AVAR): Андрей Образко (Ставрополь) Резервный судья: Артём Чистяков (Азов) Игрок матча: Иван Сергеев («Зенит») |
| Зенит (Санкт-Петербург): Кержаков, Караваев (Чистяков, 46), Родриган, Ренан (Мантуан, 87), Сантос , Кузяев, Барриос, Клаудиньо (Бакаев, 90), Малком, Мостовой (Вендел, 62), Кассьерра (Сергеев, 87). Запасные: Одоевский, Васютин, Круговой, Адамов, Алип, Ерохин, Сутормин. Главный тренер: Сергей Богданович Семак. Спартак (Москва): Селихов, Денисов, Чернов (Маслов, 64), Дуарте, Тавариш, Зиньковский (Хлусевич, 76), Мартинс, Зобнин , Бальде (Мозес, 64), Промес, Соболев (Николсон, 76). Запасные: Максименко, Волков, Рыбус, Джикия, Классен, Игнатов, Пруцев, Зорин. Главный тренер: Гильермо Абаскаль. |                                                                                         |                                                  |                                                                            | |

| 13 мая 2023 27 тур | Химки | 1:1 (1:0)                                        | Спартак (Москва)                                                      | Химки |
| 14:00 MSK | Голубович 5' · Мирзов 23′ · Руденко 63' · Гулиев 64' · Скворцов 72' · Андраде 82' · Садыгов 88' · Мелентиевич 90+5' | протокол матча (РПЛ) отчёт (Спартак) обзор матча | 29' 45+2' Денисов · 55′ Соболев · 53' Пруцев · 61' Чернов · 69' Мозес | Стадион: «Арена Химки» Зрителей: 3019 Судья: Евгений Кукуляк (Калуга) Помощники судьи: Алексей Стипиди (Краснодар), Владимир Миневич (Смоленск) Видеопомощник судьи (VAR): Алексей Амелин (Тула) Ассистент видеопомощника судьи (AVAR): Егор Болховитин (Ленинградская область) Резервный судья: Владимир Сельдяков (Балашиха) Игрок матча: Никита Чернов («Спартак») |
| Химки: Митрюшкин, Лысцов, Андраде, Голубович, Антич, Скворцов, Мелентиевич, Мирзов (Гильерме, 60), Гулиев (Садыгов, 87), Бикел (Магомедов, 46; Главчич, 75), Долгов (Руденко, 60). Запасные: Черчесов, Гудиев, Чежия, Горшков, Алхазов. Главный тренер: Андрей Викторович Талалаев. Спартак (Москва): Селихов, Денисов, Литвинов, Чернов (Маслов, 89), Тавариш, Мартинс, Пруцев (Хлусевич, 60), Зиньковский (Игнатов, 80), Промес , Соболев (Николсон, 89), Бальде (Мозес, 60). Запасные: Максименко, Волков, Джикия, Рыбус, Классен, Зорин. Главный тренер: Гильермо Абаскаль. | |                                                  |                                                                       | |

| 21 мая 2023 28 тур | Спартак (Москва)                                             | 2:1 (1:1)                                        | ЦСКА (Москва)             | Москва |
| 16:30 MSK | Промес 43′, 90′ 90' · Игнатов 58' · Соболев 66' · Чернов 77' | протокол матча (РПЛ) отчёт (Спартак) обзор матча | 37′ 72' Медина · 66' Роша | Стадион: «Открытие Банк Арена» Зрителей: 24 679 Судья: Сергей Карасёв (Москва) Помощники судьи: Дмитрий Чельцов (Москва), Адлан Хатуев (Грозный) Видеопомощник судьи (VAR): Павел Шадыханов (Москва) Ассистент видеопомощника судьи (AVAR): Александр Богданов (Верея) Резервный судья: Артём Чистяков (Азов) Игрок матча: Квинси Промес («Спартак») |
| Спартак (Москва): Селихов, Хлусевич, Чернов, Джикия (Дуарте, 79) , Тавариш, Игнатов (Бальде, 79), Литвинов, Зобнин, Зиньковский (Мозес, 86), Промес (Маслов, 90+5), Соболев. Запасные: Максименко, Волков, Классен, Рыбус, Зорин, Мартинс, Мелёшин, Николсон. Главный тренер: Гильермо Абаскаль. ЦСКА (Москва): Акинфеев , Гайич, Дивеев, Роша, Мойзес, Медина (Зайнутдинов, 81), Зделар, Мендес, Обляков, Чалов, Заболотный (Карраскаль, 81). Запасные: Тороп, Щенников, Агапов, Лукин, Набабкин, Кучаев, Глебов. Главный тренер: Владимир Валентинович Федотов. |                                                              |                                                  |                           | |

| 28 мая 2023 29 тур | Спартак (Москва) | 0:0 (0:0)                                        | Пари Нижний Новгород            | Москва |
| 14:00 MSK | Зобнин 45+2'     | протокол матча (РПЛ) отчёт (Спартак) обзор матча | 35' Калинский · 84' Нигматуллин | Стадион: «Открытие Банк Арена» Зрителей: 10 145 Судья: Артём Чистяков (Азов) Помощники судьи: Дмитрий Семёнов (Петрозаводск), Хамид Талаев (Грозный) Видеопомощник судьи (VAR): Сергей Иванов (Ростов-на-Дону) Ассистент видеопомощника судьи (AVAR): Алексей Стипиди (Краснодар) Резервный судья: Алексей Сухой (Люберцы) Игрок матча: Артур Нигматуллин («Пари Нижний Новгород») |
| Спартак (Москва): Селихов, Денисов, Чернов (Пруцев, 78), Джикия , Тавариш (Хлусевич, 71), Литвинов, Зобнин, Игнатов (Мозес, 62), Зиньковский, Бальде (Николсон, 71), Промес. Запасные: Максименко, Волков, Рыбус, Классен, Маслов, Дуарте, Зорин, Мелёшин. Главный тренер: Гильермо Абаскаль. Пари Нижний Новгород: Нигматуллин, Стоцкий, Каккоев (Масоэро, 58), Гоцук , Александров, Калинский, Жигулёв (Михайлов, 46), Рыбчинский (Юлдошев, 84), Майга, Севикян (Кротов, 64), Сулейманов (Яковлев, 64). Запасные: Анисимов, Гойло, Корнюшин, Шарипов, Шильцов, Берковский, Янсане. Главный тренер: Сергей Николаевич Юран. |                  |                                                  |                                 | |

| 3 июня 2023 30 тур | Крылья Советов (Самара)                          | 1:0 (0:0)                                        | Спартак (Москва)                                                     | Самара |
| 17:00 MSK | Влад. Шитов 45+1' · Гарре 53′ 64' · Фролов 90+5' | протокол матча (РПЛ) отчёт (Спартак) обзор матча | 31' Игнатов · 39' Денисов · 42' Литвинов · 45+2' Чернов · 65' Промес | Стадион: «Солидарность Самара Арена» Зрителей: 18 196 Судья: Алексей Амелин (Тула) Помощники судьи: Егор Болховитин (Ленинградская область), Кирилл Большаков (Санкт-Петербург) Видеопомощник судьи (VAR): Сергей Карасёв (Москва) Ассистент видеопомощника судьи (AVAR): Роман Усачёв (Ростов-на-Дону) Резервный судья: Ян Бобровский (Санкт-Петербург) Игрок матча: Гленн Бейл («Крылья Советов») |
| Крылья Советов (Самара): Фролов, Бейл, Гапонов, Солдатенков , Горшков (Цыпченко, 64), Рассказов, Костанца, Бабкин (Витюгов, 75), Ежов, Гарре (Зуев, 88), Влад. Шитов (Зотов, 75). Запасные: Овсянников, Веселов, Загородников, Иванисеня, Чиркович, Хлусов. Главный тренер: Игорь Витальевич Осинькин. Спартак (Москва): Максименко, Денисов (Тавариш, 46), Литвинов, Чернов, Хлусевич, Зобнин , Пруцев (Мозес, 60), Мартинс, Зиньковский, Промес, Игнатов (Бальде, 60; Мелёшин, 77). Запасные: А. Шитов, Волков, Рыбус, Джикия, Маслов, Классен, Зорин, Николсон. Главный тренер: Гильермо Абаскаль. |                                                  |                                                  |                                                                      | |

## Кубок России
Являясь участником чемпионата России 2022/23, клуб получил право начать своё выступление в Кубке России 2022/23 с группового раунда «Пути РПЛ».

### Групповой этап (группа B)

#### Турнирная таблица
| Поз | Команда                 | И | В | ВП | ПП | П | МЗ | МП | РМ  | О  | Квалификация                              |
| --- | ----------------------- | - | - | -- | -- | - | -- | -- | --- | -- | ----------------------------------------- |
| 1   | Спартак (Москва)        | 6 | 4 | 0  | 1  | 1 | 10 | 3  | +7  | 13 | Выход в 1/4 финала верхней сетки плей-офф |
| 2   | Крылья Советов (Самара) | 6 | 4 | 0  | 0  | 2 | 7  | 4  | +3  | 12 | Выход в 1/4 финала верхней сетки плей-офф |
| 3   | Зенит (Санкт-Петербург) | 6 | 3 | 1  | 0  | 2 | 6  | 6  | 0   | 11 | Выход в 1/4 финала нижней сетки плей-офф  |
| 4   | Факел (Воронеж)         | 6 | 0 | 0  | 0  | 6 | 1  | 11 | −10 | 0  |                                           |

#### Статистика выступлений
| Итого | Итого | Итого | Итого | Итого | Итого | Итого | Итого | Дома | Дома | Дома | Дома | Дома | Дома | На выезде | На выезде | На выезде | На выезде | На выезде | На выезде |
| И     | О     | В     | Н     | П     | МЗ    | МП    | РМ    | В    | Н    | П    | МЗ   | МП   | РМ   | В         | Н         | П         | МЗ        | МП        | РМ        |
| ----- | ----- | ----- | ----- | ----- | ----- | ----- | ----- | ---- | ---- | ---- | ---- | ---- | ---- | --------- | --------- | --------- | --------- | --------- | --------- |
| 6     | 13    | 4     | 1     | 1     | 10    | 3     | +7    | 3    | 0    | 0    | 7    | 0    | +7   | 1         | 1         | 1         | 3         | 3         | 0         |

#### Матчи
| 30 августа 2022 1 тур | Спартак (Москва)                                                    | 1:0 (0:0)                                        | Крылья Советов (Самара) | Москва |
| 19:00 MSK | Соболев 19' · Рыбус 41' · Мелёшин 46′ · Хлусевич 63' · Пруцев 90+2' | протокол матча (РФС) отчёт (Спартак) обзор матча | 33' Зотов               | Стадион: «Открытие Банк Арена» Зрителей: 7573 Судья: Сергей Иванов (Ростов-на-Дону) Помощники судьи: Роман Усачёв (Ростов-на-Дону), Варанцо Петросян (Ростов-на-Дону) Видеопомощник судьи (VAR): Игорь Панин (Дмитров) Ассистент видеопомощника судьи (AVAR): Николай Богач (Люберцы) Резервный судья: Владимир Сельдяков (Балашиха) |
| См. также: * Медиафайлы по теме матча на Викискладе · Спартак (Москва): Максименко, Рассказов (Хлусевич, 58), Маслов, Чернов, Рыбус (Зобнин, 72), Денисов (Классен, 85), Умяров (Литвинов, 58), Игнатов, Пруцев, Мелёшин (Промес, 58), Соболев. Запасные: Волков, А. Шитов, Джикия, Мартинс, Зорин, Вит. Шитов. Главный тренер: Гильермо Абаскаль. · Крылья Советов (Самара): Овсянников, Бейл, Евгеньев, Солдатенков , Гапонов, Зотов (Тепляков, 90+2), Хубулов (Хлусов, 83), Соколов (Якуба, 67), Горшков (Барач, 46), Липовой, Влад. Шитов (Глушенков, 67). Запасные: Ломаев, Фролов, Ежов. Главный тренер: Игорь Витальевич Осинькин. |                                                                     |                                                  |                         | |

| 15 сентября 2022 2 тур | Спартак (Москва)                                                             | 3:0 (2:0)                                        | Факел (Воронеж) | Москва |
| 17:30 MSK | Мелёшин 4′ · Джикия 30' · Промес 34′ · Умяров 64' · Соболев 76′ · Пруцев 81' | протокол матча (РФС) отчёт (Спартак) обзор матча | 36' Максимов    | Стадион: «Открытие Банк Арена» Зрителей: 4936 Судья: Евгений Турбин (Дмитров) Помощники судьи: Алексей Воронцов (Ярославль), Андрей Гурбанов (Краснодар) Видеопомощник судьи (VAR): Алексей Сухой (Люберцы) Ассистент видеопомощника судьи (AVAR): Андрей Болотенков (Москва) Резервный судья: Ранэль Зияков (Набережные Челны) |
| Спартак (Москва): Максименко, Рассказов, Маслов (Чернов, 46), Мевля (Вит. Шитов, 85), Джикия , Классен, Пруцев, Игнатов (Соболев, 60), Зобнин (Умяров, 60), Промес, Мелёшин (Денисов, 75). Запасные: Селихов, А. Шитов, Волков, Рыбус, Зиньковский, Хлусевич. Главный тренер: Гильермо Абаскаль. Факел (Воронеж): Городовой, Магаль, Дашаев, Смирнов , Божин (Калинин, 46), Черняков (Брызгалов, 55), Мастерной, Акбашев (Дмитриев, 55), Шаваев, Ивахнов (Гонгадзе, 55), Максимов (Аппаев, 67). Запасные: Свинов, Шляков, Суслов, Черов, Морозов, Квеквескири, Мендель, Ершов. Главный тренер: Дмитрий Анатольевич Пятибратов (и. о.). |                                                                              |                                                  |                 | |

| 29 сентября 2022 3 тур | Спартак (Москва)                        | 3:0 (0:0)                                        | Зенит (Санкт-Петербург)                           | Москва |
| 20:30 MSK | Соболев 22' 86′ · Промес 45' 79′, 90+5′ | протокол матча (РФС) отчёт (Спартак) обзор матча | 30' Вендел · 31' Ловрен · 45+1' Малком · 84' Алип | Стадион: «Открытие Банк Арена» Зрителей: 7360 Судья: Виталий Мешков (Дмитров) Помощники судьи: Максим Гаврилин (Владимир), Александр Богданов (Верея) Видеопомощник судьи (VAR): Евгений Кукуляк (Калуга) Ассистент видеопомощника судьи (AVAR): Игорь Демешко (Химки) Резервный судья: Сергей Чебан (Москва) |
| Спартак (Москва): Максименко, Классен (Мевля, 74), Маслов, Литвинов (Рассказов, 90), Джикия , Хлусевич, Умяров, Игнатов (Денисов, 64), Зобнин, Промес, Соболев (Николсон, 90). Запасные: Селихов, А. Шитов, Рыбус, Чернов, Зиньковский, Вит. Шитов, Зорин, Мелёшин. Главный тренер: Гильермо Абаскаль. Зенит (Санкт-Петербург): Иван, Караваев, Чистяков (Ерохин, 82), Родриган, Круговой, Кузяев, Сантос , Вендел (Алип, 76), Малком (Бакаев, 71), Мантуан (Мостовой, 71), Сергеев (Кассьерра, 76). Запасные: Кержаков, Королёв, Ловрен, Адамов, Сутормин. Главный тренер: Сергей Богданович Семак. |                                         |                                                  |                                                   | |

| 19 октября 2022 4 тур | Факел (Воронеж)                                                                 | 1:2 (0:1)                                        | Спартак (Москва)                                                | Воронеж |
| 18:00 MSK | Максимов 77′ (пен.) · Дмитриев 90+1' · Божин 90+3' · Мендель 90+4' · Калинин ПМ | протокол матча (РФС) отчёт (Спартак) обзор матча | 43' 51′ Николсон · 45+3′ Рассказов · 76' Мевля · 90+3' Хлусевич | Стадион: «Центральный стадион профсоюзов» Зрителей: 13 854 Судья: Алексей Сухой (Люберцы) Помощники судьи: Владислав Назаров (Невинномысск), Арам Петросян (Бронницы) Видеопомощник судьи (VAR): Игорь Панин (Дмитров) Ассистент видеопомощника судьи (AVAR): Дмитрий Сафьян (Москва) Резервный судья: Олег Соколов (Воронеж) |
| Факел (Воронеж): Городовой, Смирнов (Калинин, 59), Черов (Альшин, 59), Божин, Черняков, Дашаев, Мендель, Шаваев (Дмитриев, 59), Ивахнов (Гонгадзе, 46), Магаль (Мастерной, 79), Максимов. Запасные: Свинов, Шляков, Суслов, Морозов, Акбашев, Квеквескири, Ершов. Главный тренер: Дмитрий Анатольевич Пятибратов. Спартак (Москва): Максименко, Рассказов, Маслов (Мевля, 61), Чернов, Рыбус, Хлусевич, Пруцев (Денисов, 70), Зорин (Зобнин, 70), Зиньковский (Игнатов, 61), Промес , Николсон (Игнатов, 88). Запасные: Селихов, А. Шитов, Классен, Иванников, Пяткин, Вит. Шитов, Соболев. Главный тренер: Гильермо Абаскаль. |                                                                                 |                                                  |                                                                 | |

| 23 ноября 2022 5 тур | Крылья Советов (Самара)                                  | 2:1 (0:0)                                        | Спартак (Москва) | Самара |
| 18:00 MSK | Коваленко 73′ · Пиняев 74′ 81' · Бейл 84' · Костанца 90' | протокол матча (РФС) отчёт (Спартак) обзор матча | 56′ Чернов       | Стадион: «Солидарность Самара Арена» Зрителей: 6412 Судья: Павел Кукуян (Сочи) Помощники судьи: Алексей Стипиди (Краснодар), Андрей Гурбанов (Краснодар) Видеопомощник судьи (VAR): Евгений Кукуляк (Калуга) Ассистент видеопомощника судьи (AVAR): Илья Елеференко (Москва) Резервный судья: Кирилл Силантьев (Самара) |
| Крылья Советов (Самара): Ломаев, Констанца, Евгеньев, Солдатенков , Бейл, Ежов, Якуба (Бабкин, 8), Коваленко (Рахманович, 88), Пиняев (Горшков, 82), Цыпченко (Гапонов, 82), Глушенков (Влад. Шитов, 82). Запасные: Фролов, Овсянников, Зотов, Иванисеня, Липовой, Соколов. Главный тренер: Игорь Витальевич Осинькин. Спартак (Москва): Максименко, Рассказов (Литвинов, 66), Маслов, Чернов (Джикия, 66), Классен, Денисов, Пруцев, Зобнин , Зиньковский (Соболев, 46), Промес, Николсон (Игнатов, 90). Запасные: Селихов, А. Шитов, Рыбус, Мевля, Веденеев, Вит. Шитов, Зорин. Главный тренер: Гильермо Абаскаль. |                                                          |                                                  |                  | |

| 27 ноября 2022 6 тур | Зенит (Санкт-Петербург)                                                  | 0:0 (0:0) (4:2 пен.)                             | Спартак (Москва)                                                                                           | Санкт-Петербург |
| 16:00 MSK | Родриган 73' ПМ · Кузяев 73' · Ерохин 87' · Барриос 90+6' ПМ · Малком ПМ | протокол матча (РФС) отчёт (Спартак) обзор матча | 59' Джикия · 63' Пруцев · 65' Классен · 73' ПМ Николсон · 73' Зобнин · 86' Рыбус · ПМ Соболев · ПМ Селихов | Стадион: «Газпром Арена» Зрителей: 51 813 Судья: Владимир Москалёв (Воронеж) Помощники судьи: Максим Ковалёв (Реутов), Адлан Хатуев (Грозный) Видеопомощник судьи (VAR): Алексей Сухой (Воронеж) Ассистент видеопомощника судьи (AVAR): Максим Гаврилин (Владимир) Резервный судья: Константин Аверьянов (Санкт-Петербург) |
| | Пенальти                                                                 |                                                  | | |
| Кузяев · Мантуан · Мостовой · Сантос · Бакаев |                                                                          | Хлусевич · Зиньковский · Литвинов · Денисов      | | |
| Зенит (Санкт-Петербург): Иван, Караваев (Мостовой, 61), Чистяков (Бакаев, 90+4), Родриган, Сантос , Вендел, Барриос, Клаудиньо (Ерохин, 83), Малком (Мантуан, 83), Кузяев, И. Сергеев (Кассьерра, 46). Запасные: Одоевский, Королёв, Круговой, Адамов, Алип, Сутормин, Д. Сергеев. Главный тренер: Сергей Богданович Семак. Спартак (Москва): Максименко, Классен (Рассказов, 75), Хлусевич, Литвинов, Джикия , Рыбус (Зиньковский, 90+4), Денисов, Пруцев (Зорин, 90+4), Зобнин, Промес, Соболев (Николсон, 67). Запасные: Селихов, А. Шитов, Чернов, Мевля, Умяров, Вит. Шитов, Мелёшин. Главный тренер: Гильермо Абаскаль. |                                                                          |                                                  | | |

### 1/4 финала (верхняя сетка плей-офф)
| 22 февраля 2023 Первый | Локомотив (Москва)        | 0:1 (0:1)                                        | Спартак (Москва)          | Москва |
| 20:00 MSK | Магкеев 71' · Баринов 89' | протокол матча (РФС) отчёт (Спартак) обзор матча | 16′ Пруцев · 42' Литвинов | Стадион: «РЖД Арена» Зрителей: 11 060 Судья: Владислав Безбородов (Санкт-Петербург) Помощники судьи: Кирилл Большаков (Санкт-Петербург), Дмитрий Ермаков (Санкт-Петербург) Видеопомощник судьи (VAR): Иван Сиденков (Санкт-Петербург) Ассистент видеопомощника судьи (AVAR): Егор Болховитин (Ленинградская область), Роман Галимов (Улан-Удэ) Резервный судья: Павел Шадыханов (Москва) Игрок матча: Артём Дзюба («Локомотив») |
| Локомотив (Москва): Лантратов, Смольников (Тикнизян, 59), Магкеев, Кузьмичёв, Ненахов, Карпукас, Баринов , Куликов (Миранчук, 59), Камано (Игнатьев, 87), Пиняев (Глушенков, 67), Дзюба. Запасные: Худяков, Живоглядов, Конти, Митай, Марадишвили, Погостнов, Щетинин, Раков. Главный тренер: Михаил Михайлович Галактионов. Спартак (Москва): Максименко, Денисов (Тавариш, 87), Чернов, Джикия , Хлусевич, Пруцев, Литвинов, Зобнин, Игнатов (Бальде, 74), Зиньковский (Мартинс, 74), Мелёшин (Промес, 59). Запасные: А. Шитов, Волков, Рыбус, Маслов, Классен, Дуарте, Веденеев, Зорин. Главный тренер: Гильермо Абаскаль. |                           |                                                  |                           | |

| 27 февраля 2023 Ответный | Спартак (Москва)                                                                                        | 4:2 (1:1)                                        | Локомотив (Москва)                                             | Москва |
| 20:00 MSK | Игнатов 15′ 70' · Хлусевич 41' · Зиньковский 44' · Зобнин 56′ · Мартинс 81′ · Промес 90+4' 90+9′ (пен.) | протокол матча (РФС) отчёт (Спартак) обзор матча | 17′, 83′ Миранчук · 18' Глушенков · 62' Баринов · 75' Тикнизян | Стадион: «Открытие Банк Арена» Зрителей: 10 185 Судья: Сергей Иванов (Ростов-на-Дону) Помощники судьи: Игорь Демешко (Химки), Дмитрий Чельцов (Москва) Видеопомощник судьи (VAR): Василий Казарцев (Санкт-Петербург) Ассистент видеопомощника судьи (AVAR): Дмитрий Мосякин (Москва), Роман Сафьян (Москва) Резервный судья: Евгений Турбин (Дмитров) Игрок матча: Михаил Игнатов («Спартак») |
| Спартак (Москва): Максименко, Денисов (Тавариш, 87), Чернов, Джикия , Хлусевич (Классен, 90), Пруцев, Литвинов (Бальде, 87), Зобнин, Зиньковский (Мелёшин, 46), Промес, Игнатов (Мартинс, 73). Запасные: А. Шитов, Волков, Рыбус, Маслов, Дуарте, Веденеев, Зорин. Главный тренер: Гильермо Абаскаль. Локомотив (Москва): Лантратов, Смольников, Магкеев (Кузьмичёв, 85), Конти, Тикнизян, Баринов , Карпукас (Куликов, 77), Миранчук, Глушенков (Камано, 60), Пиняев (Игнатьев, 77), Дзюба. Запасные: Гильерме, Худяков, Ненахов, Митай, Марадишвили, Погостнов, Щетинин, Раков. Главный тренер: Михаил Михайлович Галактионов. | |                                                  |                                                                | |

### 1/2 финала (верхняя сетка плей-офф)
| 14 марта 2023 Первый | Спартак (Москва) | 1:1 (1:0)                                        | Урал (Екатеринбург)                       | Москва |
| 20:00 MSK | Промес 21′       | протокол матча (РФС) отчёт (Спартак) обзор матча | 51' Егорычев · 67′ Железнов · 83' Помазун | Стадион: «Открытие Банк Арена» Зрителей: 9595 Судья: Сергей Карасёв (Москва) Помощники судьи: Алексей Стипиди (Краснодар), Андрей Гурбанов (Краснодар) Видеопомощник судьи (VAR): Анатолий Жабченко (Краснодар) Ассистент видеопомощника судьи (AVAR): Дмитрий Сафьян (Москва) Резервный судья: Иван Сиденков (Санкт-Петербург) Игрок матча: Квинси Промес («Спартак») |
| Спартак (Москва): Максименко, Тавариш, Маслов, Джикия , Хлусевич (Денисов, 46), Пруцев (Зобнин, 46), Литвинов, Мартинс, Игнатов (Зиньковский, 70), Промес, Мелёшин. Запасные: А. Шитов, Волков, Рыбус, Классен, Дуарте, Мозес, Зорин, Бальде. Главный тренер: Гильермо Абаскаль. Урал (Екатеринбург): Помазун, Кулаков , Филипенко, Бегич, Гогличидзе, Сунгатулин (Мамин, 86), Влут (Подберёзкин, 75), Юшин (Железнов, 64), Мишкич, Егорычев (Бикфалви, 64), Каштанов (Татаринов, 64). Запасные: Баклов, Эммерсон, Мосин, Ранджелович. Главный тренер: Виктор Михайлович Гончаренко. |                  |                                                  |                                           | |

| 4 апреля 2023 Ответный | Урал (Екатеринбург)                                                                                    | 2:1 (1:0)                                        | Спартак (Москва)                                          | Екатеринбург |
| 17:00 MSK | Бегич 17' · Сиссе 32′ · Филипенко 40' · Каштанов 52' · Сунгатулин 72′ · Гогличидзе 90' · Кулаков 90+3' | протокол матча (РФС) отчёт (Спартак) обзор матча | 43' Хлусевич · 49′ 55' Бальде · 50' Литвинов · 84' Зобнин | Стадион: «Екатеринбург Арена» Зрителей: 24 778 Судья: Кирилл Левников (Санкт-Петербург) Помощники судьи: Андрей Веретёшкин (Санкт-Петербург), Рустам Мухтаров (Петрозаводск) Видеопомощник судьи (VAR): Иван Сиденков (Санкт-Петербург) Ассистент видеопомощника судьи (AVAR): Валентин Мурашов (Москва) Резервный судья: Рафаэль Шафеев (Волгоград) Игрок матча: Ибраима Сиссе («Урал») |
| Урал (Екатеринбург): Помазун, Кулаков , Бевеев (Мамин, 61), Бегич, Филипенко (Эммерсон, 61), Гогличидзе, Мишкич (Сунгатулин, 67), Сиссе, Юшин (Бикфалви, 61), Влут, Каштанов (Егорычев, 85). Запасные: Баклов, Газинский, Подберёзкин, Ранджелович, Железнов, Цулукидзе, Татаринов. Главный тренер: Виктор Михайлович Гончаренко. Спартак (Москва): Максименко, Хлусевич (Маслов, 76), Литвинов, Чернов, Тавариш, Денисов (Мозес, 46), Пруцев (Зорин, 83), Мартинс, Зобнин , Игнатов (Зиньковский, 64), Бальде (Мелёшин, 76). Запасные: А. Шитов, Волков, Рыбус, Классен, Дуарте, Веденеев. Главный тренер: Гильермо Абаскаль. | |                                                  |                                                           | |

### 1/2 финала (нижняя сетка плей-офф)
| 19 апреля 2023 Второй | Акрон (Тольятти)                         | 2:1 (2:0)                                        | Спартак (Москва)                      | Жигулёвск |
| 16:30 MSK | Понсе 41′ · Салтыков 45+1′ · Савичев 52' | протокол матча (РФС) отчёт (Спартак) обзор матча | 23' Бальде · 61' Дуарте · 77′ Тавариш | Стадион: «Кристалл» Зрителей: 3000 Судья: Алексей Амелин (Тула) Помощники судьи: Владимир Миневич (Смоленск), Михаил Иванов (Кострома) Видеопомощник судьи (VAR): Владислав Безбородов (Санкт-Петербург) Ассистент видеопомощника судьи (AVAR): Максим Гаврилин (Владимир) Резервный судья: Рафаэль Шафеев (Волгоград) Игрок матча: Сергей Волков («Акрон») |
| Акрон (Тольятти): С. Волков, Савичев, Сагуткин, Ходжаниязов, Полубояринов (Сасин, 90+3), Килин (Апеков, 63), Макаров, Чудин, Палиенко (Песегов, 30), Салтыков (Шакуро, 90+3), Понсе (Эльдарушев, 63). Запасные: Сычёв, Нагаев, Зуев, Матвеев, Азаров, Мацукатов. Главный тренер: Евгений Игоревич Калешин. Спартак (Москва): Максименко, Денисов (Классен, 46), Дуарте, Чернов, Тавариш, Мартинс (Мелёшин, 65), Пруцев, Игнатов (Зорин, 58), Зобнин (Маслов, 46), Зиньковский, Бальде. Запасные: А. Шитов, М. Волков, Рыбус, Джикия, Веденеев, Быковский. Главный тренер: Гильермо Абаскаль. |                                          |                                                  |                                       | |

## Молодёжная футбольная лига (молодёжная команда)

### Статистика выступлений
| Итого | Итого | Итого | Итого | Итого | Итого | Итого | Итого | Дома | Дома | Дома | Дома | Дома | Дома | На выезде | На выезде | На выезде | На выезде | На выезде | На выезде |
| И     | О     | В     | Н     | П     | МЗ    | МП    | РМ    | В    | Н    | П    | МЗ   | МП   | РМ   | В         | Н         | П         | МЗ        | МП        | РМ        |
| ----- | ----- | ----- | ----- | ----- | ----- | ----- | ----- | ---- | ---- | ---- | ---- | ---- | ---- | --------- | --------- | --------- | --------- | --------- | --------- |
| 28    | 46    | 14    | 4     | 10    | 53    | 39    | +14   | 8    | 1    | 5    | 24   | 16   | +8   | 6         | 3         | 5         | 29        | 23        | +6        |

### Результаты по турам

#### Первый этап
| Тур   | 01 | 02 | 03 | 04 | 05 | 06 | 07 | 08 | 09 | 10 | 11 | 12 | 13 | 14 | 15 | 16 | 17 | 18 |
| ----- | -- | -- | -- | -- | -- | -- | -- | -- | -- | -- | -- | -- | -- | -- | -- | -- | -- | -- |
| Поле  | В  | В  | Д  | Д  | Д  | В  | Д  | Д  | В  | Д  | Д  | В  | В  | В  | Д  | В  | Д  | В  |
| Итог  | Н  | В  | Н  | В  | В  | В  | П  | В  | Н  | В  | В  | В  | В  | П  | В  | П  | В  | В  |
| Место | 6  | 4  | 4  | 4  | 4  | 4  | 4  | 3  | 3  | 3  | 3  | 2  | 2  | 3  | 2  | 3  | 2  | 2  |

Источник: Таблица молодёжной футбольной лиги

Поле: Д = дома; В = на выезде. Итог: Н = ничья; П = команда проиграла; В = команда выиграла; О = матч отложен.

#### Второй этап
| Тур   | 01 | 02 | 03 | 04 | 05 | 06 | 07 | 08 | 09 | 10 | 11 | 12 |
| ----- | -- | -- | -- | -- | -- | -- | -- | -- | -- | -- | -- | -- |
| Поле  | В  | Д  | В  | Д  | В  | Д  | В  | Д  | В  | Д  | —  | —  |
| Итог  | П  | П  | В  | П  | Н  | В  | П  | П  | П  | П  |    |    |
| Место | 7  | 7  | 5  | 7  | 7  | 6  | 6  | 7  | 7  | 8  | —  | —  |

Источник: Таблица молодёжной футбольной лиги

Поле: Д = дома; В = на выезде. Итог: Н = ничья; П = команда проиграла; В = команда выиграла; О = матч отложен.

### Матчи

#### Первый этап
| 15 июля 2022 1 тур | Нижний Новгород U-19 | 0:0 (0:0)                            | Спартак U-19 (Москва) | Нижний Новгород                                                    |
| 17:00 MSK |                      | протокол матча (ЮФЛ) отчёт (Спартак) |                       | Стадион: «Локомотив» Зрителей: 400 Судья: Сергей Федотов (Павлово) |
| Нижний Новгород U-19: Лаврентьев, Артеменко, Баранов (Гуляев, 80), Коньков, Ладенков, Никоноров (Селин, 72), Рузавин (Милюков, 90+2), Семёнов, Шовитов, Юферов (Шахов, 46), Якшин (Осин, 68). Запасной: Мелентьев, Фролов, Гуляев, Железов. Главный тренер: Валерий Иванович Бурлаченко. Спартак U-19 (Москва): Фадеев, Веденеев, Бозов, Гуца, Чистяков (Гунько, 47), Иванников, Постников (Пилипенко, 69), Пяткин (Мишин, 64), Зорин , Мелёшин, Быковский (Гайдук, 62). Запасные: Смирнов, Данилов, Курошев. Главный тренер: Вадим Юрьевич Романов. |                      |                                      |                       |                                                                    |

| 22 июля 2022 2 тур | Оренбург U-19 | 0:4 (0:1)                            | Спартак U-19 (Москва)                    | Оренбург                                              |
| 14:00 MSK |               | протокол матча (ЮФЛ) отчёт (Спартак) | 7′ Мелёшин · 49′, 82′ Зорин · 51′ Гунько | Стадион: «Газовик» Судья: Данил Соболев (Новосибирск) |
| Оренбург U-19: Ходанович , Антонович, Артемьев (Клинов, 51), Иванов, Капустянский, Магазенков (Миллер, 70), Петков (Собакин, 53), Ракитин (Лапин, 11), Универбаев (Керин, 73), Хабурзаниа, Хачин. Запасные: Шамсиев, Аминов, Гоголев, Тарасюк, Уразов, Фёдоров. Главный тренер: Станислав Сергеевич Иванов. Спартак U-19 (Москва): Фадеев (Тихомиров, 90), Веденеев , Бозов, Гуца, Постников (Гунько, 46), Иванников (Курошев, 62), Пяткин, Пилипенко (Мишин, 46), Зорин, Мелёшин (Гайдук, 65) Быковский (Нажмов, 46). Запасной: Чистяков. Главный тренер: Вадим Юрьевич Романов. |               |                                      |                                          |                                                       |

| 26 июля 2022 3 тур | Спартак U-19 (Москва) | 1:1 (1:1)                            | Строгино U-19 | Москва                                                                             |
| 17:00 MSK | Веденеев 35′          | протокол матча (ЮФЛ) отчёт (Спартак) | 45′ Бушуев    | Стадион: «Спартак» им. Черенкова Зрителей: 193 Судья: Максим Богданавичус (Москва) |
| Спартак U-19 (Москва): Фадеев, Веденеев , Бозов, Гуца (Данилов, 81), Гунько (Курошев, 90), Иванников, Постников, Мишин (Пяткин, 46), Нажмов (Зорин, 46), Пилипенко (Гайдук, 64), Быковский (Мелёшин, 46). Запасные: Смирнов, Тихомиров, Крашевский, Чистяков, Сидоренков. Главный тренер: Вадим Юрьевич Романов. Строгино U-19: Мельник, Бескибальный , Джамалавов, Румаков, Стефанишин, Барышев (Беляев, 46), Бушуев (Петросян, 81), Резков (Новак, 63), Сафонов, Фомушкин (Фомин, 72), Никифоров (Коструб, 90). Запасные: Жданов, Темишев, Кузьминов, Сарбашев. Главный тренер: Дмитрий Александрович Смирнов. |                       |                                      |               |                                                                                    |

| 29 июля 2022 4 тур | Спартак U-19 (Москва)                          | 3:0 (1:0)                            | Мастер-Сатурн U-19 (Егорьевск) | Москва                                                                          |
| 17:00 MSK | Быковский 28′ · Иванников 50′ · Сидоренков 90′ | протокол матча (ЮФЛ) отчёт (Спартак) |                                | Стадион: «Спартак» им. Черенкова Зрителей: 169 Судья: Макар Янчук (Владивосток) |
| Спартак U-19 (Москва): Фадеев, Веденеев, Бозов, Курошев, Гунько (Сидоренков, 90) Иванников (Гуца, 79), Пяткин, Постников (Мишин, 60), Зорин (Пилипенко, 79), Мелёшин (Нажмов, 64), Быковский (Гайдук, 79). Запасные: Смирнов, Тихомиров, Чистяков, Крашевский, Офицеров. Главный тренер: Вадим Юрьевич Романов. Мастер-Сатурн U-19 (Егорьевск): Боровков, Борисов , Каликин (Евпак, 75), Кнышев (Чаплиев, 23), Лебедев (Спесивцев, 67), Мандзукас, Цикишев, Васильев (Несмачный, 73), Урванцев, Бозоров (Мусаев, 66), Мазько (Панарин, 75). Запасные: Кудинов, Жохов, Емелин. Главный тренер: Олег Андреевич Мазур. |                                                |                                      |                                |                                                                                 |

| 5 августа 2022 5 тур | Спартак U-19 (Москва)                        | 4:0 (4:0)                            | Урал U-19 | Москва                                                                      |
| 14:00 MSK | Мелёшин 21′, 30′ · Пяткин 26′ · Веденеев 36′ | протокол матча (ЮФЛ) отчёт (Спартак) |           | Стадион: «Спартак» им. Черенкова Зрителей: 150 Судья: Иван Кулагин (Москва) |
| Спартак U-19 (Москва): Фадеев, Веденеев, Бозов, Гуца (Курошев, 46), Гунько (Офицеров, 66), Иванников (Крашевский, 75), Постников (Мишин, 46), Пяткин (Пилипенко, 70), Зорин , Мелёшин (Гайдук, 75), Быковский (Сидоренков, 59). Запасные: Игнатьев, Смирнов, Данилов, Чистяков, Нажмов. Главный тренер: Вадим Юрьевич Романов. Урал U-19: Кузнецов (Марков, 46), Абдуллаев (Сатучин, 81), Буркин, Достовалов (Белов, 84), Зубарев (Лопатин, 33), Ишков, Мамчич, Ненашев, Полев, Рукин (Михайлов, 78), Смольников (Боярских, 63). Главный тренер: Александр Алексеевич Данцев. |                                              |                                      |           |                                                                             |

| 12 августа 2022 6 тур | Торпедо U-19 (Москва)               | 2:5 (2:1)                            | Спартак U-19 (Москва)                                           | Москва                                                         |
| 14:00 MSK | Дорофеев 34′ · Анциперов 40′ (пен.) | протокол матча (ЮФЛ) отчёт (Спартак) | 27′ Офицеров · 48′, 90′ Мелёшин · 67′ Быковский · 68′ Иванников | Стадион: «Авангард» Зрителей: 190 Судья: Артём Клюев (Воронеж) |
| Торпедо U-19 (Москва): Порутчиков, Сыщенко, Боровицкий , Бизин, Ивлев (Мазуров, 36), Сиротков, Домоевский (Гузеев, 74), Мишутин, Васильев (Лисицын, 55), Дорофеев (Стародубцев, 80), Анциперов. Запасные: Мешалкин, Козлов, Потехин, Королёв, Вильгельм. Главный тренер: Александр Владимирович Смирнов. Спартак U-19 (Москва): Волков, Веденеев , Бозов, Крашевский (Гуца, 63), Иванников, Офицеров (Курошев, 72), Пяткин, Постников (Пилипенко, 46), Гунько, Нажмов (Быковский, 31), Мелёшин (Гайдук, 90). Запасные: Тихомиров, Смирнов, Чистяков, Сидоренков. Главный тренер: Вадим Юрьевич Романов. |                                     |                                      |                                                                 |                                                                |

| 19 августа 2022 7 тур | Спартак U-19 (Москва) | 1:2 (1:1)                            | Зенит U-19 (Санкт-Петербург)    | Москва                                                          |
| 16:00 MSK | Пилипенко 43′         | протокол матча (ЮФЛ) отчёт (Спартак) | 29′ Д. Козлов · 53′ Барановский | Стадион: «Спартак» им. Черенкова Судья: Данил Ткаченко (Москва) |
| Спартак U-19 (Москва): Волков, Веденеев, Бозов, Крашевский, Гунько (Чистяков, 65), Иванников (Гуца, 77), Пяткин (Нажмов, 82), Постников, Пилипенко (Быковский, 46), Зорин , Мелёшин. Запасные: Тихомиров, Смирнов, Курошев, Данилов, Мишин, Офицеров, Гайдук, Сидоренков. Главный тренер: Вадим Юрьевич Романов. Зенит U-19 (Санкт-Петербург): Москвичёв, Абзалилов, Коледин, Мурзаков, Тоневицкий, Столбов (Столяров, 75), Вершинин (Быков, 90), Пшенников (И. Козлов, 63), Д. Козлов (Михайловский, 81), Барановский, Воинков. Запасные: Бутыря, Пантелейчук, Шаров, Лузан, Емельянов. Главный тренер: Константин Анатольевич Коноплёв. |                       |                                      |                                 |                                                                 |

| 26 августа 2022 8 тур | Спартак U-19 (Москва)          | 2:1 (0:1)                            | Крылья Советов U-19 (Самара) | Москва                                                                   |
| 17:00 MSK | Быковский 77′ · Сидоренков 77′ | протокол матча (ЮФЛ) отчёт (Спартак) | 44′ Макаров                  | Стадион: «Спартак» им. Черенкова Судья: Артур Сагдиев (Набережные Челны) |
| Спартак U-19 (Москва): С. Фадеев, Веденеев, Бозов, Крашевский (Гуца, 46; Сидоренков, 69), Чистяков, Иванников (Данилов, 90), Пяткин, Гунько (Быковский, 56), Зорин (Курошев, 90), Пилипенко, Мелёшин . Запасные: Игнатьев, Смирнов, Мишин, Нажмов, Постников, Гайдук, Офицеров. Главный тренер: Вадим Юрьевич Романов. Крылья Советов U-19 (Самара): Веселов, Гребёнкин , Романов (Алуханян, 74), Тепляков, Цорн (Загородников, 87), Макаров (Асайдулин, 64), Хрисанфов (Константинов, 87), Мутовкин, Тоцкий, Н. Фадеев, Чалый (Винников, 87). Запасные: Быченко, Смородин, Гаспарян, Андреев, Радаев. Главный тренер: Дмитрий Владиславович Шуков. |                                |                                      |                              |                                                                          |

| 2 сентября 2022 9 тур | ЦСКА U-19 (Москва)                      | 3:3 (2:1)                            | Спартак U-19 (Москва) | Москва                                                          |
| 19:00 MSK | Кисляк 8′ · Яковлев 31′ · Лапинский 67′ | протокол матча (ЮФЛ) отчёт (Спартак) | 11′, 48′, 75′ Мелёшин | Стадион: «ВЭБ Арена» Зрителей: 1154 Судья: Роман Довбня (Анапа) |
| ЦСКА U-19 (Москва): Шайхутдинов, Васильев, Носков, Першин (Ченчиков, 89), Арбузов (Лапинский, 46), Казаков , Каптилович, Кисляк, Сливин, Гайнов (Калайда, 56), Яковлев (Доль, 46). Запасные: Цветков, Мадорский, Хизриев, Оздоев, Пестов, Шевелев. Главный тренер: Ролан Александрович Гусев. Спартак U-19 (Москва): Фадеев, Веденеев , Бозов, Крашевский (Сидоренков, 71), Чистяков, Иванников, Гунько (Ишутин, 75), Пяткин, Пилипенко (Постников, 66), Быковский (Гайдук, 78), Мелёшин. Запасные: Игнатьев, Смирнов, Гуца, Данилов, Курошев, Мишин, Нажмов, Офицеров. Главный тренер: Вадим Юрьевич Романов. |                                         |                                      |                       |                                                                 |

| 9 сентября 2022 10 тур | Спартак U-19 (Москва) | 1:0 (0:0)                            | Нижний Новгород U-19 | Москва                                                                                 |
| 14:00 MSK | Пилипенко 88′         | протокол матча (ЮФЛ) отчёт (Спартак) |                      | Стадион: «Спартак» им. Черенкова Зрителей: 82 Судья: Константин Смирнов (Великие Луки) |
| Спартак U-19 (Москва): Фадеев, Чистяков, Веденеев (Курошев, 84), Бозов, Крашевский (Гуца, 62), Ишутин (Гурылёв, 60), Пяткин, Мишин (Постников, 23), Пилипенко, Гунько (Ким, 46), Быковский (Данилов, 75). Запасные: Тихомиров, Смирнов, Нажмов, Офицеров, Петин, Гайдук. Главный тренер: Вадим Юрьевич Романов. Нижний Новгород U-19: Лаврентьев, Пигаев (Тамоян, 83), Гуляев (Никоноров, 89), Коньков, Ладенков, Мухин (Якшин, 56), Семёнов, Шовитов (Милюков, 67), Гаганин , Фещенко (Баранов, 59), Юферов. Запасные: Фролов, Губанов, Шахов. Главный тренер: Валерий Иванович Бурлаченко. |                       |                                      |                      |                                                                                        |

| 16 сентября 2022 11 тур | Спартак U-19 (Москва) | 1:0 (0:0)                            | Оренбург U-19 | Москва                                                             |
| 14:00 MSK | Курошев 88′           | протокол матча (ЮФЛ) отчёт (Спартак) |               | Стадион: «Спартак» им. Черенкова Судья: Владимир Артамонов (Псков) |
| Спартак U-19 (Москва): Фадеев, Чистяков, Бозов, Веденеев, Иванников (Петин, 90), Ишутин , Постников (Курошев, 67), Крашевский (Гурылёв, 65), Пилипенко, Гунько, Ким (Данилов, 66). Запасные: Тихомиров, Смирнов, Гуца, Нажмов, Офицеров, Гайдук. Главный тренер: Вадим Юрьевич Романов. Оренбург U-19: Ходанович , Лапин, Капустянский, Товстуха, Досковских (Фёдоров, 77), Универбаев (Аминов, 85), Миллер (Клинов, 35), Керин, Ерохин, Хачин, Хабурзаниа (Зверев, 76). Запасные: Шамсиев, Гиббанов, Собакин. Главный тренер: Сергей Геннадьевич Попов. |                       |                                      |               |                                                                    |

| 30 сентября 2022 12 тур | Строгино U-19 | 0:1 (0:0)                            | Спартак U-19 (Москва) | Москва                                          |
| 13:00 MSK |               | протокол матча (ЮФЛ) отчёт (Спартак) | 89′ Быковский         | Стадион: «Янтарь» Судья: Андрей Мешков (Москва) |
| Строгино U-19: Мельник, Бескибальным, Джамалавов, Рахмаков, Стефанишин, Мархолия, Новак (Курбаналиев, 54), Сафонов, Таги-Заде (Семенков, 46), Фомин (Сарбашев, 68), Никифоров. Запасные: Степанов, Богатырёв, Копылов, Петросян. Главный тренер: Дмитрий Александрович Смирнов. Спартак U-19 (Москва): Волков, Чистяков, Веденеев, Бозов, Крашевский, Данилов (Гурылёв, 72), Курошев, Ишутин , Пяткин, Зорин (Гунько, 90), Вит. Шитов (Быковский, 68). Запасные: Смирнов, Фадеев, Гуца, Петин, Офицеров, Гайдук, Ким, Сидоренков. Главный тренер: Вадим Юрьевич Романов. |               |                                      |                       |                                                 |

| 7 октября 2022 13 тур | Мастер-Сатурн U-19 (Егорьевск) | 0:4 (0:2)                            | Спартак U-19 (Москва)                                     | Раменское                                                          |
| 15:00 MSK |                                | протокол матча (ЮФЛ) отчёт (Спартак) | 37′ Пяткин · 42′ Быковский · 54′ Крашевский · 87′ Данилов | Стадион: «Сатурн» Зрителей: 68 Судья: Кирилл Гарафутдинов (Москва) |
| Мастер-Сатурн U-19 (Егорьевск): Кудинов , Борисов, Лебедев, Мандзукас, Цикишев (Панарин, 84), Васильев (Рукин, 46), Мазько (Глызь, 84), Несмачный, Соколов, Мусаев, Урванцев. Запасные: Боровков, Безбородов, Евпак, Спесивцев, Емелин. Главный тренер: Олег Андреевич Мазур. Спартак U-19 (Москва): Фадеев, Чистяков (Курошев, 64), Веденеев, Бозов, Иванников (Гуца, 86), Ишутин , Пяткин (Гунько, 86), Пилипенко (Гурылёв, 72), Вит. Шитов (Офицеров, 84), Крашевский (Ким, 70), Быковский (Данилов, 76). Запасные: Тихомиров, Смирнов. Главный тренер: Вадим Юрьевич Романов. |                                |                                      |                                                           |                                                                    |

| 14 октября 2022 14 тур | Урал U-19                                  | 3:2 (1:0)                            | Спартак U-19 (Москва)          | Сысерть                                                     |
| 12:00 MSK | Мосин 18′ · Абдуллаев 51′ · Смольников 79′ | протокол матча (ЮФЛ) отчёт (Спартак) | 72′ Быковский · 88′ Крашевский | Стадион: «Бажовия» Судья: Сергей Колесник (Санкт-Петербург) |
| Урал U-19: Кузнецов, Зубарев, Лопатин, Мосин, Ненашев, Полев, Абдуллаев, Ишков (Смольников, 62), Куликов , Михайлов, Чебыкин (Достовалов, 89). Запасные: Марков, Белов, Бердников, Максимов, Сатучин. Главный тренер: Александр Алексеевич Данцев. Спартак U-19 (Москва): Фадеев, Чистяков, Бозов, Веденеев, Офицеров (Гунько, 61), Крашевский, Курошев, Ишутин (Данилов, 90), Пяткин (Гурылёв, 79), Пилипенко (Ким, 72), Быковский. Запасные: Тихомиров, Гуца, Постников. Главный тренер: Вадим Юрьевич Романов. |                                            |                                      |                                |                                                             |

| 21 октября 2022 15 тур | Спартак U-19 (Москва)         | 3:0 (3:0)                            | Торпедо U-19 (Москва) | Москва                                                                              |
| 17:00 MSK | Ишутин 7′ · Веденеев 15′, 20′ | протокол матча (ЮФЛ) отчёт (Спартак) |                       | Стадион: «Спартак» им. Черенкова Зрителей: 139 Судья: Семён Медведев (Екатеринбург) |
| Спартак U-19 (Москва): Фадеев, Чистяков (Петин, 76), Веденеев (Данилов, 79), Бозов (Постников, 79), Иванников (Сидоренков, 86), Курошев, Ишутин , Пяткин, Гурылёв (Ким, 53) Крашевский (Офицеров, 66), Пилипенко (Гайдук, 79). Запасные: Смирнов, Нажмов, Мишин. Главный тренер: Вадим Юрьевич Романов. Торпедо U-19 (Москва): Порутчиков , Ивлев, Бизин, Сыщенко, Никитин (Стародубцев, 21), Симонян, Королёв (Вильгельм, 46; Ильев, 79), Дорофеев, Александров, Сиротков (Евшинцев, 46), Гузеев (Голубев, 73). Запасные: Малышев, Мельников, Потехин. Главный тренер: Александр Владимирович Смирнов. |                               |                                      |                       |                                                                                     |

| 28 октября 2022 16 тур | Зенит U-19 (Санкт-Петербург)                | 3:2 (2:1)                            | Спартак U-19 (Москва)         | Санкт-Петербург                                                          |
| 17:00 MSK | Лузан 19′ · Д. Козлов 25′ · Барановский 58′ | протокол матча (ЮФЛ) отчёт (Спартак) | 44′ Вит. Шитов · 65′ Офицеров | Стадион: «Смена» (поле № 1) Зрителей: 241 Судья: Любовь Тарбеева (Киров) |
| Зенит U-19 (Санкт-Петербург): Москвичёв , Абзалилов (Быков, 78), Коледин, Лобов, Тоневицкий, Вершинин, Д. Козлов, Барановский, Лузан (Орлов, 70), Михайловский (Столяров, 46), Пшенников. Запасные: Бутыря, Пантелейчук, Никифоров, Емельянов. Главный тренер: Константин Анатольевич Коноплёв. Спартак U-19 (Москва): Волков, Чистяков, Бозов, Веденеев, Иванников, Курошев, Ишутин , Пяткин (Данилов, 85), Вит. Шитов (Гурылёв, 61), Крашевский (Офицеров, 65), Быковский (Пилипенко, 46). Запасные: Тихомиров, Петин, Гунько. Главный тренер: Вадим Юрьевич Романов. |                                             |                                      |                               |                                                                          |

| 4 ноября 2022 17 тур | Спартак U-19 (Москва)          | 2:1 (0:0)                            | ЦСКА U-19 (Москва) | Москва                                                                         |
| 17:00 MSK | Крашевский 79′ · Иванников 81′ | протокол матча (ЮФЛ) отчёт (Спартак) | 56′ Лапинский      | Стадион: «Спартак» им. Черенкова Зрителей: 1354 Судья: Данил Ткаченко (Москва) |
| Спартак U-19 (Москва): Волков, Чистяков, Бозов, Веденеев, Иванников, Курошев, Гунько (Пилипенко, 46), Ишутин , Вит. Шитов (Гурылёв, 77), Офицеров (Ким, 84), Быковский (Крашевский, 69). Запасные: Тихомиров, Фадеев, Данилов, Нажмов, Мишин, Постников, Гайдук, Сидоренков. Главный тренер: Вадим Юрьевич Романов. ЦСКА U-19 (Москва): Боков , Васильев, Грачёв, Носков (Хизриев, 76), Першин, Шевелёв (Ченчиков, 46), Кисляк (Арбузов, 84), Пестов (Гайнов, 88), Сливин, Гурченко (Оздоев, 90), Лапинский. Запасные: Цветков, Мадорский. Главный тренер: Ролан Александрович Гусев. |                                |                                      |                    |                                                                                |

| 11 ноября 2022 18 тур | Крылья Советов U-19 (Самара) | 1:2 (1:1)                            | Спартак U-19 (Москва)           | Самара                                                            |
| 14:00 MSK | Винников 38′                 | протокол матча (ЮФЛ) отчёт (Спартак) | 7′ Веденеев · 87′ (пен.) Ишутин | Стадион: «Металлург» Зрителей: 146 Судья: Евгений Новиков (Пермь) |
| Крылья Советов U-19 (Самара): Веселов, Алуханян (Романов, 87), Загородников, Тепляков , Винников (Хрисанфов, 68), Н. Фадеев, Цорн, Чалый, Асайдулин (Макаров, 86), Мутовкин, Хлусов. Запасные: Быченко, Гребёнкин, Радаев, Морозов, Ткачёв, Бурганов, Гаспарян, Константинов. Главный тренер: Дмитрий Владиславович Шуков. Спартак U-19 (Москва): С. Фадеев, Чистяков, Бозов, Веденеев, Иванников, Курошев, Ишутин , Гунько (Гайдук, 58; Данилов, 89), Вит. Шитов (Нажмов, 89), Крашевский (Гурылёв, 66), Быковский. Запасные: Игнатьев, Постников, Мишин. Главный тренер: Вадим Юрьевич Романов. |                              |                                      |                                 |                                                                   |

#### Второй этап
| 10 марта 2023 19 тур | Ростов U-19 (Ростов-на-Дону)        | 2:0 (1:0)                            | Спартак U-19 (Москва) | Ростов-на-Дону                                                                         |
| 16:00 MSK | Семенчук 33′ · Тошевский 87′ (пен.) | протокол матча (ЮФЛ) отчёт (Спартак) |                       | Стадион: «Олимп» им. Понедельника Зрителей: 550 Судья: Максим Тупиков (Южно-Сахалинск) |
| Ростов U-19 (Ростов-на-Дону): Григорьев, Азнауров (Тошевски, 64), Бочаров, Гирнык , Джебов (Колтаков, 90), Жбанов, Ковальков, Комаров (Кузьмин, 88), Максецов (Игнатов, 90), Семенчук, Шанталий (Ахмедов, 77). Запасные: Рязанов, Глазырин, Ефимов, Зубенко, Каштан, Кузнецов. Главный тренер: Александр Александрович Аброскин. Спартак U-19 (Москва): Фадеев, Веденеев, Бозов, Данилов (Петин, 46), Иванников, Курошев, Ишутин (Мишин, 10), Пяткин, Гайдук (Крашевский, 72), Гурылёв (Нажмов, 72), Быковский. Запасной: Тихомиров. Главный тренер: Вадим Юрьевич Романов. |                                     |                                      |                       |                                                                                        |

| 17 марта 2023 20 тур | Спартак U-19 (Москва) | 1:2 (1:0)                            | Динамо U-19 (Москва)         | Москва                                                                                 |
| 18:00 MSK | Быковский 36′         | протокол матча (ЮФЛ) отчёт (Спартак) | 49′ Чупаев · 64′ Александров | Стадион: «Спартак» им. Черенкова Зрителей: Без зрителей Судья: Евгений Новиков (Пермь) |
| Спартак U-19 (Москва): Фадеев, Петин, Бозов, Веденеев , Крашевский (Иванников, 46), Курошев, Пяткин (Данилов, 85), Постников (Мелёшин, 67), Гайдук (Гурылёв, 61), Зорин (Рощин, 85), Быковский. Запасные: Игнатьев, Тихомиров, Гунько, Нажмов, Ишутин. Главный тренер: Вадим Юрьевич Романов. Динамо U-19 (Москва): Давыдов, Зайдензаль, Исаев , Лепский, Морозов (Коньков, 46), Окишор (Козин, 90), Акимов, Александров, Басыров, Ефимов (Кенфак, 46), Крыловский (Чупаев, 46). Запасные: Расулов, Тепляков. Главный тренер: Павел Витальевич Фигон. |                       |                                      |                              |                                                                                        |

| 31 марта 2023 21 тур | Чертаново U-19 (Москва)       | 2:3 (1:1)                            | Спартак U-19 (Москва)     | Москва                                                                       |
| 16:00 MSK | Агафонцев 12′ · Коновалов 75′ | протокол матча (ЮФЛ) отчёт (Спартак) | 4′ (пен.), 79′, 82′ Зорин | Стадион: «Арена Чертаново» Зрителей: 88 Судья: Ефим Рубцов (Санкт-Петербург) |
| Чертаново U-19 (Москва): Побережный, Поляков, Светников , Коновалов, Патрушев, Семёнов (Анисимов, 88), Агафонцев (Мусин, 87), Гатин (Мирошниченко, 84), Бабешко (Шматов, 63), Светов, Урванцев (Клименко, 46). Запасные: Макушин, Рой, Парсегов, Хренов. Главный тренер: Игорь Николаевич Родькин. Спартак U-19 (Москва): Фадеев, Петин, Веденеев , Бозов, Крашевский (Иванников, 54), Пяткин (Постников, 59), Курошев, Зорин, Пилипенко (Данилов, 63), Гайдук (Гунько, 82), Быковский. Запасные: Тихомиров, Ишутин, Мишин, Нажмов. Главный тренер: Вадим Юрьевич Романов. |                               |                                      |                           |                                                                              |

| 7 апреля 2023 22 тур | Спартак U-19 (Москва) | 0:4 (0:1)                            | Краснодар U-19                                | Москва                                                                                 |
| 17:00 MSK |                       | протокол матча (ЮФЛ) отчёт (Спартак) | 21′, 62′ Кучугура · 70′ Канаев · 84′ Берзегов | Стадион: «Спартак» им. Черенкова Зрителей: Без зрителей Судья: Михаил Яковлев (Москва) |
| Спартак U-19 (Москва): Фадеев, Крашевский, Данилов, Бозов (Рощин, 74), Иванников, Курошев, Постников (Гунько, 46), Мишин, Пилипенко (Гурылёв, 46), Гайдук, Быковский (Ким, 21). Запасные: Игнатьев, Петин, Ишутин, Нажмов. Главный тренер: Вадим Юрьевич Романов. Краснодар U-19: Голиков, Арутюнян, Чуриков , Ярлыков (Дмитриев, 88), Гетьман (Берзегов, 63), Кучугура (Баранов, 79), Чобанов (Мельников, 65), Арутюнов (Потинян, 66), Богданец (Бабаян, 88), Дысь (Канаев, 58), Комар. Запасной: Площадный. Главный тренер: Аслан Таймуразович Засеев. |                       |                                      |                                               |                                                                                        |

| 14 апреля 2023 23 тур | Локомотив U-19 (Москва) | 1:1 (0:1)                            | Спартак U-19 (Москва) | Москва                                                                         |
| 19:00 MSK | Батраков 88′            | протокол матча (ЮФЛ) отчёт (Спартак) | 31′ Быковский         | Стадион: «Сапсан Арена» Зрителей: 870 Судья: Сергей Колесник (Санкт-Петербург) |
| Локомотив U-19 (Москва): Митров, Иваньков, Косогоров, Лукиных, Шнапцев, Батраков, Чугунов (Багамаев, 64), Шахкаламов (Годяев, 64), Щетинин (Топинка, 46), Ларин , Радиковский. Запасные: Уралёв, Беликов, Васильев, Лысов, Соловьёв. Главный тренер: Максим Юрьевич Мишаткин. Спартак U-19 (Москва): Фадеев, Петин (Крашевский, 67), Бозов , Веденеев, Иванников, Данилов, Курошев, Гунько (Мишин, 81), Рощин (Пилипенко, 73), Гайдук, Быковский. Запасные: Тихомиров, Постников, Офицеров, Ишутин. Главный тренер: Вадим Юрьевич Романов. |                         |                                      |                       |                                                                                |

| 21 апреля 2023 24 тур | Спартак U-19 (Москва)       | 2:0 (1:0)                            | Чертаново U-19 (Москва) | Москва                                                                             |
| 17:00 MSK | Мелёшин 31′ · Быковский 51′ | протокол матча (ЮФЛ) отчёт (Спартак) |                         | Стадион: «Спартак» им. Черенкова Зрителей: 235 Судья: Максим Богданавичус (Москва) |
| Спартак U-19 (Москва): Фадеев, Петин, Бозов , Веденеев, Иванников, Курошев, Гунько (Рощин, 82), Мишин (Постников, 46), Мелёшин (Пилипенко, 71), Гайдук (Крашевский, 71; Нажмов, 89), Быковский (Офицеров, 80). Запасные: Тихомиров, Игнатьев, Ишутин, Ким. Главный тренер: Вадим Юрьевич Романов. Чертаново U-19 (Москва): Жужнев, Агафонцев (Анисимов, 75), Коновалов (Мусин, 64), Поляков, Светников , Мирошниченко (Парсегов, 69), Семёнов, Бабешко, Гатин (Макаренко, 76), Светов, Урванцев (Клименко, 61). Запасной: Побережный. Главный тренер: Игорь Николаевич Родькин. |                             |                                      |                         |                                                                                    |

| 28 апреля 2023 25 тур | Динамо U-19 (Москва)                                                | 4:2 (1:2)                            | Спартак U-19 (Москва)     | Химки                                                                      |
| 14:00 MSK | Александров 45′ (пен.) · Акимов 49′ · Крыловский 58′ · Гуляев 90+5′ | протокол матча (ЮФЛ) отчёт (Спартак) | 5′ Рощин · 38′ Крашевский | Стадион: «Новогорск-Динамо» Зрителей: 47 Судья: Владимир Артамонов (Псков) |
| Динамо U-19 (Москва): Давыдов, Акимов, Александров (Локтионов, 77), Вязников (Ролдугин, 88), Головачёв, Ерофеев (Окишор, 86), Ибрагимов, Крыловский (Гуляев, 67), Майоров, Обрывков (Ефимов, 88), Тихомиров. Запасные: Дегтев, Басыров, Кенфак, Коньков. Главный тренер: Павел Витальевич Фигон. Спартак U-19 (Москва): Фадеев, Крашевский (Гурылёв, 88), Веденеев, Бозов, Иванников (Петин, 71), Курошев, Ишутин (Гунько, 65), Пяткин (Постников, 57), Гайдук (Офицеров, 74), Рощин (Данилов, 45), Мелёшин. Запасные: Тихомиров, Игнатьев, Нажмов, Пилипенко, Мишин. Главный тренер: Вадим Юрьевич Романов. |                                                                     |                                      |                           |                                                                            |

| 5 мая 2023 26 тур | Спартак U-19 (Москва) | 1:2 (0:0)                            | Ростов U-19 (Ростов-на-Дону) | Москва                                                                       |
| 11:00 MSK | Рощин 69′             | протокол матча (ЮФЛ) отчёт (Спартак) | 56′ Тошевский · 61′ Кузьмин  | Стадион: «Спартак» им. Черенкова Зрителей: 95 Судья: Матвей Новиков (Москва) |
| Спартак U-19 (Москва): Фадеев, Петин (Постников, 67), Данилов, Курошев, Крашевский, Ишутин , Пяткин, Рощин (Гурылёв, 80), Гайдук (Офицеров, 67), Быковский (Гунько, 57), Мелёшин. Запасные: Игнатьев, Тихомиров, Мишин, Нажмов, Пилипенко. Главный тренер: Вадим Юрьевич Романов. Ростов U-19 (Ростов-на-Дону): Григорьев, Глазырин, Жбанов, Кузнецов, Максецов, Семенчук , Азнауров (Кузьмин, 46), Зубенко, Каштан (Ахмедов, 90), Ковальков (Джебов, 46), Тошевски (Колтаков, 90). Запасные: Иванов, Игнатов, Ефимов. Главный тренер: Александр Александрович Аброскин. |                       |                                      |                              |                                                                              |

| 12 мая 2023 27 тур | Краснодар U-19            | 2:0 (1:0)                            | Спартак U-19 (Москва) | Краснодар                                                                               |
| 15:00 MSK | Арутюнов 44′ · Бабаян 47′ | протокол матча (ЮФЛ) отчёт (Спартак) |                       | Стадион: «Стадион академии ФК «Краснодар»» Зрителей: 517 Судья: Евгений Новиков (Пермь) |
| Краснодар U-19: Площадный, Бабаян (Баранов, 82), Гайворонский, Дмитриев, Мельников , Берзегов, Арутюнов, Дысь, Канаев, Комар, Потинян (Чуриков, 78). Запасной: Голиков. Главный тренер: Аслан Таймуразович Засеев. Спартак U-19 (Москва): Тихомиров, Постников, Бозов, Крашевский (Петин, 67), Пяткин, Курошев (Гунько, 65), Ишутин , Гайдук (Офицеров, 62), Рощин (Гурылёв, 69), Мелёшин (Быковский, 62). Запасные: Фадеев, Мишин. Главный тренер: Вадим Юрьевич Романов. |                           |                                      |                       |                                                                                         |

| 19 мая 2023 28 тур | Спартак U-19 (Москва)        | 2:3 (1:1)                            | Локомотив U-19 (Москва)                          | Москва                                                                       |
| 16:00 MSK | Курошев 35′ · Веденеев 90+4′ | протокол матча (ЮФЛ) отчёт (Спартак) | 26′ Чугунов · 65′ (пен.) Никишин · 90+2′ Топинка | Стадион: «Спартак» им. Черенкова Зрителей: 230 Судья: Андрей Мешков (Москва) |
| Спартак U-19 (Москва): Фадеев, Петин (Постников, 67), Бозов, Веденеев, Крашевский, Курошев, Ишутин , Офицеров (Гурылёв, 69), Рощин (Гунько, 69), Гайдук (Нажмов, 69), Быковский. Запасные: Игнатьев, Тихомиров, Мишин, Пилипенко. Главный тренер: Вадим Юрьевич Романов. Локомотив U-19 (Москва): Митров, Иваньков, Косогоров, Лукиных (Васильев, 61), Шнапцев, Батраков, Чугунов, Шахкаламов (Топинка, 56), Щетинин (Годяев, 46; Багамаев, 83), Ларин , Никишин. Запасные: Матюнин, Беликов, Лысов, Соловьёв. Главный тренер: Максим Юрьевич Мишаткин. |                              |                                      |                                                  |                                                                              |